# Jena

Logo der Stadt Jena

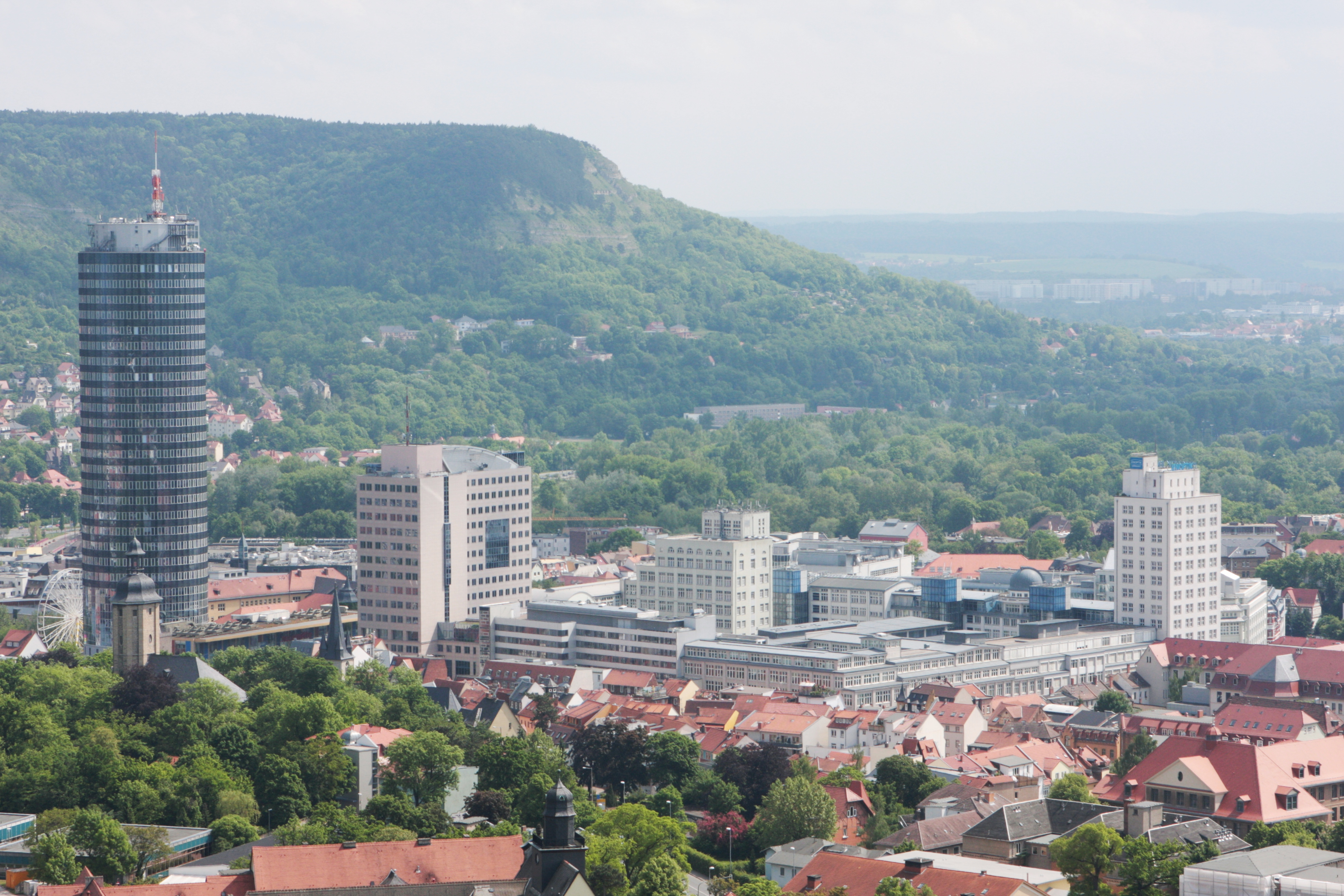
Jenaer Innenstadt mit dem Jentower und den Hochhäusern Bau 59, Bau 15 und Bau 36

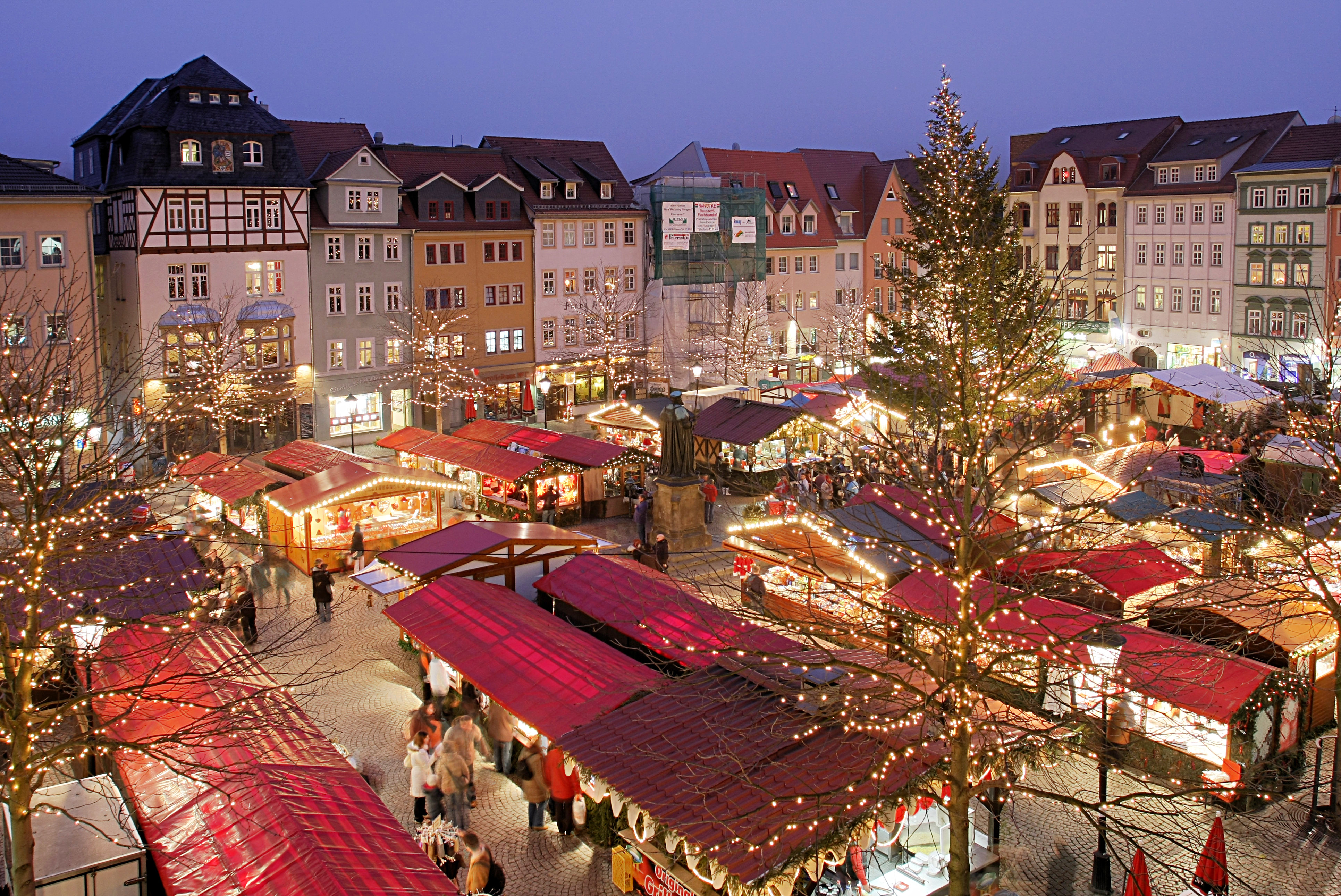
Weihnachtsmarkt auf dem Jenaer Marktplatz

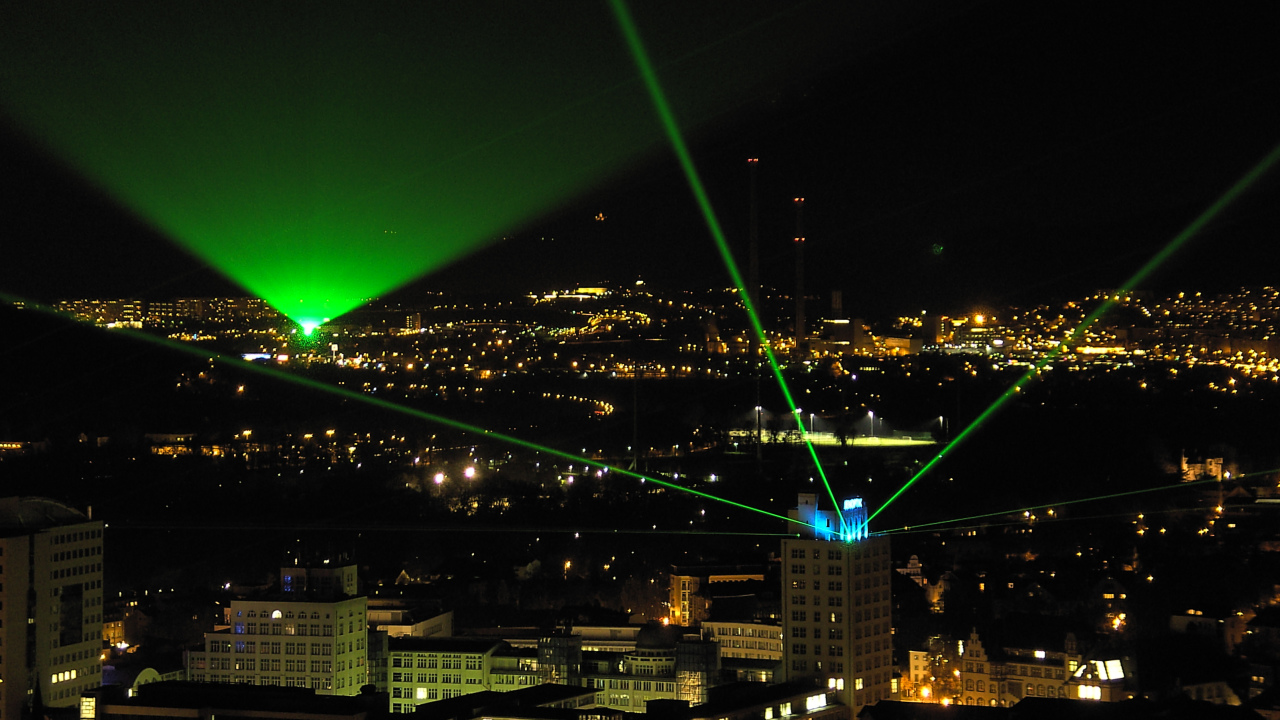
Lange Nacht der Wissenschaften – Lasershow über Jena

Jena ist eine deutsche Universitätsstadt und kreisfreie Großstadt in Thüringen in der Metropolregion Mitteldeutschland. Sie liegt an der Saale zwischen Muschelkalkhängen der Ilm-Saale-Platte und ist mit 109.725 Einwohnern (Stand: 31. Dezember 2024) nach der Landeshauptstadt Erfurt die zweitgrößte Stadt Thüringens und eines der Oberzentren des Freistaats. Zudem ist Jena auf Platz 74 der größten Städte Deutschlands.
In Jena befindet sich die Friedrich-Schiller-Universität Jena, die 1558 gegründet wurde und mit 17.015 Studenten die größte Universität Thüringens ist. Jena begann sich ab dem Bau der Saalbahn 1874 zu einer Industriestadt zu entwickeln. Sie ist ein Zentrum der deutschen Optik- und Feinmechanikindustrie rund um das Unternehmen Carl Zeiss. Das Kombinat Carl Zeiss mit etwa 60.000 Mitarbeitern war seinerzeit auch das größte Kombinat der DDR. Nach der deutschen Wiedervereinigung 1990 wandelte sich Jena vom Industrie- zum Bildungs- und Wissenschaftszentrum. In Jena haben zahlreiche Forschungslabore und Institute ihren Sitz.
Zwei der frühesten deutschen Hochhäuser wurden in der Stadt errichtet, der Zeiss Bau 15 und Bau 36. Das 144,5 m (mit Antenne 159,60 m) hohe Bürohochhaus Jentower war bei seiner Vollendung 1972 das höchste Hochhaus Deutschlands.
Der Stifterverband für die Deutsche Wissenschaft verlieh Jena 2008 den Titel Stadt der Wissenschaft. Die Stadt Jena wirbt für sich auch mit dem Namen Lichtstadt Jena. 2016 wurde Jena der Ehrentitel „Reformationsstadt Europas“ durch die Gemeinschaft Evangelischer Kirchen in Europa verliehen.

## Geografie

### Lage
Jena liegt im mittleren Saaletal zwischen teilweise von Mischwäldern bedeckten Muschelkalk- und Buntsandsteinhängen (geologische Phänomene sind unter anderem die Teufelslöcher und die Studentenrutsche). Auf ihnen, z. B. im Leutra-Tal, kommen zahlreiche, zum Teil seltene Orchideenarten vor.
Die größte Ausdehnung beträgt von Nord nach Süd 14,7 und von Ost nach West 12,2 Kilometer.

### Städte in der Umgebung
Folgende größere Städte liegen in der Nähe von Jena: Weimar (ca. 19 km westlich), Apolda (ca. 12 km nördlich), Rudolstadt (ca. 30 km südlich), Naumburg (Saale) (ca. 29 km nordöstlich), Gera (ca. 35 km östlich), Erfurt (ca. 40 km westlich), Halle (Saale) (ca. 67 km nordöstlich), Leipzig (ca. 72 km nordöstlich), Chemnitz (ca. 96 km östlich) und Dresden (ca. 152 km östlich).

### Nachbargemeinden
Folgende Gemeinden grenzen an die Stadt Jena. Sie werden im Uhrzeigersinn beginnend im Norden aufgeführt:
- im Saale-Holzland-Kreis:
  - Verwaltungsgemeinschaft Dornburg-Camburg mit Lehesten (mit Altengönna), Neuengönna (mit Porstendorf), Golmsdorf (mit Beutnitz), Jenalöbnitz und Großlöbichau
  - Verwaltungsgemeinschaft Südliches Saaletal mit Rabis, Fraitsch, Gröben (gehören zu Schlöben, erfüllende Gemeinde ist Bad Klosterlausnitz), Laasdorf, Zöllnitz, Rutha, Rothenstein, Milda (mit Dürrengleina und Zimmritz) und Bucha (mit Pösen, Oßmaritz, Nennsdorf und Coppanz)
- im Landkreis Weimarer Land:
  - Verwaltungsgemeinschaft Mellingen mit Döbritschen und Großschwabhausen
  - Stadt und Landgemeinde Bad Sulza (mit Großromstedt, Kleinromstedt und Hermstedt)

### Stadtgliederung
Die Verwaltung der Stadt Jena ist nach § 45 der Thüringer Kommunalordnung in 30 Ortsteile unterteilt. Diese Ortsteile wurden durch die Hauptsatzung der Stadt Jena festgelegt. Dabei handelt es sich meist um räumlich getrennte Gebiete bzw. Dörfer, die ehemals selbstständige Gemeinden waren. Für jede Ortschaft gibt es einen in direkter Wahl bei einer Bürgerversammlung gewählten Ortsteilrat. Vorsitzender ist der ebenfalls direkt gewählte Ortsteilbürgermeister. Die 30 Ortsteile der Stadt sind in der Liste der Ortsteile Jenas aufgelistet.
Zusätzlich ist das Stadtgebiet Jenas in 41 statistische Bezirke eingeteilt. Diese sind: Ammerbach Ort, Beutenberg/Winzerlaer Straße, Burgau Ort, Closewitz, Cospeda, Drackendorf, Drackendorf/Lobeda-Ost, Göschwitz, Ilmnitz, Isserstedt, Jena-Nord, Jena-Süd, Jena-West, Jena-Zentrum, Jenaprießnitz, Krippendorf, Kunitz, Laasan, Lichtenhain Ort, Leutra, Lobeda-Altstadt, Lobeda-Ost, Lobeda-West, Löbstedt Ort, Lützeroda, Maua, Mühlenstraße, Münchenroda, Nord II, Remderoda, Ringwiese Flur Burgau, Vierzehnheiligen, Wenigenjena/Kernberge, Wenigenjena Ort, Wenigenjena/Schlegelsberg, Winzerla, Wogau, Wöllnitz, Ziegenhain Ort, Ziegenhainer Tal und Zwätzen.

### Berge und Höhen
Durch die Lage Jenas in den Tälern der Saale und ihrer Zuflüsse, die sich in die umgebende Hochfläche eingeschnitten haben, entstanden zahlreiche markante Kuppen und Bergausformungen, deren Höhen meist über 300 m ü. NN liegen. Einst unbewaldet und kahl, wurden diese Höhen und Hänge im Laufe der letzten beiden Jahrhunderte aufgeforstet.
| Landgrafen                                  | 297,9 m           |
| Sonnenberge                                 | 323,0 m           |
| zwischen Mühltal und Ammerbachtal           |                   |
| Tatzend bzw. Schweizerhöhe mit Bismarckturm | Stern: 330,0 m    |
| Johannisberg bei Lichtenhain                | 333,7 m           |
| Lichtenhainer Höhe                          | 321,1 m           |
| Coppanzer Berg                              | 397,6 m           |
| zwischen Ammerbachtal und Leutratal         |                   |
| Lämmerberg                                  | Holzberg: 346,1 m |
| Vogelberg                                   | 353,1 m           |
| Teufelskrippe oder Mönchsberg               | 291,0 m           |
| Jagdberg                                    | 288,4 m           |

| Berge und Höhen östlich der Saale    | Berge und Höhen östlich der Saale    |
| Name                                 | Höhe ü. NN                           |
| zwischen Kunitz und Ziegenhainer Tal | zwischen Kunitz und Ziegenhainer Tal |
| ------------------------------------ | ------------------------------------ |
| Jenzig                               | 385,3 m                              |
| Hausberg                             | Wilhelmshöhe: 349,6 m                |
| Kernberge                            |                                      |
| Sophienhöhe                          | 366,5 m                              |
| Rabensberge                          | Hummelsberg: 375,2 m                 |
| zwischen Pennickental und Rodatal    |                                      |
| Johannisberg                         | 366,0 m                              |
| Schlossberg mit Lobdeburg            |                                      |
| Einsiedlerberg                       | 389,2 m                              |

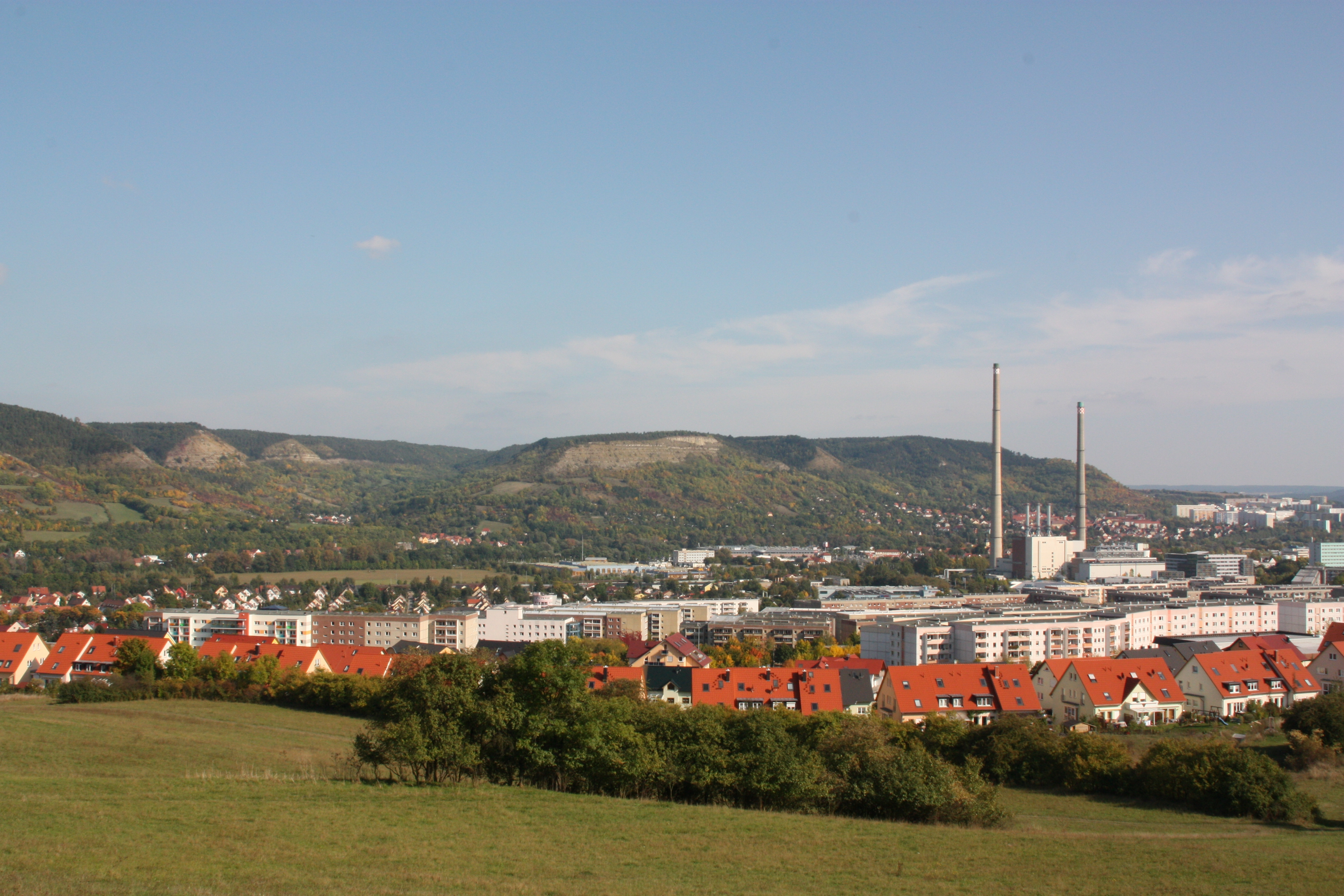
Kernberg und Johannisberg bei Lobeda von Winzerla aus gesehen

Weitere Berge in der Umgebung sind westlich der Saale – von Nord nach Süd – der Plattenberg (345 m) auf der Gemarkung Neuengönna, der Jägerberg und der Windknollen (mit Napoleonstein, 363 m, beide innerhalb der Jenaer Stadtgrenze), der Cospoth (397 m) auf den Gemarkungen Jena und Bucha, der Spitzenberg (374 m) bei Maua auf der Gemarkung Rothenstein und die Kuppe (438 m, Dürrengleina). Östlich der Saale liegen zum Beispiel der (Große) Gleißberg (365 m, seltener Gleisberg) in Golmsdorf, auf dem die Ruine Kunitzburg steht, und der Eichberg südlich der Rodamündung in die Saale auf der Gemarkung Sulza. Es gibt im Tal der Gleise noch einen weiteren Schlossberg.
Die Ausbildung des Oberflächenreliefs im Stadtgebiet, besonders der Talhänge, ist durch eine differenzierte geologische Situation entstanden, die auf den geologischen Verhältnissen im mittleren Saaletal beruht.

### Klima

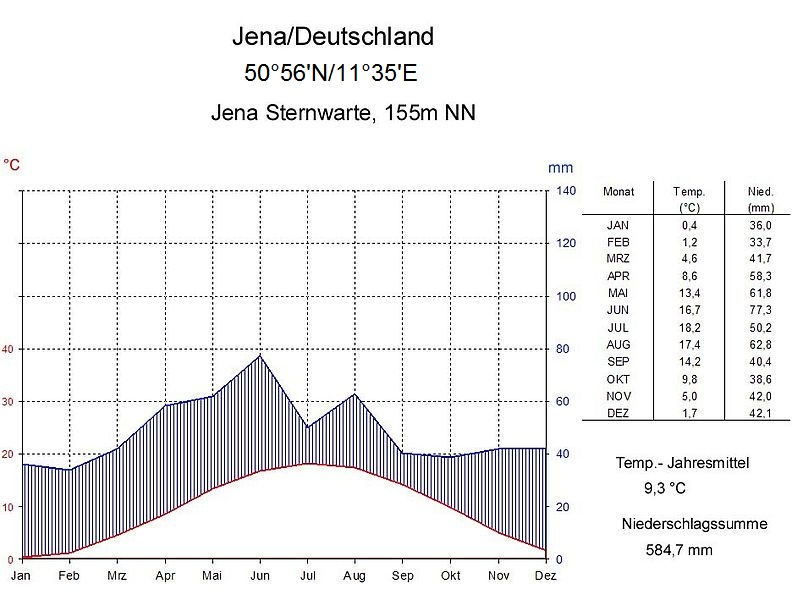
Klimadiagramm von Jena, Basis: Temperatur- und Niederschlagswerte im Zeitraum 1961–1990

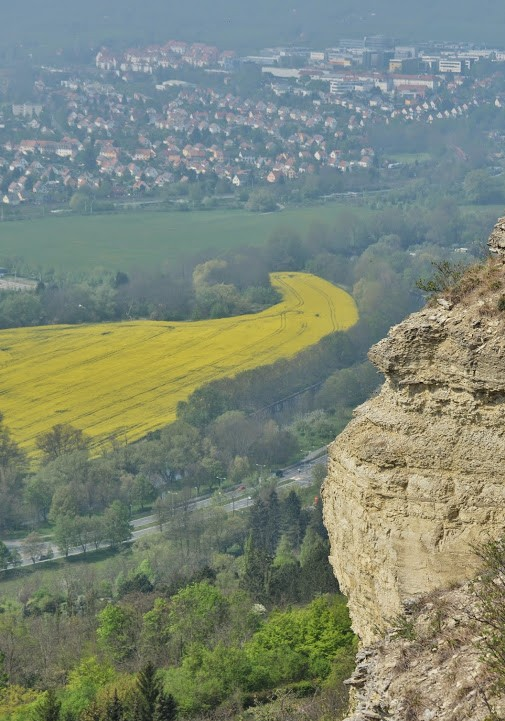
Auf den Höhen der Jenaer Scholle ist es im Mittel 1 bis 1,5 °C kälter als in der Stadt.

Jena gehört zu den klimatisch besonders begünstigten Gebieten Deutschlands.
Durch diese Lage ist Jena jedoch von den Auswirkungen der Überhitzung des Klimasystems der Erde im Rahmen des Klimawandels besonders betroffen, wodurch Anpassungsmaßnahmen erforderlich werden. Die starke Reflexion der Sonnenstrahlen an den steilen Talhängen und insbesondere die Wärmespeicherung des Muschelkalks erzeugen einen zeitigen und milden Frühling, heißen Sommer, langen und warmen Herbst und milden Winter. Mit einer mittleren Jahrestemperatur von 10,3 °C (1981–2010) gehört Jena zu den wärmsten Orten Mitteldeutschlands. Auf den 200 bis 250 m höher liegenden Hochflächen und den im Osten und Süden angrenzenden Gebieten ist die Temperatur im Jahresmittel bereits um 1 bis 1,5 °C niedriger. Hinzu kommt die windgeschützte Lage, denn durch den Talverlauf werden die Winde zumeist in Nord-Süd-Richtung eingelenkt und abgeschwächt. Die das Thüringer Becken umgebenden Mittelgebirge schirmen den Niederschlag ab. Die jährliche Niederschlagsmenge beträgt nur 570 bis 680 Liter pro Quadratmeter; der größte Teil fällt in den Sommermonaten. Wegen des warmen Mikroklimas wird die Region um Jena auch Thüringer Toskana oder Toskana des Ostens genannt.

## Herkunft des Stadtnamens
Der Ursprung des Namens Jena war seit jeher Streitpunkt und ist auch heute noch nicht vollständig geklärt. Bereits 1858 lehnt Johann Karl Schauer einige Herleitungen ab, darunter von hebräisch ֶַַיַיִן jajin und altgriechisch οἶνος oínos für Wein, den Namen Johannes in Bezug auch auf die Johanneskirche, den römischen Gott Janus, das slawische jiny (dt. anders, verschieden) für markierten Terrainwechsel und brüchiges Land, sowie einige deutsche Erklärungsversuche wie das Wort gähnen mit Verweis auf den Schnapphans, der beim Stundenschlag den Mund aufmacht (und dabei gähnt). Schauer selbst (und später auch der Stadthistoriker Herbert Koch) sieht die Lösung im Keltischen, insbesondere im Wort gen, das für Mund und im übertragenen Sinne für Mündung steht, wobei auf die mundförmige Gestalt Jenas durch den Talkessel bzw. im Falle Kochs auf einen Zusammenfluss zweier Gewässer, dem Leutra-Bach zusammen mit der Saale, verwiesen wird. Hiergegen wird vor allem eingewandt, dass die Kelten nie im Ostthüringer Raum gelebt haben.

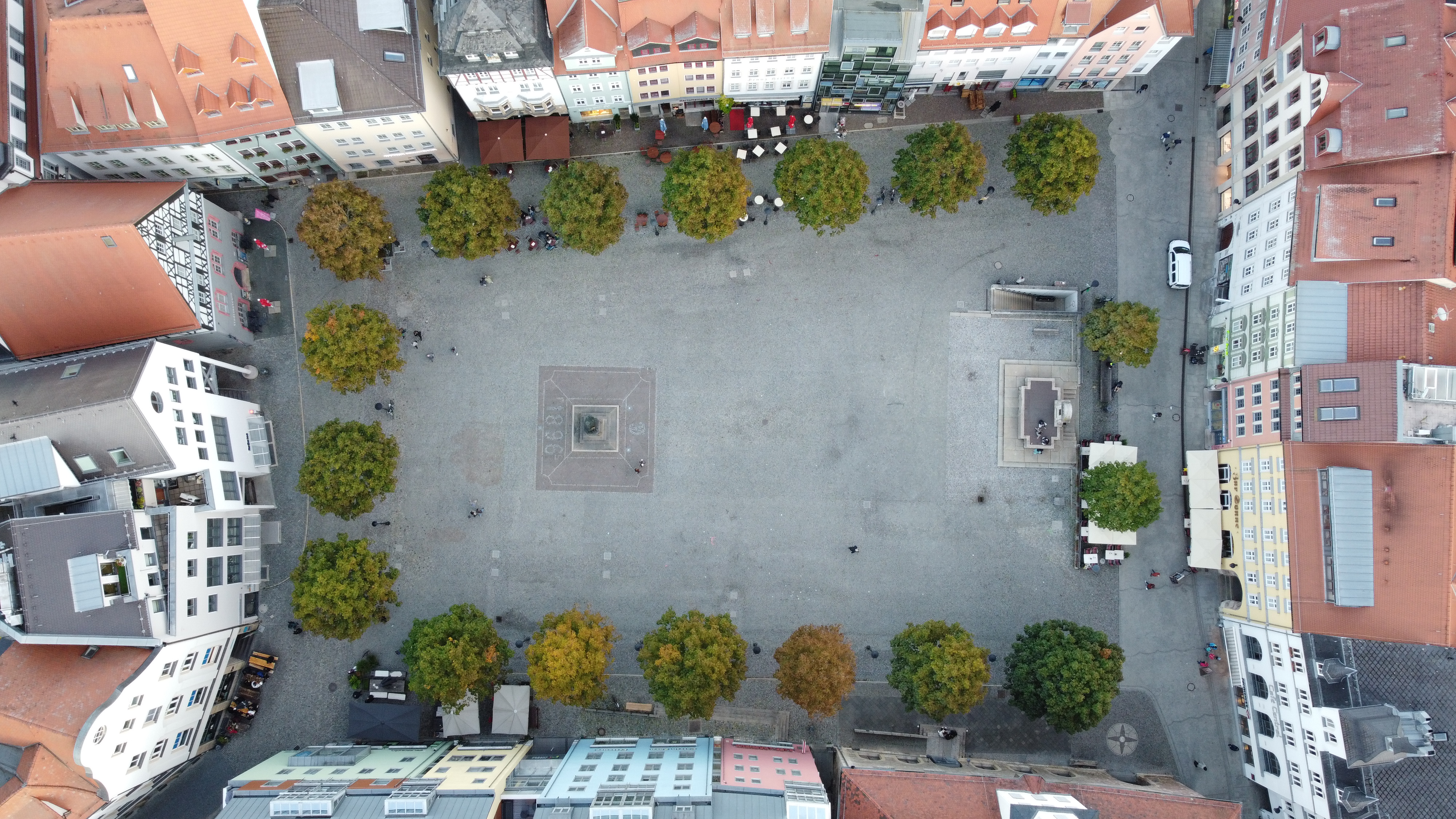
Draufsicht auf den Markt, 2022

Die neuere Diskussion befasst sich vor allem mit der Frage, ob die Bezeichnung Jani aus dem Slawischen oder aus dem Deutschen entnommen werden kann, da für beide Völker eine Siedlung in der näheren Umgebung nachweisbar ist. Ferdinand Mentz und Rudolf Fischer lehnten eine Herleitung durch die slawische Form Jan von Johannes vor allem mit der Begründung ab, dass die Slawen einerseits Mitte des 9. Jahrhunderts noch nicht christianisiert (also heidnisch) waren, den Namen demnach nicht kennen konnten, und die kontrahierte Form Jan andererseits nicht vor dem 10. Jahrhundert existierte. Darüber hinaus möchte Fischer keine urslawische Form ausmachen, auf die sich Jani beziehen könnte. Favorisiert wird somit von vielen Namenkundlern eine germanisch-deutsche Herkunft des Namens. Möglich ist die Ableitung von althochdeutsch gang mit den Bedeutungen Gang, Weg oder Strecke, oder – wahrscheinlicher – vom landwirtschaftlichen und historisch-winzersprachlichen Ausdruck „Jahn“, der neben Waldstreifen und Wirtschaftsfläche auch einen in einem Gang zu erledigenden Teil einer bebauten Fläche oder einen Weinbergsabschnitt bezeichnen kann. Fraglich bleibt, ob der Weinanbau zu dieser Zeit bereits stattgefunden hat. Ebenso sehen einige Autoren kritisch, dass die Bedeutung als Streifen nicht charakteristisch genug für einen Ortsnamen ist, und dass sich der Weinbau in der Gegend vermutlich außerhalb des Stadtkerns entwickelte, wo er keinen Einfluss mehr auf die Namensbildung besaß.
Hengst und Wiesinger weisen 2016 dementgegen darauf hin, dass das mittelhochdeutsche jān sich in der Verwendung allerdings nicht nur auf den Weinbau beschränkte. Vielmehr treten unterschiedliche Varianten in verschiedensten Dialekten im gesamten deutschen Sprachraum auf. Dieses breite Vorkommen rechtfertigt die Annahme, dass auch im Althochdeutschen ein solches Wort *jān mit der Grundbedeutung Reihe existierte. Unter Annahme der maskulinen i-Deklination ergibt sich dann im Plural *jāni, was genau der Form im Hersfelder Zehntverzeichnis entspricht. Unter Rückgriff auf eine entsprechende indogermanische Wurzel für Gehen kann man auf ein urgermanisches Wort *jǣni- für Gang schließen, die auftretende Pluralform in ahd. *jāni lässt sich dann als Übergangs- oder Durchgangsstellen (über die Saale) interpretieren. Bichlmeier greift diese Arbeit auf und zeigt, dass das urgermanische *i̯ǣni- aus der protoindoeuropäischen, hocharchaischen Vṛddhi-Ableitung *i̯ḗh₂-ni entstanden sein kann, was dann auf ein Versehensein mit (Durch-)Gängen bzw. auf die Gesamtheit all dessen, was (Durch-)Gänge besitzt, schließen lässt. Somit wäre hier die Gegend am Flussdurchgang gemeint.

## Geschichte

### Mittelalter

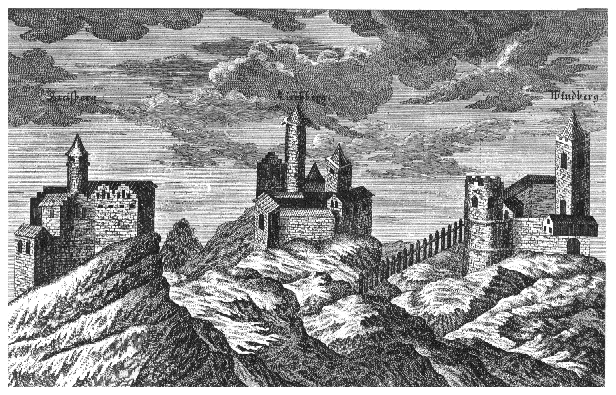
Die Hausbergburgen

Eine erste Erwähnung der Stadt liegt aus der Zeit von 830 bis 850 vor. Im Hersfelder Zehntverzeichnis erscheint Liutdraha (das in der heutigen Johannisvorstadt aufgegangene Dorf Leutra) neben Iani. Für 1145 und 1182 ist die Form Gene belegt, für 1216 schließlich Iehene und für 1252 Iene. Die Endung auf -a ist seit Mitte des 15. Jahrhunderts nachweisbar. In lateinischen Texten wird Jena das Athen an der Saale (Athenae ad Salam) genannt.
Die nach dem Tod von Wilhelm IV., Pfalzgraf bei Rhein, im Jahr 1140 als Besitzer von Jena nachzuweisenden Herren von Lobdeburg erhoben um 1230 den Ort zur Stadt, die bald danach ummauert wurde, ihre Selbstverwaltung unter dem 1275 bezeugten Rat ausbaute, im 14. Jahrhundert das Schultheißenamt, 1365 die Niedergerichte und 1429 die Obergerichte an sich brachte. Bei einem Saalehochwasser starben am 23. Juni 1263 35 der etwa 1000 Einwohner. Der schnell aufblühende Weinbau brachte der Bürgerschaft guten Gewinn. Um 1176 befahl ein „Hermann, Herr des obern Hauses“ in Lobdeburg, „den Rittern und Bürgern in Gene, eine öffentliche Straße zu pflastern, die durch einen Hof gehe, den das Kloster zu Heusdorf erworben hatte und der im Gerichte von Jena liege“. 1286 errichteten die Dominikaner ihr Kloster, 1301 entstand bei der Michaeliskirche das Zisterzienserinnenkloster. Die Herren von Lobdeburg ließen im 12. Jahrhundert die Münzstätte Jena errichten.
Mit Schwächung der Lobdeburger traten die Grafen von Schwarzburg und die Wettiner in Erscheinung. Jena gehörte zum Leibgedinge Elisabeths von Lobdeburg-Arnshaugk, die 1300 den Landgrafen von Thüringen Friedrich I. geheiratet hatte. Bis 1331 gelangten die Wettiner in den Vollbesitz der Stadt. 1332 erteilten sie Jena das Gothaische Stadtrecht. 1414 entstand das Karmelitenkloster. Nach dem Tode von Friedrich dem Strengen (1381) erhielten dessen drei Söhne Friedrich der Streitbare (1370–1428), Wilhelm der Reiche (1371–1425) und Georg (* 1380; † 9. Dezember 1401 in Coburg) die Stadt Jena im Jahr 1382 gemeinschaftlich, die beiden älteren erteilten der Stadt die Zollfreiheit. Auch Friedrichs drei Söhne, Friedrich der Sanftmütige, Sigismund und Wilhelm der Tapfere, bestätigten diesen Verwaltungsakt. Bei der Teilung der Erblande am 4. Januar 1436 fiel Jena an Sigismund, der jedoch aus Liebe zu einer Nonne aus Lohma Geistlicher im Kloster Mildenfurth wurde. Wegen seines Verhaltens wurde er aber von seinem Bruder Wilhelm in Freyburg an der Unstrut festgesetzt und eine Zeit lang gefangen gehalten. Mit dem Tode von Wilhelm III. fiel Jena am 26. August 1485 an seine Neffen Ernst und Albrecht. Bereits sechs Wochen später kam es zu einer erneuten Teilung, bei der das Amt Jena (ohne Kunitz, Zwätzen und Porstendorf) gegen Zahlung von 50.000 fl. Ernst zugesprochen wurde. Nach dessen Tod im Jahr 1486 erbten dessen Söhne Friedrich der Weise und Johann der Beständige das Amt Jena, dem sie am 10. Dezember 1492 das Marktrecht erteilten.
Städtischer Wohlstand äußerte sich in den Neubauten der Michaeliskirche seit 1380/1390 und des Rathauses am Ende des 14. Jahrhunderts. Ab 1423 gehörte Jena zum Kurfürstentum Sachsen (Kursachsen), da die Wettiner nach dem Aussterben der Askanier die Kurwürde erhielten. Die Aufteilung Kursachsens in der Leipziger Teilung ergab, dass Jena ab 1485 zum neu geschaffenen ernestinischen Kurfürstentum Sachsen gehörte. Neben dem bereits erwähnten Weinbau (ein Türkensteuerregister aus dem Jahr weist 70 Prozent der steuerpflichtigen Bürger Jenas als Weinbergbesitzer aus) trugen der Anbau von Waid, Hopfen und die Bierbrauerei wesentlich dazu bei, dass Jena im ausgehenden Mittelalter zu den wohlhabendsten Städten im heutigen Thüringen zählte. Eine weitere Quelle des Reichtums der Stadt war die Tuchmacherei, doch trotz seines wirtschaftlichen Aufblühens stand Jena stets in Konkurrenz zum benachbarten Weimar, welches sich ab dem Ende des 14. Jahrhunderts zu einer wettinischen Hauptresidenz entwickelte. Das brachte Jena allerdings den Vorteil ein, sich weitgehend unabhängig vom landesherrlichen Regiment entfalten zu können. Gegen eine Bezahlung von 3000 Rheinischen Gulden 1480 seitens Wilhelm III. wurde die Gerichtsbarkeit von der Stadt auf die Stadtflur ausgedehnt.

### Frühe Neuzeit

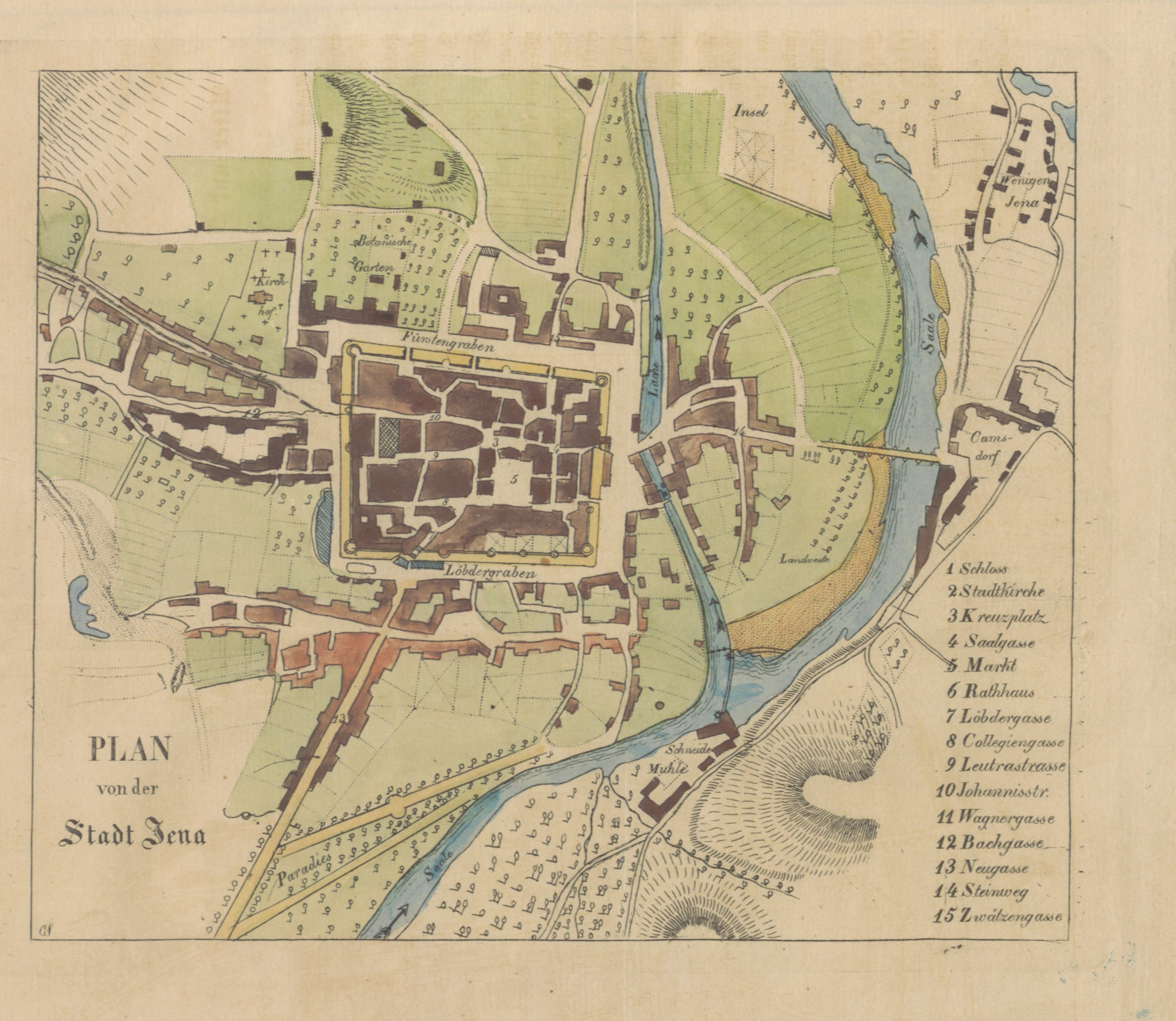
Plan der Altstadt von Jena

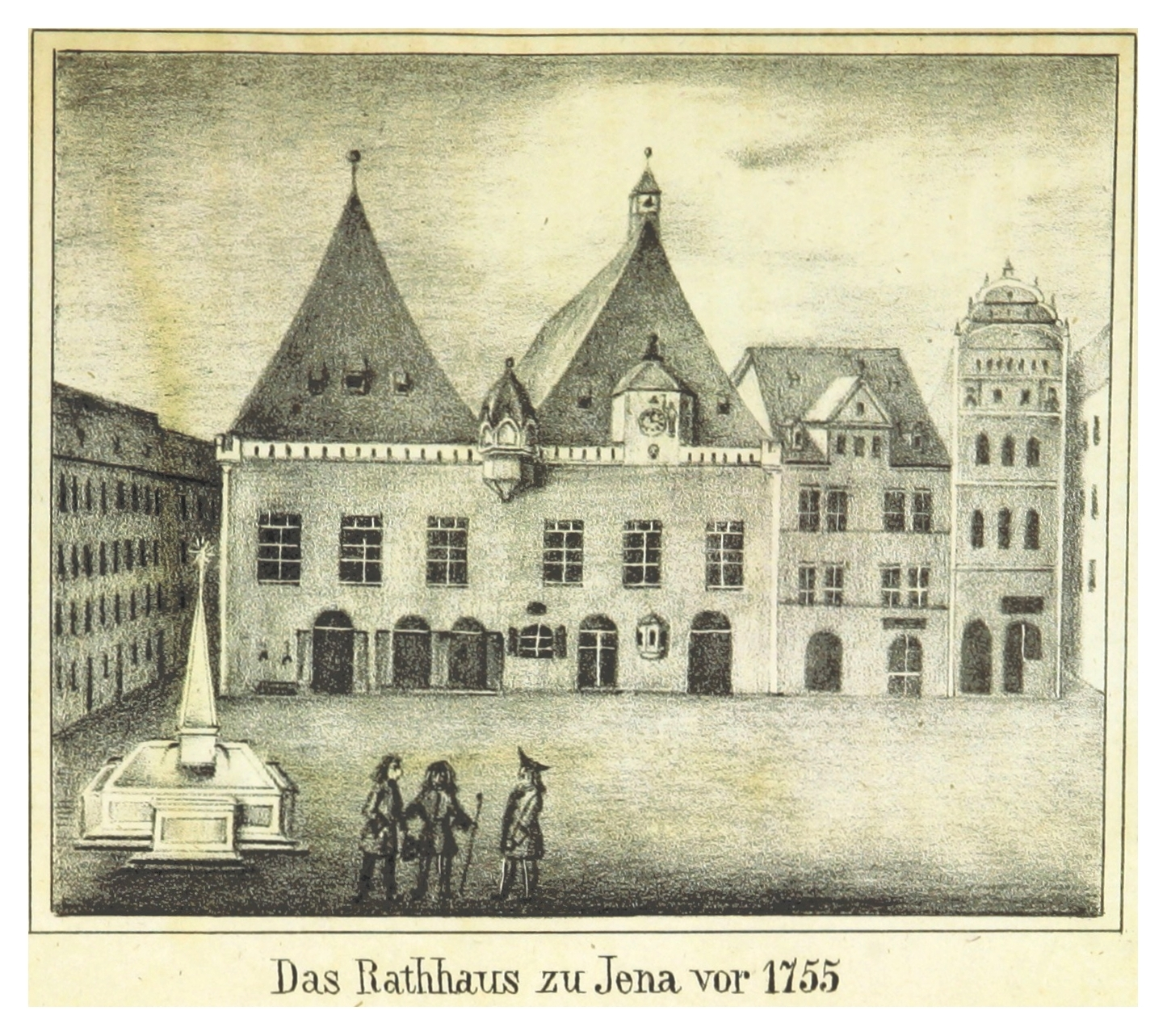
Das Rathaus von Jena (vor 1755)

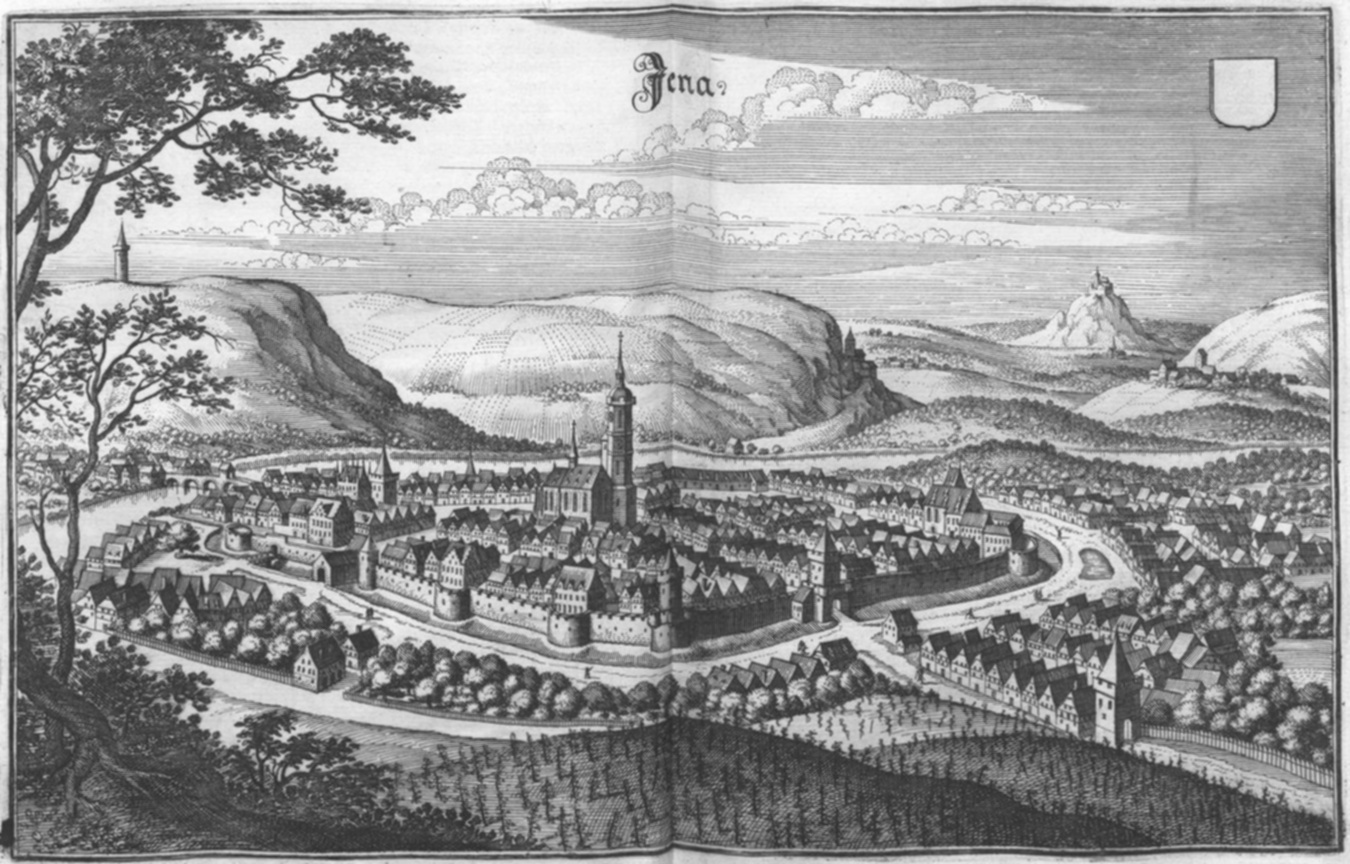
Kupferstich von Jena um 1650, aus der Topographia Germaniae

Die Reformation begann 1523 mit dem radikalen Theologen Martin Reinhardt, der nach Martin Luthers Eingreifen 1524 vertrieben wurde. 1525 zerstörten Bauern und Teile der Stadtbewohner das Karmelitenkloster und verwüsteten das Dominikanerkloster. 1536 wurden die Juden durch ein judenfeindliches Mandat des Landesherren aus Jena vertrieben (wie auch aus anderen thüringischen Städten) – ausgelöst durch die Reformation und ihrer von Martin Luther verstärkten antisemitischen Ausrichtung. Durch die Niederlage im Schmalkaldischen Krieg 1546/47 verloren die Ernestiner die Kurwürde und alle Besitzungen östlich der Weißen Elster, u. a. die Stadt Wittenberg. Aus dem ernestinischen Kurfürstentum Sachsen wurde das Herzogtum Sachsen unter Regentschaft des zum Herzog degradierten Johann Friedrich I. dem Großmütigen. Er gründete im Jahr 1548 als Ersatz für die verlorengegangene Universität Wittenberg die Hohe Schule im Dominikanerkloster in Jena, aus der 1558 die Universität Jena hervorging.
Mit dieser für die weitere Stadtentwicklung entscheidenden Einrichtung waren seit 1566 der für die Rechtsprechung in ganz Thüringen bedeutsame Schöppenstuhl und ein Hofgericht verbunden.
Der seit Anfang des 16. Jahrhunderts betriebene Buchdruck blühte in Verbindung mit der Universität auf und verschaffte der Stadt darin im 17. Jahrhundert den dritten Platz, hinter Leipzig und Wittenberg.
Die Universität blieb auch nach der Landesteilung 1572 unter gesamternestinischer Schirmherrschaft, während die Stadt dem Herzogtum Weimar zufiel. Bei der Thüringer Sintflut Ende Mai 1613 wurden Teile der Stadt überflutet.
In den Jahren 1672 bis 1690 war Jena Hauptstadt des selbständigen Fürstentums Sachsen-Jena, dessen Herzöge im bereits 1471 erwähnten und 1662 erweiterten Schloss wohnten und dessen Zentralbehörden zum Teil bis 1809 in der Stadt arbeiteten. Nach dem Tod des Herzogs von Sachsen-Jena kam das Amt und die Stadt nebst Schloss, Schlossgarten, Regierungshause, Fürstenkeller und Jägerhaus nebst Burgau und Lobeda, so wie das Amt Allstedt, die Zillbach, die Herrschaft Remda, das Vorwerk Schwabsdorf, Döbritschen und andre Einkünfte am 12. Juli 1691 an die ernestinische Linie Sachsen-Eisenach und 1741 an Sachsen-Weimar-Eisenach, bei dem es bis 1920 blieb.
In den theologischen Lehrstreitigkeiten des späten 16. Jahrhunderts war die Universität Mittelpunkt der lutherischen Orthodoxie (Matthias Flacius), nach dem Dreißigjährigen Krieg erlebte sie eine Blütezeit und stand mit 1800 Studenten zwischen 1706 und 1720 an der Spitze aller deutschen Universitäten. Die Barockzeit äußerte sich in prächtigen Bürgerbauten. Vom herzoglichen Hof gingen Anregungen auf die Kunst- und Musikpflege aus. 1570 begann das Collegium Musicum zu wirken, das nach der 1769 erfolgten Reorganisation ab 1770 bis ins 20. Jahrhundert die Akademischen Konzerte veranstaltete.

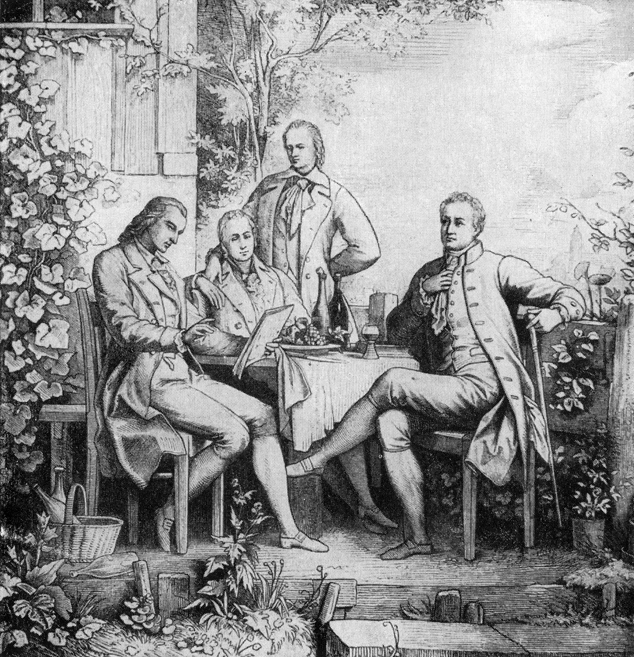
Schiller, Wilhelm und Alexander von Humboldt und Goethe in Jena

Der Rückgang des Weinbaus, der Studentenzahl und des Buchdrucks verursachte im 18. Jahrhundert einen Niedergang der städtischen Wirtschaft. 1788 wurden die Finanzen der Stadt unter Zwangsverwaltung gestellt. Unter der Regierung des Herzogs Carl August 1775 bis 1828 und seines Ministers Johann Wolfgang von Goethe gewann der neue Geist Weimars auch auf Jena Einfluss und führte eine zweite Blütezeit der Universität herbei. Goethe widmete ihr sein amtliches und persönliches Interesse. Hier schloss er 1794 Freundschaft mit Friedrich Schiller, der seit 1789 als Professor wirkte und bis 1799 in Jena wohnte.
1794 wurden Johann Gottlieb Fichte und 1798 Friedrich Wilhelm Joseph Schelling berufen, 1801/07 lehrte Georg Wilhelm Friedrich Hegel hier, so dass Jena ein Hauptort der deutschen idealistischen Philosophie wurde. Die 1785 bis 1803 in Jena erscheinende Allgemeine Literatur-Zeitung erhöhte den Ruf der Stadt. Die Universität stand im Ruf besonderer Liberalität, doch sank ihr Ruhm ab 1800 schnell infolge des Weggangs berühmter Lehrer (1799 Entlassung Fichtes).

### Jena um 1800 und die Frühromantik
Um 1800 bildete Jena ein geistiges Zentrum innerhalb der deutschsprachigen Länder. Den größten Anziehungspunkt zahlreicher Gelehrter, Philosophen, Dichter und Naturwissenschaftler bildete die liberale Universität, deren Verwaltung ab 1795 unter der Aufsicht von vier Herzogtümern stand. Daraus ergab sich ein hoher bürokratischer Aufwand, denn die Herzöge von Sachsen-Weimar-Eisenach, Sachsen-Gotha-Altenburg, Sachsen-Coburg-Saalfeld und Sachsen-Meiningen mussten sich in relevanten Fragen abstimmen. Diesen Umstand wussten die Lehrenden und Studenten der Universität in Bezug auf die Lehrfreiheit durchaus zu ihren Gunsten zu nutzen.

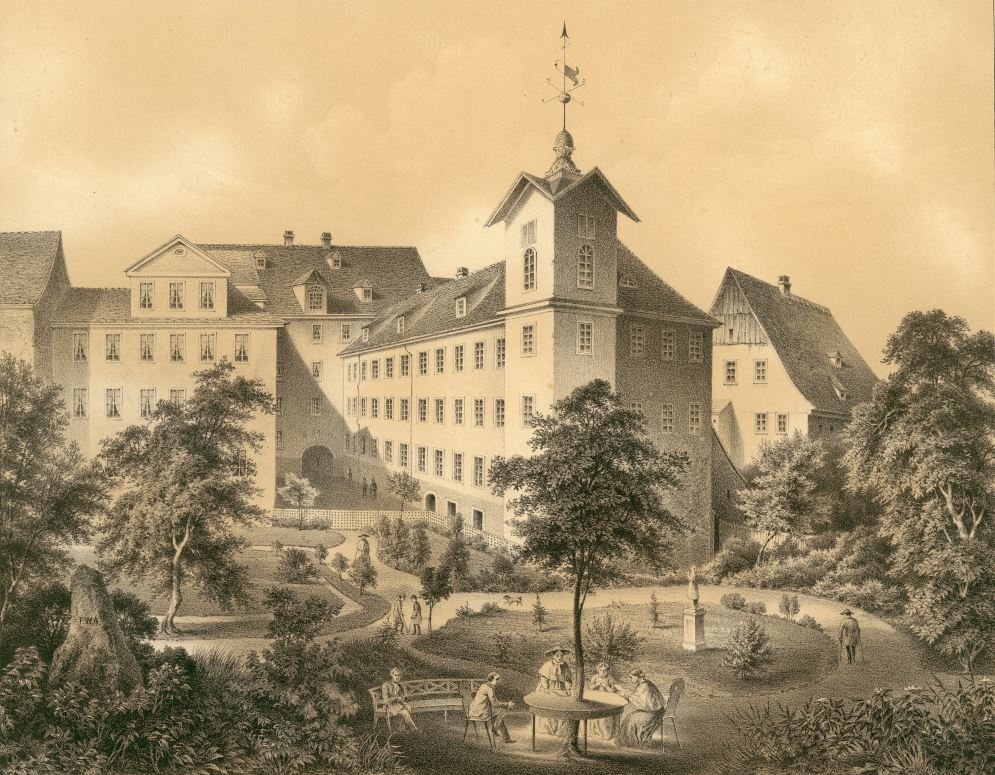
Das Romantikerhaus in der Leutragasse (1945 zerstört), in dem 1799 das Romantikertreffen stattfand.

Nicht zuletzt war es Goethe zu verdanken, dass Geistesgrößen wie Friedrich Schiller oder der junge Johann Gottlieb Fichte nach Jena berufen wurden und den Ruf der „Stapelstadt des Wissens“ (Goethe) mit begründeten. Insbesondere Fichtes Anwesenheit und Schillers Zeitschriftenprojekt Die Horen zogen wiederum die junge Generation der Frühromantiker nach Jena. Sie machten die Stadt von 1796 bis 1803 zum pulsierenden Zentrum ihres Denkens und begründeten die kulturhistorische Strömung der Romantik. Zum engeren Kreis der Jenaer Frühromantiker gehörten August Wilhelm Schlegel, seine Frau Caroline Schlegel, Friedrich Schlegel und seine Lebensgefährtin Dorothea Veit sowie die Dichter Ludwig Tieck und Friedrich von Hardenberg (Novalis) sowie der Philosoph Friedrich Wilhelm Joseph Schelling. 1799 erreichte die Frühromantik in Jena mit dem Frühromantikertreffen vom 11. bis 14./15. November ihren Höhepunkt.
Mit dem Fortgang Schillers, Fichtes und dem Zerfall der Gruppe der Frühromantiker verlor Jena ab 1803 auf Jahrzehnte seine um 1800 begründete Stellung.

### 19. Jahrhundert

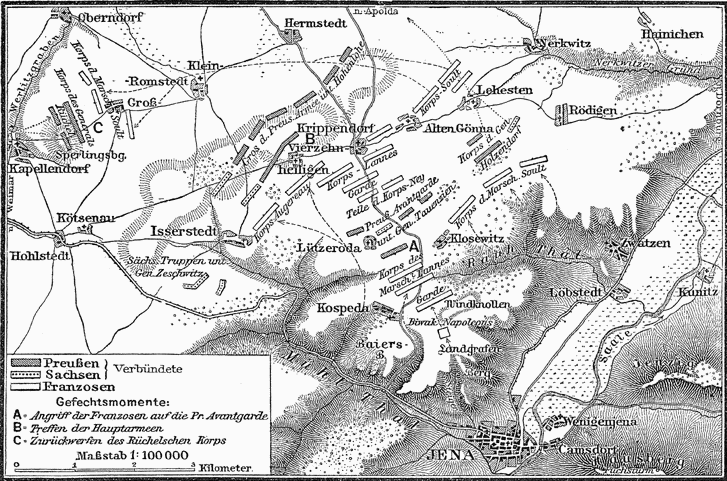
Karte der Schlacht bei Jena am 14. Oktober 1806

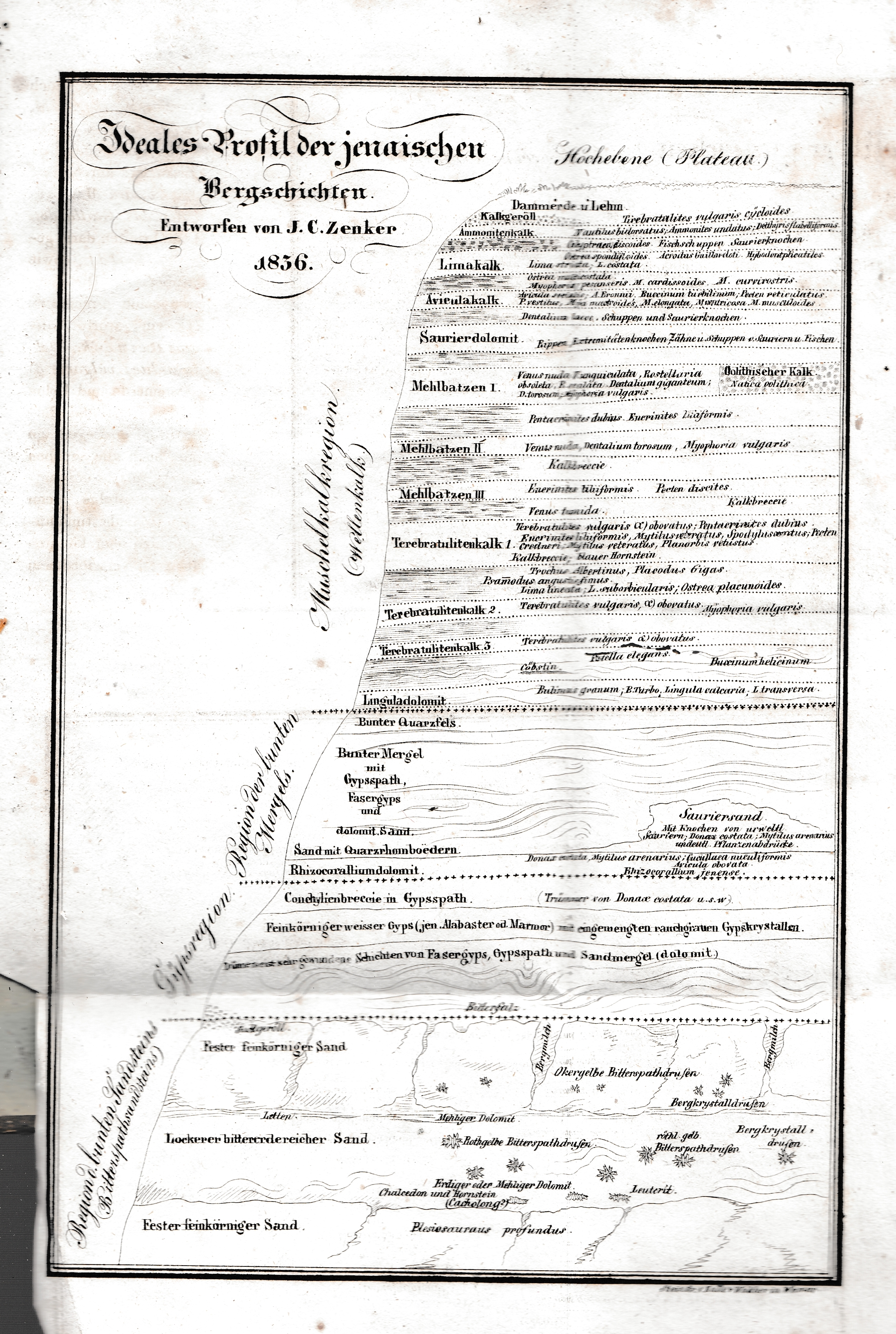
Jenaische Bergschichten aus 1836

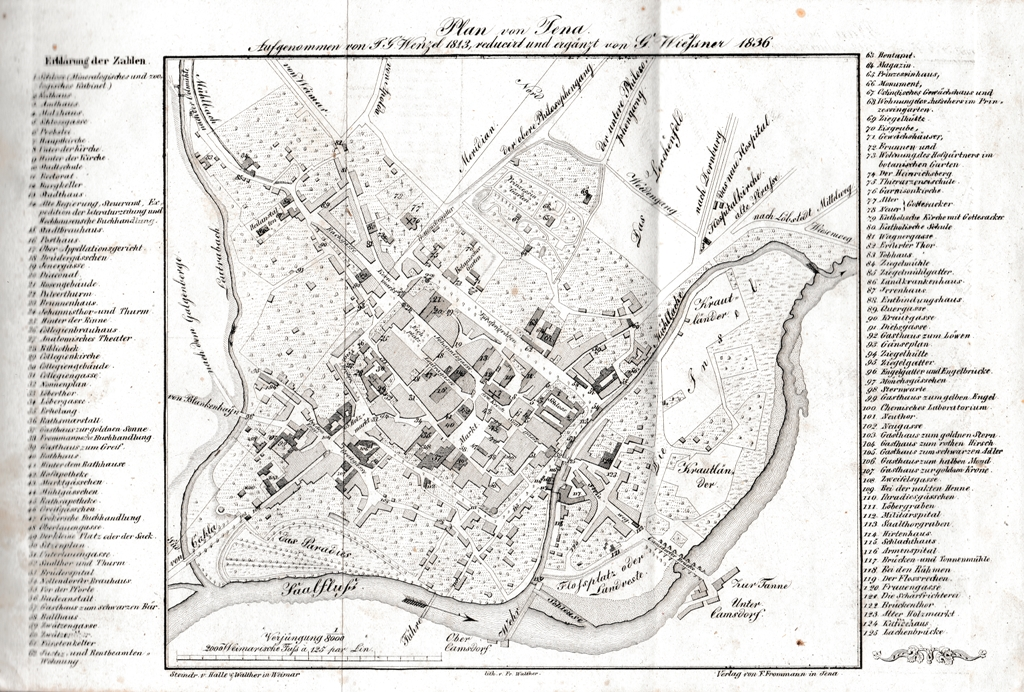
Plan von Jena aus 1836 im Buch „Historisch-topografisches Taschenbuch von Jena und seiner Umgebung“

Am 14. Oktober 1806 bekämpfte Napoleon siegreich die preußischen und sächsischen Armeen in der Schlacht bei Jena und Auerstedt. Diese Doppelschlacht auf den Höhen nordwestlich von Jena sowie rund um Auerstedt bescherte der Stadt und ihrer Universität schwere Schäden. Gegen die napoleonische Herrschaft regte sich in Jena starker Widerstand, besonders unter den Studenten, die 1813 in Scharen in das Lützowsche Freikorps eintraten.

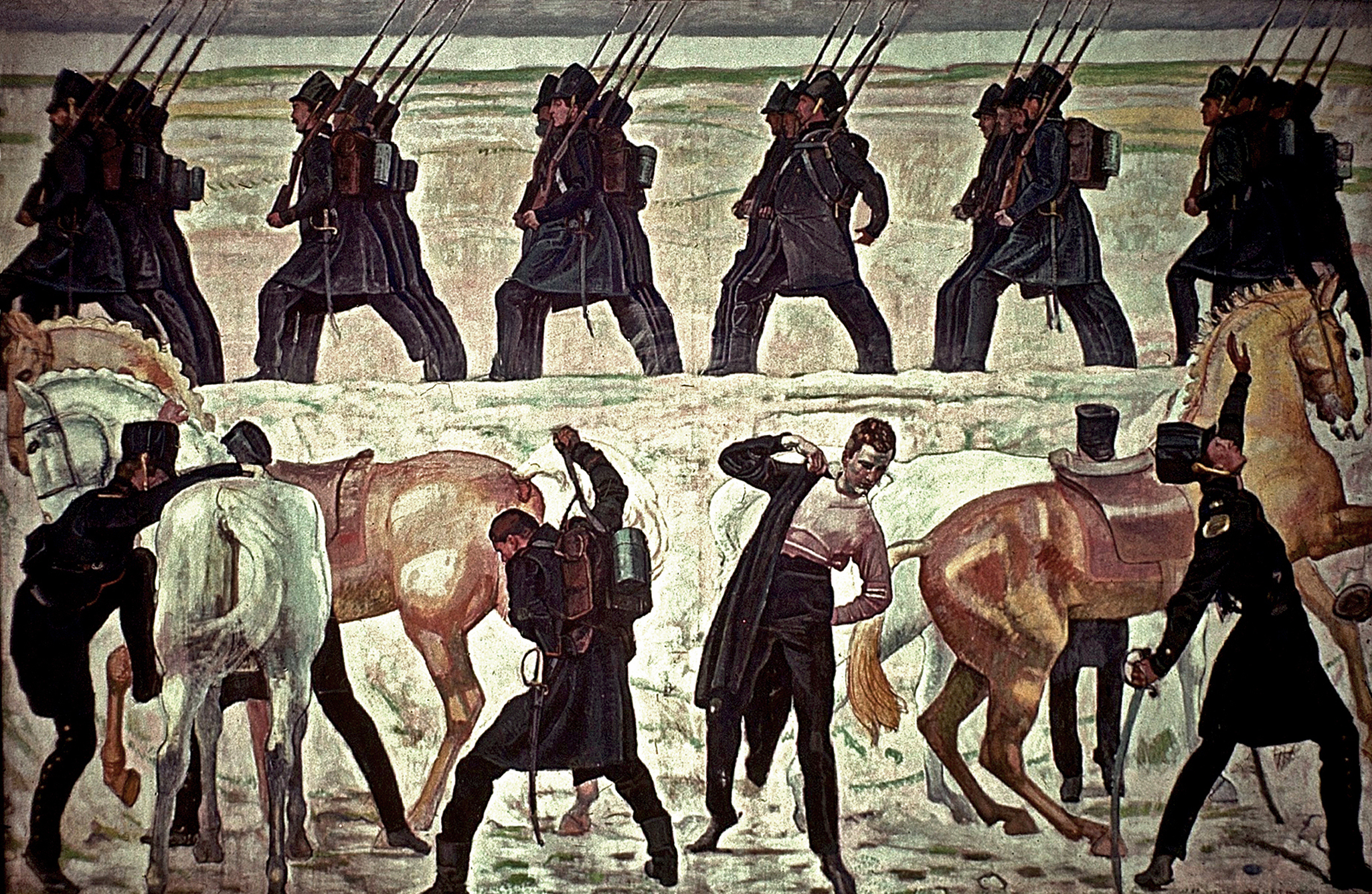
Ferdinand Hodler (1908): Auszug der deutschen Studenten in den Freiheitskrieg von 1813. Aula der Friedrich-Schiller-Universität

1815 wurde in Jena die Urburschenschaft gegründet, welche die Farben Schwarz-Rot-Gold als Zeichen der angestrebten Einheit eines demokratisierten Deutschen Bundes führte. Maßgeblich begünstigte die Pressefreiheit im Großherzogtum Sachsen-Weimar-Eisenach den Kampf um die nationale Einheit. Das Wartburgfest 1817 ging im Wesentlichen von der Universität Jena aus und erregte das Misstrauen konservativer deutscher Regierungen, denen die Ermordung August von Kotzebues durch den Jenaer Theologiestudenten Karl Ludwig Sand 1819 einen willkommenen Anlass zu verstärkten Repressalien bot. Die Universität Jena bekam diese in Gestalt eines 1819 eingesetzten Kurators, durch Einschränkung der Pressefreiheit und Auflösung der Burschenschaft zu spüren.
Als wirtschaftliche Grundlage ist in der Neuzeit vor allem die Universität anzusehen. Daneben brachten Feld-, Wein-, Garten- und Hopfenanbau und der Buchdruck Gewinn. Nach 1800 entstanden kleinere gewerbliche Betriebe, eine 1820 errichtete Kammgarnspinnerei beschäftigte 1840 als einziges Unternehmen mehr als 100 Mitarbeiter. 1864 führte sie die Dampfmaschine ein. Im Jahr 1830 zählte Jena 5491 Einwohner. Durch den Bau der Saalbahn von Großheringen nach Saalfeld 1874 und der Linie Gera-Weimar 1876 wurde die Stadt ein Verkehrsknotenpunkt. 1843 wurde eine Pianofortefabrik, 1859 eine Ofenfabrik, 1886 eine Zementfabrik und 1895 eine Messwerkzeugfabrik errichtet.
Aus der von Carl Zeiss 1846 gegründeten optischen Werkstätte, die 1860 erst 20 Mitarbeiter hatte, ging unter maßgeblicher Mitwirkung von Ernst Abbe das seit 1880 in eigenen Fabrikgebäuden arbeitende Unternehmen der Feinmechanik und Optik hervor, das die Marke Carl Zeiss weltweit berühmt machen sollte und für seinen Aufstieg einen wesentlichen Impuls durch die Zusammenarbeit mit dem seit 1884 aufstrebenden Glaswerk Otto Schotts erfuhr. 1886 wurde das zehntausendste Mikroskop angefertigt, das dem Bakteriologen Robert Koch zum Geschenk gemacht wurde. Die Gewinne der 1889 errichteten Carl-Zeiss-Stiftung kamen in hohem Maße der Universität zugute, die zu jener Zeit in dem Zoologen Ernst Haeckel einen ihrer berühmtesten Lehrer besaß. 1908 bezog sie ihr an Stelle des ehemaligen Schlosses erbautes neues Hauptgebäude.
Ein staatliches Postamt am Löbdergraben wurde im Jahr 1858 gebaut und 1862 bezogen. Telegraphenbetrieb und Ortsfernsprechverkehr wurden dann 1876 bzw. 1893 in das Postamt verlegt.
Zwischen 1800 und 1880 war die Universität auf etwa 500 Studenten ausgelegt. Die Studentenzahl stieg bis 1914 auf 2000. Besonders die naturwissenschaftlichen und medizinischen Institute wurden ausgebaut. Die Verlage Gustav Fischer (1878) und Eugen Diederichs (1896) bereicherten das geistige Leben. 1879 nahm als Nachfolger des 1817 eingerichteten Oberappellationsgerichts das Oberlandesgericht für alle thüringischen Staaten seine Geschäfte auf (Neubau 1880).

### 1900 bis 1945

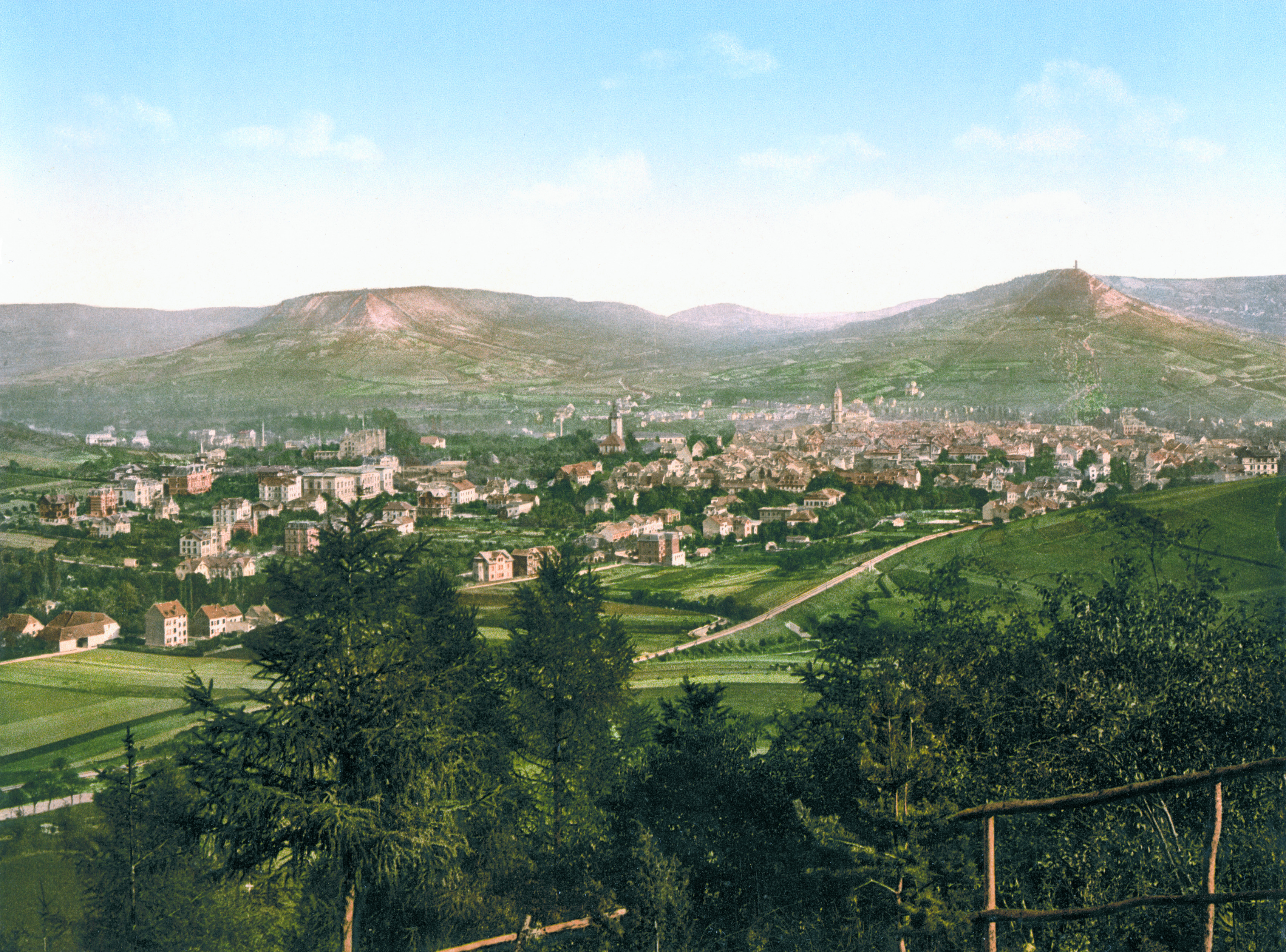
Jena um 1900

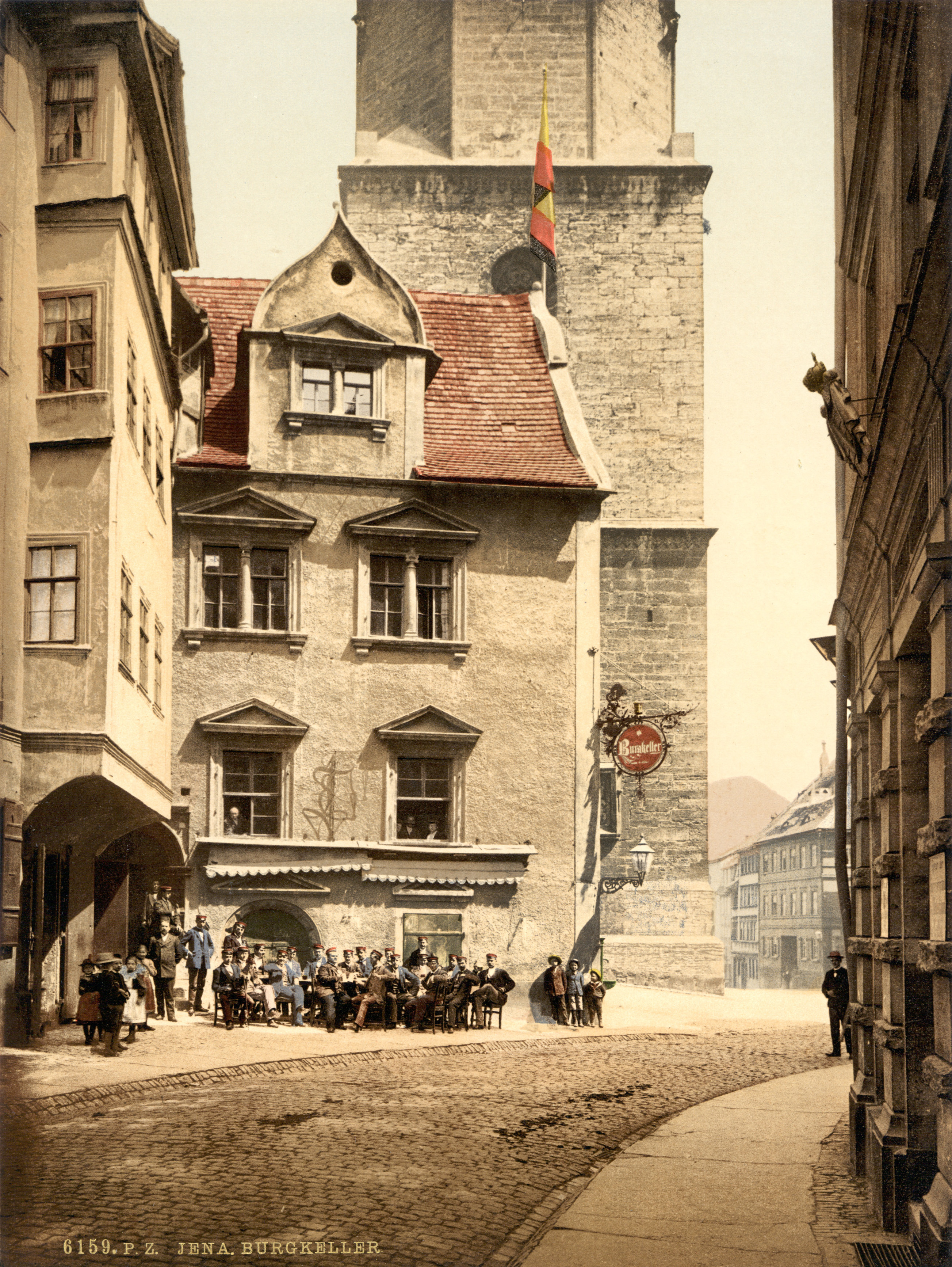
Der Burgkeller um 1900: Die Burschenschaft Arminia auf dem Burgkeller steht in direkter Nachfolge der Urburschenschaft.

Jena um 1910

Am 19. März 1901 wurde das städtische Elektrizitätswerk eröffnet und am 1. April 1901 erfolgte die feierliche Inbetriebnahme der elektrischen Straßenbahn Jena. Mit der Vereinigung der thüringischen Staaten 1920 wurde Jena Teil des Landes Thüringen, die Stadt 1922 kreisfrei. Gleichzeitig entstand der Landkreis Stadtroda, zu dem das Umland gehörte. Innerhalb der Arbeiterschaft der großen Werke Zeiss und Schott fanden die Arbeiterparteien SPD und KPD starken Zulauf, so dass während der Zeit der Weimarer Republik die konservativen Parteien und die NSDAP die schlechtesten Wahlergebnisse in Thüringen erreichten. Demzufolge war auch der spätere Widerstand gegen die Nationalsozialisten stärker ausgeprägt.
Schon bei der Thüringer Landtagswahl 1924 hatten völkische Kräfte dem bürgerlich-konservativen Thüringer Ordnungsbund zur Mehrheit verholfen. Nach der Landtagswahl 1929 wurde Thüringen von der sogenannten Baum-Frick-Regierung regiert, an der die NSDAP beteiligt war. Bei der Thüringer Landtagswahl 1932 erreichte die NSDAP schließlich 42,5 % der Stimmen und wurde damit stärkste Kraft. Im gleichen Jahr wurde Fritz Sauckel Staatsminister des Inneren in Thüringen und übernahm auch den Vorsitz der Landesregierung.
Mit der Machtübertragung der Kanzlerschaft an Adolf Hitler begann in der Stadt die Diskriminierung und Verfolgung aller politischen und humanistischen Kräfte. Viele erhielten Gefängnis- und Zuchthausstrafen oder wurden als „Schutzhäftlinge“ in das erste KZ Nohra, seinen Nachfolger KZ Bad Sulza und später in das KZ Buchenwald eingeliefert. Nach dem Berufsbeamtengesetz wurden zahlreiche missliebige Wissenschaftler von ihren Posten vertrieben. Die Universität mutierte mehr und mehr zu einem Ideologie-Produzenten von Rassismus (Lehrstuhl für Sozialanthropologie) und Antisemitismus (Zusammenarbeit mit dem kirchlichen Institut zur Erforschung und Beseitigung des jüdischen Einflusses auf das deutsche kirchliche Leben).
Ab 1. April 1933 wurden jüdische Geschäfte und Einrichtungen boykottiert. Am 26. August 1933 organisierten die Hitlerjugend und die Nationalsozialistische Betriebszellenorganisation (NSBO) auf dem Marktplatz eine Bücherverbrennung. Sie wurde absichtlich an diesem Tag durchgeführt, anlässlich des ersten Jahrestags der Machtübernahme der NSDAP in Thüringen 1932.
Im Oktober 1938 wurden in der „Polenaktion“ zehn jüdische Personen ohne Staatsangehörigkeit nach Polen abgeschoben. Während der Novemberpogrome 1938 gab es in der Stadt antijüdische Ausschreitungen. In der Folgezeit konnten noch zahlreiche jüdische Familien und Einzelpersonen ins Ausland emigrieren. In den Jahren 1942 bis 1945 wurden die verbliebenen Juden vom Westbahnhof aus in die Gettos und Vernichtungslager des Ostens deportiert und ermordet. Das Gedenkbuch des Bundesarchivs für die Opfer der nationalsozialistischen Judenverfolgung in Deutschland (1933–1945) verzeichnet namentlich 73 jüdische Einwohner Jenas, die deportiert und größtenteils ermordet wurden. Etliche Juden, darunter Clara Rosenthal, nahmen sich selbst das Leben.
Das Gesetz zur Verhütung erbkranken Nachwuchses ermöglichte in der Chirurgischen Klinik und der Frauenklinik die Durchführung zahlreicher Zwangssterilisationen. Später wurden Patienten in Euthanasie-Anstalten ausgeliefert. In den Jenaer Rüstungsbetrieben waren Tausende Zwangsarbeiter beschäftigt. Kurz vor Ende des Krieges unternahm eine Sabotagegruppe einen Sprengstoffanschlag auf das NSDAP-Büro. Ab September 1944 mussten zudem im KZ-Außenlager „RAW Jena“, einem Außenlager des KZ Buchenwald, bis zu 1000 Häftlinge im anliegenden Reichsbahnausbesserungswerk (RAW) Zwangsarbeit leisten. Insgesamt mussten ca. 14.000 Menschen aus verschiedenen europäischen Ländern in Jena Zwangsarbeit leisten, z. B. bei Carl Zeiss Jena oder an der medizinischen Fakultät der Universität für den Bau von Luftschutzbunkern oder an den Universitätskliniken.
Im Zweiten Weltkrieg richteten alliierte Bombenangriffe, besonders im Februar und März 1945, zahlreiche Zerstörungen an. Das schwerste Bombardement erfolgte am 19. März 1945. Insgesamt warfen die US Army Air Forces bei ihren Angriffen 870 Tonnen Bomben auf Jena ab. Die Bombenangriffe verursachten schwere Schäden und Totalzerstörungen, ein großer Teil des Stadtzentrums wurde vernichtet; die Ruinen der teils historischen Bürgerhäuser wurden später abgetragen. Verloren gingen das Haus am Markt, in dem Goethe und Schiller ihren Freundschaftsbund geschlossen hatten, das Griesbachsche und Bachsteinsche Haus, das Stadtmuseum und der historische Burgkeller. Die Stadtkirche St. Michael erlitt starke Beschädigungen. Die Collegien- oder Universitäts-Kirche wurde zerstört und die Ruine 1956 abgetragen. Ihr Turm wie auch die Collegien-Gebäude wurden beschädigt. Das Rathaus wurde teilzerstört, die Hof- und Rats-Apotheke sowie die Universitäts-Bibliothek wurden zerstört und später abgetragen. Das Abbeanum erlitt schwere Schäden und wurde bis 1951 wieder aufgebaut. Völlig zerstört wurden die Universitätsbibliothek und sechs Universitäts-Institute, teilzerstört mehrere Kliniken in der Bachstraße. 709 Menschen verloren ihr Leben, 2000 wurden schwer verletzt.
Am 11. April 1945 fand das letzte große Verbrechen der nationalsozialistischen Herrschaft in Jena statt: Auf einem Todesmarsch trieben SS-Männer und Polizeikräfte mehr als 4.000 Menschen aus dem Konzentrationslager Buchenwald durch Jena. Wer erschöpft war oder zu fliehen versuchte, wurde auf offener Straße erschossen. Nach Schätzungen starben dadurch mehr als 250 Personen.
Beim Beschuss der Stadt durch US-amerikanische Artillerie am 11. April 1945 starben 40 Menschen. Am 13. April 1945 besetzten US-amerikanische Truppen kampflos die Stadt. Bei Kriegsende waren große Teile der Stadt zerstört. 1424 Wohnungen und 140 Geschäfts- und Warenhäuser waren vernichtet, 4743 Wohnungen schwer beschädigt. Jena war nach Nordhausen die am meisten zerstörte Stadt in Thüringen. Trotzdem besteht der Hauptteil der Stadt heute aus Gebäuden von vor dem Zweiten Weltkrieg.
Am 1. Juli 1945 zogen Einheiten der Roten Armee in die Stadt ein, Jena wurde Teil der Sowjetischen Besatzungszone.

### Entwicklung ab 1945
Im Verlauf des einsetzenden Wiederaufbaus nahm am 15. Oktober 1945 die Universität Jena als erste deutsche Universität den Lehrbetrieb wieder auf. 1946 wurden die Unternehmen Zeiss und Schott zu 94 Prozent demontiert und über 300 Spezialisten aus beiden Werken in die UdSSR gebracht, um die Werke dort neu aufzubauen. Der pharmazeutische Großbetrieb Jenapharm wurde 1950 gegründet. Während der DDR-Zeit gehörte die Stadt von 1952 bis 1990 zum Bezirk Gera.
Beim Volksaufstand des 17. Juni 1953 kam es zu Streiks und Protesten von etwa 30.000 Bürgern der Stadt gegen Maßnahmen der DDR-Regierung. Die Demonstranten forderten freie Wahlen, die deutsche Einheit und den Rücktritt der Regierung. Erstürmt wurden die Gebäude der SED-Kreisleitung, das Gefängnis am Steiger (mit Befreiung von 61 Häftlingen), die Häuser der Massenorganisationen und die Kreisdienststelle des MfS. Um die Proteste niederzuschlagen, trafen sowjetische Panzer in der Stadt ein. Der Ausnahmezustand wurde verhängt und mehrere hundert Menschen verhaftet. Am 18. Juni 1953 wurde im Gebäude der sowjetischen Kommandantur in Weimar der 1927 in Jena geborene Schlosser Alfred Diener hingerichtet. Er hatte mit zwei Delegierten der Kohlearbeiter im Büro des Ersten Sekretärs der SED-Kreisleitung die Forderungen der Demonstranten vorgetragen. Andere Teilnehmer am Volksaufstand erhielten mehrjährige Haftstrafen.

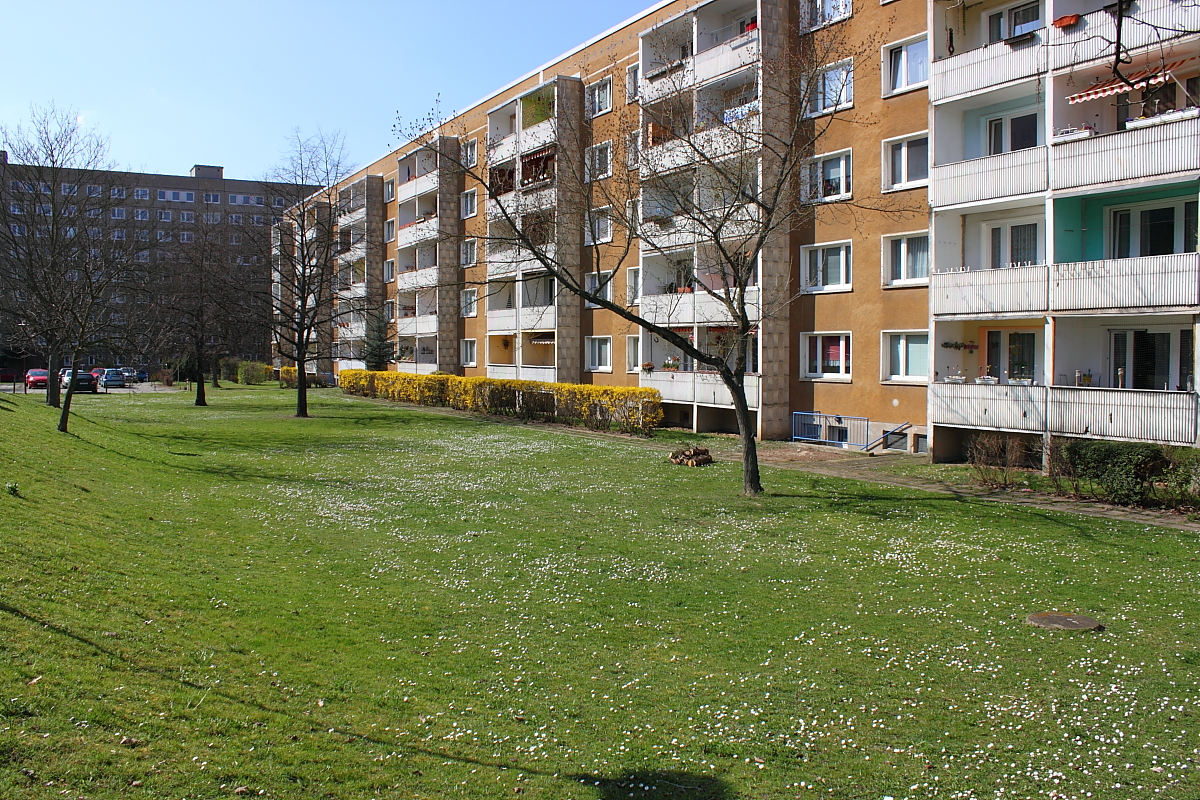
Typischer 5-Etagen-Block nach der alten DDR-Bauweise in Lobeda-West

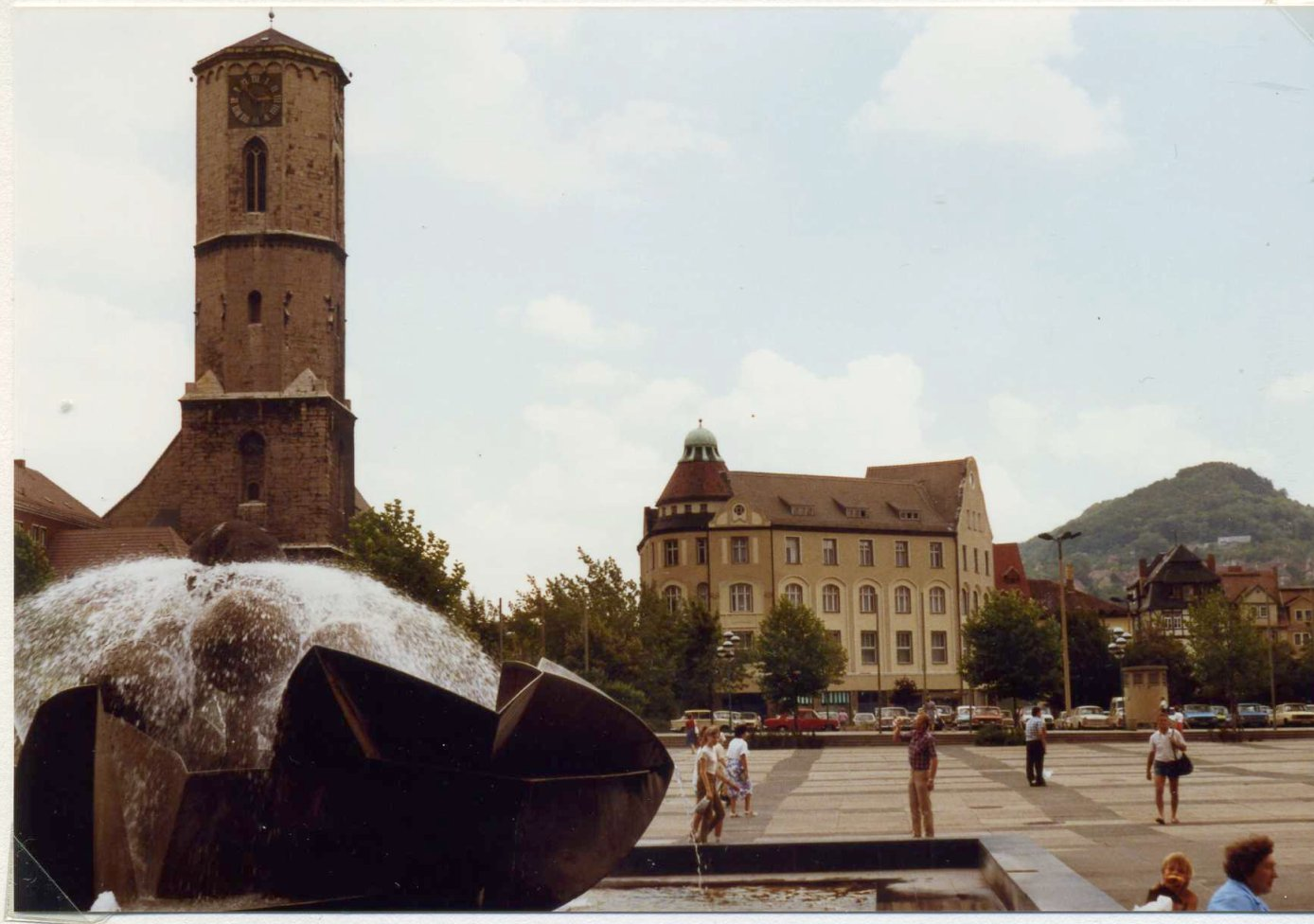
Zwischen Uni-Turm und Rathausgasse lag ca. 30 Jahre lang eine Freifläche (Platz der Kosmonauten) und am Markt fehlte die Bebauung zwischen Rathaus und St. Michael.

1957 wurde in Jena der Plattenbau eingeführt. Zwischen 1965 und 1975 entstand das Neubaugebiet Jena-Lobeda-West. Anlässlich der Neugestaltung des Stadtzentrums ab 1968 wurde die historische Innenstadt um den Eichplatz abgerissen und die 1816 gepflanzte Burschenschaftseiche gefällt. Am Rand des frei geräumten Platzes entstand das stadtbildbeherrschende Hochhaus der Universität. Im selben Jahr erfolgte die Gründung des Jenaer Madrigalkreises, Kammerchor der Jenaer Philharmonie. 1969 erhielt das Sinfonieorchester Jena den Namen Jenaer Philharmonie. Zwischen 1971 und 1983 entstand das Neubaugebiet Jena-Lobeda-Ost.
1975 überschritt die Einwohnerzahl der Stadt die Grenze von 100.000, wodurch Jena zur 14. Großstadt der DDR wurde. Das Wohngebiet am Rähmen wurde 1986 fertiggestellt.
Mehrere Arbeitsgruppen machten die Stadt ab den 1970er Jahren zu einem Zentrum der DDR-Opposition. In den 1980er bildete sich die Gruppe Weißer Kreis mit dem Ziel, konzertiert zahlreiche Ausreiseanträge zu stellen.
Während der Wende in der DDR erlebte Jena am 4. November 1989 bei einem Bürgerforum auf dem Platz der Kosmonauten mit rund 40.000 Teilnehmern die größte Demonstration der Stadtgeschichte, nachdem die Zahl der Demonstranten von Woche zu Woche sprunghaft angestiegen war. Bis 1991 war Jena Standort der 79. Panzerdivision der Gruppe der Sowjetischen Streitkräfte in Deutschland. Anlässlich des Interessenausgleichs mit der Sowjetunion ab 1990 und der Auflösung der Roten Armee 1991 zogen am 24. März 1992 die letzten, überwiegend russischen, Soldaten aus Jena ab. Nach der Kreisreform zum 1. Juli 1994 wurde der Landkreis Jena dann Teil des neuen Holzlandkreises, der seit dem 14. September 1994 den Namen Saale-Holzland-Kreis trägt.
In der Nachwendezeit, insbesondere zwischen 1995 und 1997, ereigneten sich in Jena mehrere Straftaten mit rechtsextremistischem Hintergrund. Im November 2011 stellte sich heraus, dass einige Angehörige der Neonaziszene in Jena seit der Jahrtausendwende als Nationalsozialistischer Untergrund (NSU) terroristisch aktiv waren. In einem Video bekannten sie sich zu einer deutschlandweit verübten Mordserie und zu Bombenanschlägen, die fast immer rassistische Motive hatten.
Am 19. September 2020 wurde ein Platz in Jena-Winzerla nach dem NSU-Mordopfer Enver Şimşek benannt. Mit dem Fahrplanwechsel des Jenaer Nahverkehrs am 15. Dezember 2021 wurde die Haltestelle Damaschkeweg ebenfalls in Enver-Şimşek-Platz umbenannt.

### Eingemeindungen

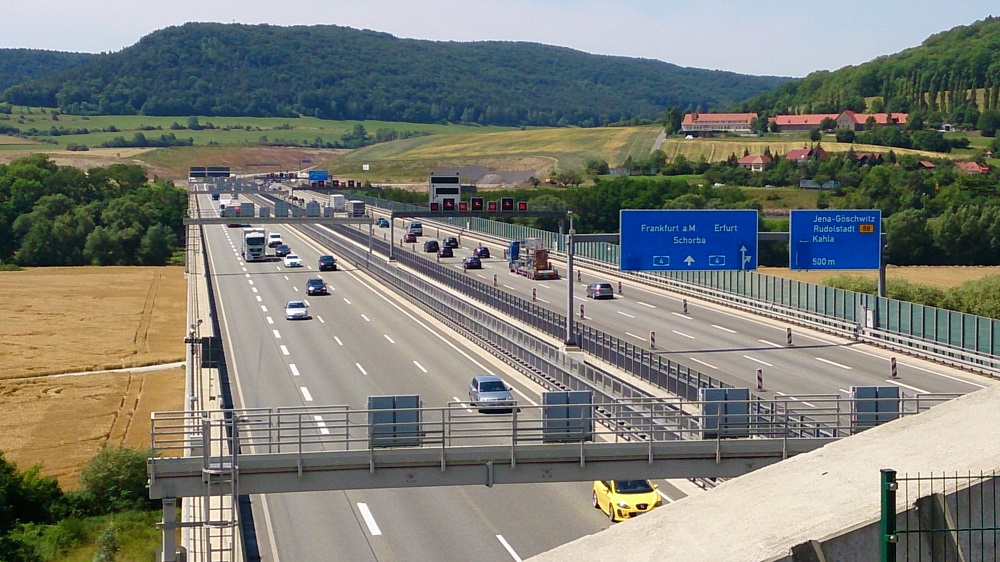
Die A4 bei Lobeda-West mit der Saaletalbrücke

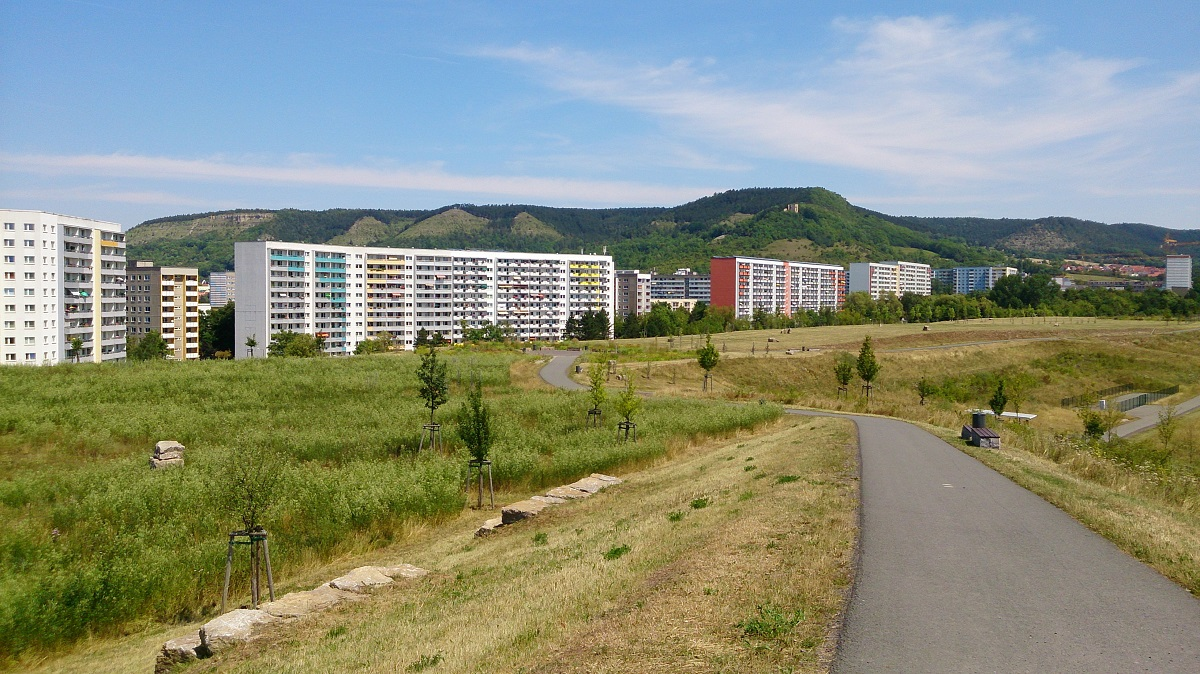
Blick vom Lobdeburgtunnelpark auf Neulobeda

Seit 1909 wurden zahlreiche Gemeinden und Gemarkungen nach Jena eingemeindet. Im Jahr 1900 umfasste das Stadtgebiet eine Fläche von 1.323,2 Hektar. Seit den letzten Eingemeindungen von 1994 aufgrund des § 23 des Neugliederungsgesetzes in Thüringen gehören 11.421,6 Hektar zur Stadt Jena. Alle eingegliederten Orte waren vorher selbständige Gemeinden und hatten (außer Isserstedt) zuvor schon eine oder mehrere Nachbargemeinden aufgenommen (Cospeda die Gemeinden Lützeroda und Closewitz, Drackendorf die Gemeinde Ilmnitz, Krippendorf die Gemeinde Vierzehnheiligen, Kunitz die Gemeinde Laasan, Münchenroda die Gemeinde Remderoda, Maua die Gemeinde Leutra und Jenaprießnitz die Gemeinde Wogau).

### Wüstungen
Neben den heutigen Ortsteilen gab es auf dem heutigen Stadtgebiet Jenas eine Vielzahl von Orten, die nicht mehr existieren, sogenannte Wüstungen. Diese waren Proschitz und Kötschen bei Zwätzen, Krolip, Schondorf und Ziskau bei Closewitz, Rödel und Schichmannsdorf im Mühltal, Krotendorf, Schetzelsdorf, Nollendorf als alte nördliche Vorstadt, Hodelsdorf/auf dem Sande als östliche Vorstadt, Zweifelbach als alte südliche und Leutra als alte westliche Vorstadt, Nobis im Jenaer Forst, Wüstenwinzerla, Dürrengleina auf dem Kospoth, Niederleutra bei Leutra, Hirschdorf, Selzdorf bei Lobeda, Clöchwitz, Büsitz, Schlendorf am Hausberg, Benndorf, Wenigenkunitz bei Kunitz, Gaberwitz sowie Kalthausen bei Kunitz.

### Bevölkerungsentwicklung

Einwohnerentwicklung von 1871 bis 2017

1975 überschritt die Einwohnerzahl der Stadt Jena die Grenze von 100.000, wodurch sie zur Großstadt wurde. 1988 erreichte die Bevölkerungszahl mit 108.010 zunächst ihren historischen Höchststand. Nach der Wende in der DDR ist die Einwohnerzahl von Jena bis Ende der 1990er-Jahre gesunken und seither – im Gegensatz zu vielen anderen Städten in Ostdeutschland – im Steigen begriffen und wächst jedes Jahr um etwa 1000 Einwohner, auch wegen der Studierenden, die ihren Hauptwohnsitz während der Zeit des Studiums in Jena anmelden. Am 31. Dezember 2014 betrug die amtliche Einwohnerzahl für Jena nach Fortschreibung des Thüringer Landesamtes für Statistik 108.207 (nur Hauptwohnsitze und nach Abgleich mit den anderen Landesämtern) und hat somit erstmals den historischen Höchststand von 1988 überschritten (allerdings mit den 14 Eingemeindungen vom 1. Juli 1994).

## Religionen

### Christentum
Jena ist Sitz einer Superintendentur der Evangelischen Kirche in Mitteldeutschland innerhalb des Aufsichtsbezirks Ost, dessen Kreiskirchenamt sich in Gera befindet. Die bestehenden evangelisch-lutherischen Pfarrämter Jenas gehören alle zur Superintendentur Jena.
Die römisch-katholische Pfarrei betreut auch Gläubige außerhalb Jenas, sowie in Camburg, Apolda und Bad Sulza und ist mit etwa 7.300 Mitgliedern eine der größten Pfarreien im Bistum Erfurt und laut Zensus 2011 eine der größten Diasporagemeinden in Ostdeutschland.
Zu Freikirchen gehören die Adventgemeinde, die Evangelisch-Freikirchliche Gemeinde (Baptisten), die Evangelisch-methodistische Kirche, die Selbständige Evangelisch-Lutherische Kirche (SELK) und die Christliche Gemeinde Lobeda (Brüdergemeinde).

### Sonstige Religionen
Juden werden in Jena erstmals 1379 erwähnt. Im späteren Mittelalter lebten hier einige jüdische Familien. Im 16. Jahrhundert wurden Juden mit landesherrlichen Mandaten ausgewiesen und durften sich erst 1825 wieder niederlassen. Im Verlauf des 19. Jahrhunderts wurden in Privathäusern Beträume eingerichtet. In der Zeit des Nationalsozialismus erfolgten die letzten Deportationen ins KZ Theresienstadt Ende Januar 1945. Die heutige jüdische Gemeinde hat etwa 150 Mitglieder und ist nach dem Zerfall der Sowjetunion durch den Zuzug russischer und ukrainischer Juden entstanden. Die Gemeinde ist noch nicht als selbstständig anerkannt und wird deshalb von der Erfurter Gemeinde betreut. Sie besitzt ein kleines Gemeindezentrum, aber keine Synagoge.
Die in Jena lebenden Muslime, deren Zahl auf etwa 500 geschätzt wird (Stand: Jan. 2015), treffen sich in zwei islamischen Zentren.

### Religionsgeschichte
Vor der Christianisierung der Gegend um Jena lebten hier im 3. bis 6. Jahrhundert die Thüringer, ein Stammesverband, über dessen Geschichte wenig bekannt ist. Durch die vielfältigen Kontakte mit Rom und dem Ostgotenreich kam es frühzeitig zu ersten Einflüssen des Christentums. Die Thüringer selbst verehrten zunächst germanische oder lokale Götter. Dieser Glaube war bis ins 8. Jahrhundert vorherrschend für das Gebiet, auf dem später Jena entstand. Hinzu kamen im 7. Jahrhundert slawische Siedler mit deren religiösen Vorstellungen. Jena, welches später im Grenzraum zwischen diesen Siedlungsräumen lag, dürfte daher vor allem ein Ort des Zusammentreffens zwischen christlichen und verschiedenen heidnischen Glaubenswelten gewesen sein. Erst mit der Mission des Bonifatius breitete sich das Christentum, ausgehend vom Einflussbereich Fuldas allmählich auch in dieser Gegend aus. Eine Festigung des christlichen Glaubens fand aber erst im 10. Jahrhundert statt.
Die Bevölkerung des Gebietes um Jena gehörte ab 742 in das eigens dafür geschaffene Bistum Erfurt, das allerdings nicht lange Bestand hatte und 755 dem Bistum Mainz zugeschlagen wurde. Die Existenz von anderen, bereits etablierten christlichen Kirchenstrukturen an der Saale zeigt sich darin, dass die alten Urpfarreien über die neu geschaffenen Bistumsgrenzen hinaus weiterhin eine Reihe von Pfarrrechten unterhielten (zum Beispiel Lobeda, Wenigenjena). Die Stadt war direkt dem Dekanat Oberweimar innerhalb des Archidiakonats Beatae Mariae virginis in Erfurt zugeordnet. Das ab 1909 eingemeindete Gebiet rechts der Saale gehörte zum Bistum Naumburg, obwohl Jena im Mittelalter auch die Pfarrrechte in Wenigenjena und Camsdorf besaß. 1252 wird erstmals ein Geistlicher in Jena erwähnt. 1523 wurde die erste reformatorische Predigt in Jena gehalten. Es kam zu schweren Auseinandersetzungen zwischen den einzelnen Richtungen der reformatorischen Bewegung (Lutheraner, Flacianer usw.). Die Reformation fasste schnell Fuß und Jena wurde zu einem Zentrum des Luthertums als neuer Glaubensrichtung. Im Januar 1536 wurden auf der Jenaer Landfeste drei Täufer hingerichtet, unter ihnen der Kleineutersdorfer Müller Hans Peißker.
Über lange Zeit war Jena eine überwiegend protestantische Stadt. Vorherrschend war das lutherische Bekenntnis; Martin Luther weilte mehrmals persönlich in Jena. Anstelle des Papstes hatte der Landesherr die Führung der sogenannten Evangelisch-Lutherischen Landeskirche übernommen. Damit teilte die Kirche die Geschicke der jeweiligen Landesherren. Die Evangelisch-Lutherische Kirche des Großherzogtums Sachsen, zu dem Jena seit 1741 gehörte (damals noch Herzogtum Sachsen-Weimar-Eisenach), schloss sich nach 1920 mit den anderen Landeskirchen Thüringens zur Thüringer Evangelischen Kirche zusammen. 1948 benannte sie sich in Evangelisch-Lutherische Kirche in Thüringen um.

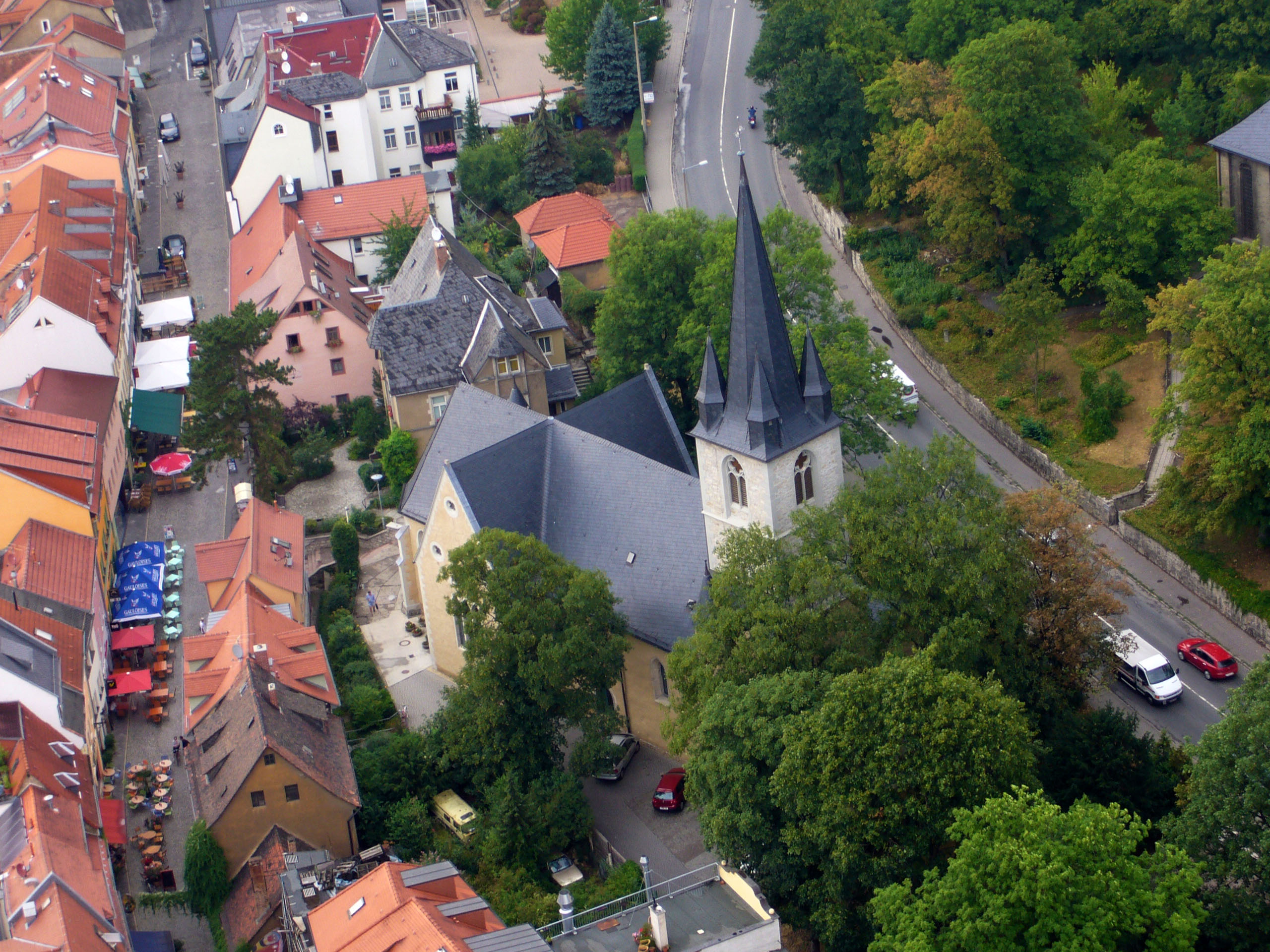
Katholische Pfarrkirche St. Johann Baptist

Spätestens seit dem 19. Jahrhundert zogen auch wieder Bürger mit katholischem Bekenntnis in die Stadt. Die katholische Pfarrkirche St. Johannes Baptist ist Jenas älteste Kirche. Ihre Geschichte reicht bis ins 10. Jahrhundert zurück. Vor der Reformation war sie die Pfarrkirche der Stadt. Danach fungierte sie als Friedhofskapelle und war oft dem Verfall preisgegeben.
Die Kirchenruine schenkte Napoleon nach der Schlacht bei Jena und Auerstedt der kleinen katholischen Gemeinde der Stadt, die sich um einen französischen Emigranten, den Priester Gabriel Henry, gesammelt hatte.
1813 wurde die Pfarrei wieder aufgelöst und die Seelsorge ab 1817 mit der Pfarrei Weimar verbunden. Ab 1821 gehörte die katholische Pfarrgemeinde Jena zum Gebiet des Erzbistums Paderborn. Erst 1905 wurde eine kanonische Pfarrei errichtet. Grundlegende Um- und Ausbauten aus dieser Zeit zeugen von den Erfordernissen lebendigen Gemeindelebens. Die Kirchenruine wurde zur heutigen Pfarrkirche ausgebaut, wobei damals ein Längsschiff in Richtung Westen gezogen und der Altar in eine neue Apsis im Westen verlegt wurde. Mit dem Preußischen Konkordat von 1929 kam die Gemeinde in Jena zum Bistum Fulda.
Nach dem Zweiten Weltkrieg gelangten durch Vertreibung und Verfolgung vermehrt Katholiken nach Jena, ihre Gesamtzahl stieg auf 14.000. Die begrenzte Kapazität der Pfarrkirche versagte etlichen Katholiken den Besuch der Gottesdienste, trotz acht Sonntagsterminen und Außenstellen in den umliegenden Dörfern. Darum baute man 1957–1959 den Altar wieder aus der Apsis im Westen aus, stellte ihn in den damaligen Eingangsbereich im Osten und zog in der ehemaligen Apsis eine Empore ein. Die Apsis ist an ihren Chorfenstern zu erkennen. Die Gemeinde in Jena wurde zu dieser Zeit durch einen Generalvikar mit Sitz in Erfurt verwaltet. 1973 erfolgte die Einrichtung des Bischöflichen Amtes Erfurt-Meiningen und die Neugründung des Bistums Erfurt im Jahr 1994, zu dem die Pfarrei gehört.
Die am 1. Januar 2017 neu gegründete Pfarrei St. Johannes Baptist ist nicht nur für die Stadt Jena und alle umliegenden Orte bis nach Dornburg im Norden, Bürgel im Osten, Rothenstein im Süden und Großschwabhausen im Westen zuständig, sondern umfasst auch die Kirchorte Apolda, Bad Sulza und Camburg mit jeweils einer Katholischen Kirche. Da einige später eingemeindete östliche Ortsteile (Drackendorf) zum Gebiet des Bistums Dresden-Meißen gehören, ist der Pfarrer der Jenaer Gemeinde zusätzlich Kaplan der benachbarten Stadtrodaer Gemeinde, um auch offiziell die Katholiken seelsorgerisch betreuen zu können, die hinter der Bistumsgrenze leben.

### Konfessionsstatistik
Laut dem Zensus 2011 waren 15,4 % der Einwohner evangelisch und 5,3 % römisch-katholisch, mit 79,3 % wurden unter „Sonstige, keine, ohne Angabe“ alle Personen zusammengefasst, die einer anderen oder keiner öffentlich-rechtlichen Glaubensgemeinschaft angehörten oder über die keine Angabe dazu vorlag. Der Anteil der evangelischen und katholischen Kirchenmitglieder an der Gesamtbevölkerung ist seitdem gesunken. Ende 2024 waren von den 108.056 Einwohnern 11,3 % (12.234) evangelisch, 4,4 % (4.794) katholisch, 84,2 % (91.028) gehörten einer anderen Glaubensgemeinschaft an, waren konfessionslos oder verblieben ohne Angabe.

## Politik

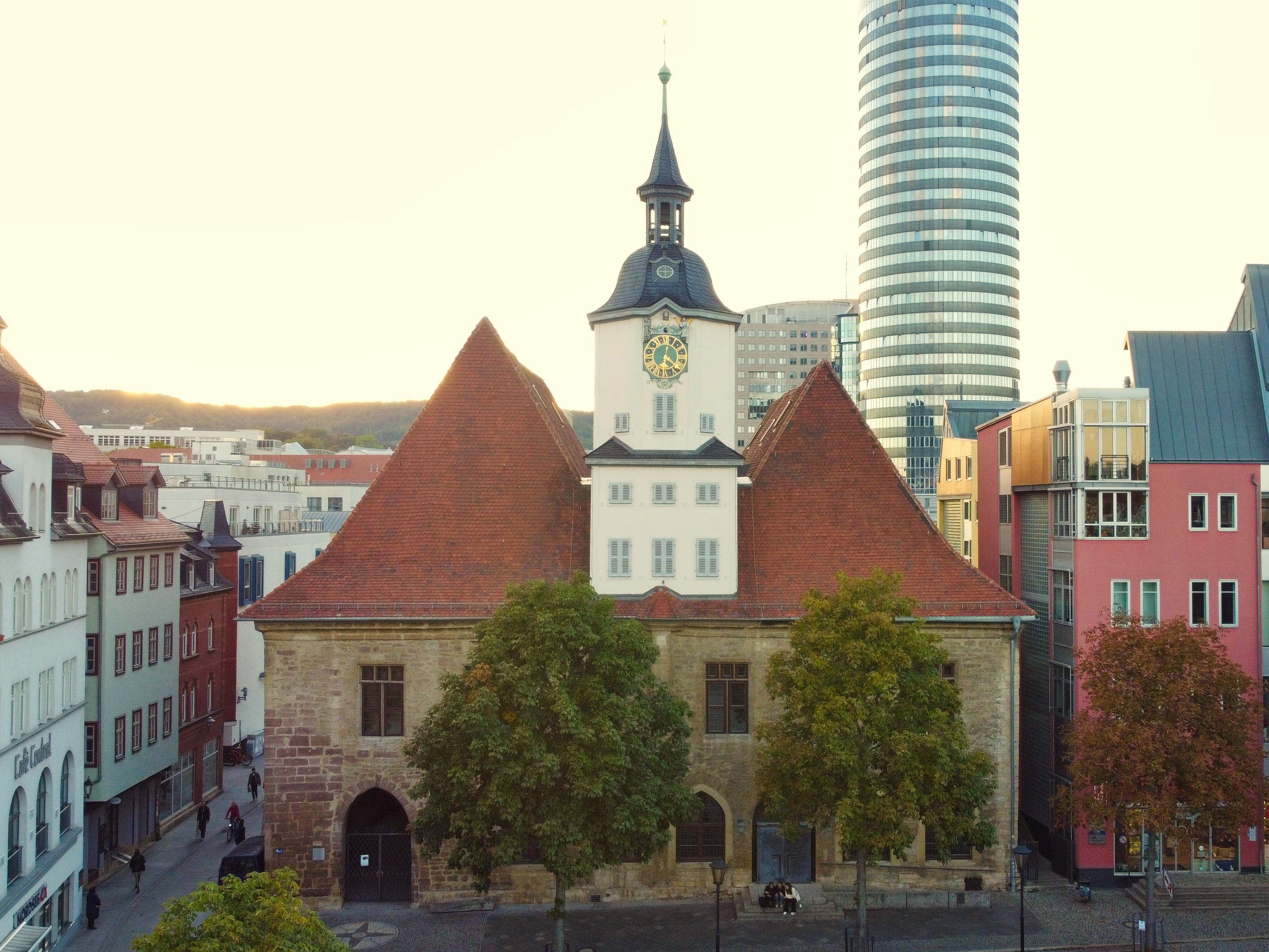
Das Rathaus am Markt, 2022

Die Verwaltung der Stadt Jena oblag zunächst den Beamten der Lobdeburgischen Herrschaft. Doch stand bald auch ein Rat an der Spitze der Stadt, der ab 1317 von zwei Ratsmeistern geleitet wurde. Seit dem 14. Jahrhundert war der Rat dreigeteilt. 1540 führte der Kurfürst von Sachsen eine neue Städteordnung ein. Es gab mehrere Bürgermeister, doch ab 1604 nur noch einen Bürgermeister an der Spitze der Stadt. Seit 1892 trägt das Stadtoberhaupt den Titel Oberbürgermeister. Der Erste war Gottlob Heinrich Singer. Der Rat wurde von der Bevölkerung gewählt.
Ab 1933 wurde der Oberbürgermeister von der NSDAP eingesetzt. In der DDR wurde die Stadtverordnetenversammlung über die Einheitsliste der Nationalen Front „gewählt“, die wiederum den Rat der Stadt mit einem Oberbürgermeister an der Spitze bestimmte.
Nach der friedlichen Revolution in der DDR fand erstmals wieder eine freie Wahl der Stadtverordnetenversammlung statt, sie wählte am 6. Mai 1990 Peter Röhlinger (FDP) zum Oberbürgermeister. Mit dem Inkrafttreten der Thüringer Kommunalordnung 1994 trat an die Stelle der Stadtverordnetenversammlung der Stadtrat mit einem Stadtratsvorsitzenden an der Spitze. Gleichfalls seit 1994 wird der Oberbürgermeister direkt vom Volk gewählt, derzeit hat Thomas Nitzsche (FDP) dieses Amt inne. Ihm stehen vier vom Stadtrat gewählte Dezernenten zur Seite. Gegenwärtig amtieren Benjamin Koppe (CDU; Finanzen, Sicherheit und Bürgerservice, zugleich Bürgermeister und damit Stellvertreter des Oberbürgermeisters), Dirk Lange (parteilos; Stadtentwicklung und Umwelt), Kathleen Lützkendorf (BÜNDNIS 90/DIE GRÜNEN; Soziales, Gesundheit, Zuwanderung und Klima) und Johannes Schleußner (SPD; Bildung, Jugend, Kultur und Sport).
Der Stadtrat Jena kooperiert mit dem von allen Schülern ab Klassenstufe 5 gewählten und 2012 gegründetem Jugendparlament Jenas bezüglich jugendrelevanter Themen.
Der kommunale Schuldenstand ist rückläufig und betrug Ende 2012 etwa 69,9 Millionen Euro.

### Stadtrat
| Stadtratswahl Jena 2024Wahlbeteiligung: 63,0 % 20100 16,9 %16,8 %15,2 %13,4 %13,0 %9,0 %6,9 %5,2 %1,9 %1,6 %n. k. % CDULinkeGrüneAfDSPDFDPBfJVoltBfTh/dieBasisFWDie GutenGewinne und Verlusteim Vergleich zu 2019 %p 6 4 2 0 −2 −4 −6+4,3 %p−3,6 %p−4,2 %p+3,4 %p+0,4 %p−3,8 %p−0,6 %p+5,2 %p+1,9 %p−1,8 %p−1,3 %pCDULinkeGrüneAfDSPDFDPBfJVoltBfTh/dieBasisFWDie Guten | Sitzverteilung im Stadtrat Jena seit 2024Insgesamt 46 Sitze - Linke: 8 - SPD: 6 - Grüne: 7 - Volt: 2 - FDP: 4 - BfJ: 3 - FW: 1 - CDU: 8 - BfTh/dieBasis: 1 - AfD: 6 |

Ergebnisse der Stadtratswahlen seit 1990
| Parteien und Wählergemeinschaften                                                | Parteien und Wählergemeinschaften       | 1990   | 1990   | 1994   | 1994   | 1999   | 1999   | 2004   | 2004   | 2009   | 2009   | 2014   | 2014   | 2019   | 2019   | 2024   | 2024   |
| Parteien und Wählergemeinschaften                                                | Parteien und Wählergemeinschaften       | %      | Sitze  | %      | Sitze  | %      | Sitze  | %      | Sitze  | %      | Sitze  | %      | Sitze  | %      | Sitze  | %      | Sitze  |
| -------------------------------------------------------------------------------- | --------------------------------------- | ------ | ------ | ------ | ------ | ------ | ------ | ------ | ------ | ------ | ------ | ------ | ------ | ------ | ------ | ------ | ------ |
| CDU                                                                              | Christlich Demokratische Union          | 34,9   | 35     | 21,4   | 10     | 24,7   | 10     | 22,9   | 10     | 19,0   | 9      | 22,2   | 10     | 12,6   | 6      | 16,9   | 8      |
| LINKE                                                                            | Die Linke                               | 12,7   | 13     | 19,8   | 9      | 21,4   | 9      | 24,2   | 11     | 20,2   | 9      | 24,0   | 11     | 20,4   | 9      | 16,8   | 8      |
| GRÜNE                                                                            | Bündnis 90/Die Grünen                   | 15,9   | 16     | 9,9    | 5      | 7,9    | 3      | 12,2   | 6      | 10,1   | 5      | 11,3   | 5      | 19,4   | 9      | 15,2   | 7      |
| AfD                                                                              | Alternative für Deutschland             | —      | —      | —      | —      | —      | —      | —      | —      | —      | —      | —      | —      | 10,0   | 5      | 13,4   | 6      |
| SPD                                                                              | Sozialdemokratische Partei Deutschlands | 21,6   | 22     | 25,2   | 12     | 23,1   | 10     | 19,0   | 9      | 25,2   | 11     | 20,8   | 10     | 12,6   | 6      | 13,0   | 6      |
| FDP                                                                              | Freie Demokratische Partei              | 7,3    | 7      | 13,7   | 7      | 13,4   | 6      | 9,1    | 4      | 11,0   | 5      | 4,8    | 2*     | 12,8   | 6      | 9,0    | 4      |
| BfJ                                                                              | Bürger für Jena                         | —      | —      | 5,4    | 3      | 9,6    | 4      | 12,5   | 6      | 10,2   | 5      | 10,4   | 5      | 7,5    | 3      | 6,9    | 3      |
| Volt                                                                             | Volt Deutschland                        | —      | —      | —      | —      | —      | —      | —      | —      | —      | —      | —      | —      | —      | —      | 5,2    | 2      |
| BfTh/dieBasis                                                                    | Bürger für Thüringen/dieBasis           | —      | —      | —      | —      | —      | —      | —      | —      | —      | —      | —      | —      | —      | —      | 1,9    | 1      |
| FWJ                                                                              | Freie Wähler Jena                       | —      | —      | —      | —      | —      | —      | —      | —      | 2,4    | 1*     | —      | —      | 3,4    | 1*     | 1,6    | 1      |
| Die Guten                                                                        | Partei Die Guten                        | —      | —      | —      | —      | —      | —      | —      | —      | 1,8    | 1*     | 1,9    | 1*     | 1,3    | 1*     | —      | —      |
| PIRATEN                                                                          | Piratenpartei Deutschland               | —      | —      | —      | —      | —      | —      | —      | —      | —      | —      | 4,6    | 2*     | —      | —      | —      | —      |
| DSU                                                                              | Deutsche Soziale Union                  | 6,0    | 6      | —      | —      | —      | —      | —      | —      | —      | —      | —      | —      | —      | —      | —      | —      |
| KB                                                                               | Kulturbund der DDR                      | 0,6    | 1*     | —      | —      | —      | —      | —      | —      | —      | —      | —      | —      | —      | —      | —      | —      |
|                                                                                  | Andere                                  | 1,6    | 0      | 4,6    | 0      | —      | —      | —      | —      | —      | —      | —      | —      | —      | —      | —      | —      |
| Gesamt                                                                           | Gesamt                                  | 100    | 100    | 100    | 46     | 100    | 42     | 100    | 46     | 100    | 46     | 100    | 46     | 100    | 46     | 100    | 46     |
| Wahlbeteiligung                                                                  | Wahlbeteiligung                         | 73,7 % | 73,7 % | 67,2 % | 67,2 % | 53,0 % | 53,0 % | 43,8 % | 43,8 % | 54,5 % | 54,5 % | 51,5 % | 51,5 % | 63,1 % | 63,1 % | 63,0 % | 63,0 % |
| * Fraktionsstatus erst ab 2 Mitgliedern bzw. seit November 2013 ab 3 Mitgliedern |                                         |        |        |        |        |        |        |        |        |        |        |        |        |        |        |        |        |

Vorsitzende des Stadtrats
- 1990–1994: Rainer Oloff (CDU, damals noch Stadtverordnetenversammlung)
- 1999–2004: Gustav-Adolf Biewald (CDU)
- 2004–2009: Gudrun Lukin (PDS)
- 2009–2014: Sabine Hemberger (SPD)
- seit 2014: Jens Thomas (Die Linke)

Erstmals seit der Wende musste am 6. November 2013 eine Stadtratssitzung wegen massiver Proteste anwesender Einwohner abgebrochen werden. Grund war der geplante Neubau eines Campus auf dem Inselplatz und der damit einhergehende Abriss des soziokulturellen Projekts „Insel“ auf dem Inselplatz 9a. Anfang 2020 ist das Projekt in die leerstehende Waldgaststätte Carl August im Mühltal umgezogen und hat sich in „CarlA“ umbenannt, das alte Projekt wurde abgerissen.

### Oberbürgermeister

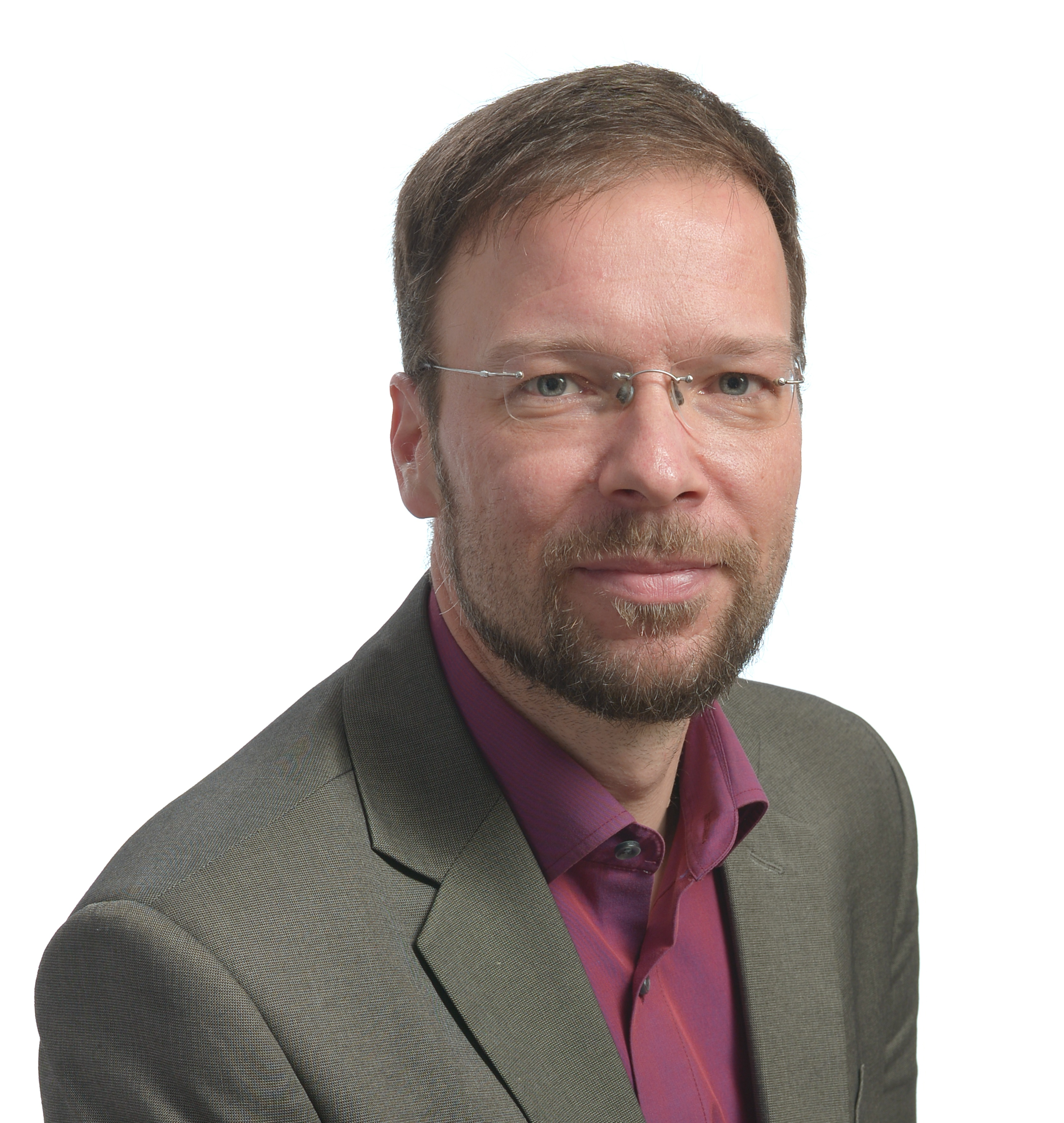
Oberbürgermeister der Stadt Jena Thomas Nitzsche

| Ergebnisse der Wahlen zum Oberbürgermeister der Stadt Jena seit 2000 |                  |                     |                           |                   |                         |
| Name                                                                 | Partei           | Stimmen 1. Wahlgang | Prozentanteil 1. Wahlgang | Stimmen Stichwahl | Prozentanteil Stichwahl |
| Oberbürgermeisterwahl 2000 am 14. und 28. Mai 2000                   |                  |                     |                           |                   |                         |
| Wahlbeteiligung                                                      | Wahlbeteiligung  |                     | 40,88 %                   |                   | 32,78 %                 |
| Peter Röhlinger                                                      | FDP              | 11.580              | 36,40 %                   | 13.476            | 52,78 %                 |
| Albrecht Schröter                                                    | SPD              | 8.596               | 27,02 %                   | 12.053            | 47,22 %                 |
| Johanna Hübscher                                                     | CDU              | 5.323               | 16,73 %                   | —                 | —                       |
| Sabine Hoffmann                                                      | PDS              | 4.676               | 14,70 %                   | —                 | —                       |
| Gerhard Feuerstein                                                   | BfJ              | 1.637               | 5,15 %                    | —                 | —                       |
| Oberbürgermeisterwahl 2006 am 7. und 21. Mai 2006                    |                  |                     |                           |                   |                         |
| Wahlbeteiligung                                                      | Wahlbeteiligung  |                     | 42,47 %                   |                   | 32,14 %                 |
| Albrecht Schröter                                                    | SPD              | 9.481               | 26,52 %                   | 14.580            | 54,42 %                 |
| Christoph Schwind                                                    | CDU              | 11.119              | 31,10 %                   | 12.210            | 45,58 %                 |
| Gudrun Lukin                                                         | Die Linke        | 8.927               | 24,97 %                   | —                 | —                       |
| Marco Schrul                                                         | Grüne            | 2.163               | 6,05 %                    | —                 | —                       |
| Heike Seise                                                          | Einzelbewerberin | 1.854               | 5,19 %                    | —                 | —                       |
| Jürgen Haschke                                                       | BfJ              | 1.722               | 4,82 %                    | —                 | —                       |
| Milutin Michael Nickl                                                | Graue            | 489                 | 1,37 %                    | —                 | —                       |
| Oberbürgermeisterwahl 2012 am 22. April und 6. Mai 2012              |                  |                     |                           |                   |                         |
| Wahlbeteiligung                                                      | Wahlbeteiligung  |                     | 46,05 %                   |                   | 33,55 %                 |
| Albrecht Schröter                                                    | SPD              | 19.083              | 48,84 %                   | 20.563            | 72,89 %                 |
| Dietmar Schuchardt                                                   | CDU              | 7.000               | 17,92 %                   | 7.647             | 27,11 %                 |
| Gudrun Lukin                                                         | Die Linke        | 5.560               | 14,23 %                   | —                 | —                       |
| Andreas Mehlich                                                      | Einzelbewerber   | 3.522               | 9,01 %                    | —                 | —                       |
| Denis Peisker                                                        | Grüne            | 1.775               | 4,54 %                    | —                 | —                       |
| Heike Seise                                                          | AfB              | 1.188               | 3,04 %                    | —                 | —                       |
| Thomas Nitzsche                                                      | FDP              | 945                 | 2,42 %                    | —                 | —                       |
| Oberbürgermeisterwahl 2018 am 15. und 29. April 2018                 |                  |                     |                           |                   |                         |
| Wahlbeteiligung                                                      | Wahlbeteiligung  |                     | 52,63 %                   |                   | 46,67 %                 |
| Thomas Nitzsche                                                      | FDP              | 12.046              | 26,93 %                   | 24.982            | 63,28 %                 |
| Albrecht Schröter                                                    | SPD              | 10.965              | 24,51 %                   | 14.499            | 36,72 %                 |
| Benjamin Koppe                                                       | CDU              | 6.314               | 14,11 %                   | —                 | —                       |
| Martina Flämmich-Winckler                                            | Die Linke        | 4.999               | 11,17 %                   | —                 | —                       |
| Denny Jankowski                                                      | AfD              | 3.444               | 7,70 %                    | —                 | —                       |
| Denis Peisker                                                        | Grüne            | 3.377               | 7,55 %                    | —                 | —                       |
| Heidrun Jänchen                                                      | Piraten          | 2.076               | 4,64 %                    | —                 | —                       |
| Sandro Dreßler                                                       | Einzelbewerber   | 918                 | 2,05 %                    | —                 | —                       |
| Arne Petrich                                                         | Einzelbewerber   | 597                 | 1,33 %                    | —                 | —                       |
| Oberbürgermeisterwahl 2024 am 26. Mai und 9. Juni 2024               |                  |                     |                           |                   |                         |
| Wahlbeteiligung                                                      | Wahlbeteiligung  |                     | 63,4 %                    |                   | 63,2 %                  |
| Thomas Nitzsche                                                      | FDP              | 13.185              | 25,30 %                   | 30.835            | 61,80 %                 |
| Kathleen Lützkendorf                                                 | Grüne            | 8.012               | 15,40 %                   | 19.028            | 38,20 %                 |
| Jens Thomas                                                          | Die Linke        | 6.960               | 13,40 %                   | —                 | —                       |
| Denny Jankowski                                                      | AfD              | 6.588               | 12,70 %                   | —                 | —                       |
| Dr. Stephan Wydra                                                    | CDU              | 6.274               | 12,10 %                   | —                 | —                       |
| Johannes Schleußner                                                  | SPD              | 6.110               | 11,70 %                   | —                 | —                       |
| Ulf Weißleder                                                        | Bürger für Jena  | 3.913               | 7,50 %                    | —                 | —                       |
| Peter Gutjahr                                                        | Einzelbewerber   | 982                 | 1,90 %                    | —                 | —                       |

Oberbürgermeister seit 1912
| - 1912–1922: Theodor Fuchs - 1922–1933: Alexander Elsner - 1933–1945: Armin Schmidt - 194500000: Otto Wagner (kommissarischer Oberbürgermeister) - 194500000: Rudolf Löhnis (kommissarischer Oberbürgermeister) - 1945–1946: Heinrich Troeger (SPD) - 1946–1947: Heinrich Mertens (LDP) - 1947–1952: Johannes Herdegen (LDP) - 1952–1953: Hans Meier (LDP) | - 1953–1960: Fritz Kunst (SED) - 1960–1963: Heinz Wessel (SED) - 1963–1987: Walter Windrich (SED) - 1987–1990: Hans Span (SED) - 199000000: Martin Otto (parteilos) - 1990–2006: Peter Röhlinger (FDP) - 2006–2018: Albrecht Schröter (SPD) - 2018–0000: Thomas Nitzsche (FDP) |

### Wappen, Flagge und Dienstsiegel
| Dienstsiegel mit dem Stadtwappen | Blasonierung: „Das Wappen der Stadt Jena zeigt in Silber einen silber-blau gekleideten Engel mit langen goldenen Haaren sowie goldenem Nimbus, Harnisch, Helm und Flügel; mit der Rechten einem grünen Drachen eine Lanze in den Rachen stoßend, in der Linken einen goldenen Schild mit aufgerichtetem schwarzen Löwen haltend; der linke Fuß steht auf dem Drachen. Unter dem Drachen ein kleiner silberner Schild mit blauer Weintraube.“        |
| Dienstsiegel mit dem Stadtwappen | Wappenbegründung: Die Wappenfigur stellt den Erzengel Michael dar. Die Weintraube symbolisiert den einst blühenden Weinbau in Jena. Der Löwe wurde als Wappenfigur der Herren von Meißen aufgenommen, als die Stadt an die Landgrafen von Thüringen überging. Die Wappenfiguren wurden aus dem historischen Siegel der Stadt übernommen. In seiner heutigen Form wurde das Wappen zuletzt durch die Hauptsatzung der Stadt im Jahr 1999 festgelegt. |

Die Stadtflagge ist längsgestreift in den Farben Blau-Gelb-Weiß, belegt mit dem Stadtwappen. Das städtische Dienstsiegel aus dem Stadtwappen mit der Umschrift THÜRINGEN STADT JENA und links und rechts je einer Weinrebe sowie unter dem Wappen der Ziffer 01.

### Städtepartnerschaften
Jena pflegt Städtepartnerschaften mit:
| - Lugoj (Rumänien), seit 1983, erneuert 1993 - Porto (Portugal), seit 1984 - Erlangen (Deutschland), seit 1987 - Berkeley (Vereinigte Staaten), seit 1989 | - San Marcos (Nicaragua), seit 1998 - Aubervilliers (Frankreich), seit 1999 - Wladimir (Russland), Kooperation seit 2008 - Bait Dschala (Palästina), seit 2011 |

Zudem ist Jena Gründungsmitglied des Bundes der europäischen Napoleonstädte (seit 2004).

## Kultur und Sehenswürdigkeiten

### Theater
- Theaterhaus Jena
- Kulturarena
- Volkshaus Jena

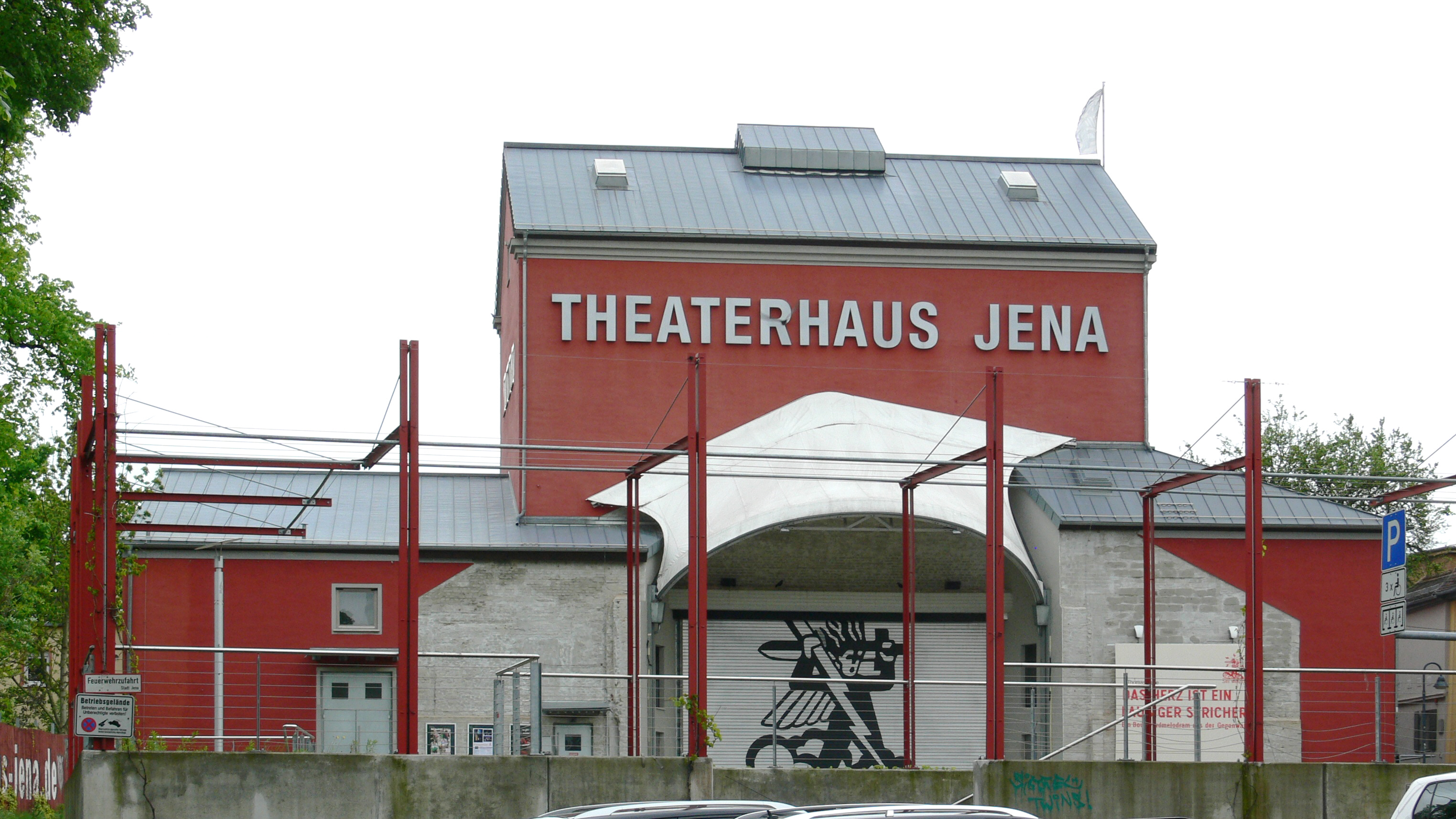
Theaterhaus Jena

- Kurz- und Kleinkunstbühne Jena (Kabarett)
- (ehemaliges) Volksbad Jena

In Zusammenarbeit mit dem Theaterhaus Jena verleiht die Stadt alle drei Jahre den Jakob-Michael-Reinhold-Lenz-Preis für Dramatik im Rahmen eines Wettbewerbs für junge Dramatiker.
Es existieren in der Stadt mehrere freie, größtenteils studentische Theatergruppen, die regelmäßig verschiedene kleine Bühnen der Stadt bespielen.

### Philharmonie
Die Jenaer Philharmonie wurde 1934 als Konzertorchester gegründet und 1969 auf ihre heutige Größe erweitert. Zu ihr gehören auch drei Chöre: Philharmonischer Chor (gegründet 1970), Knabenchor (1976) und Madrigalkreis (1968).

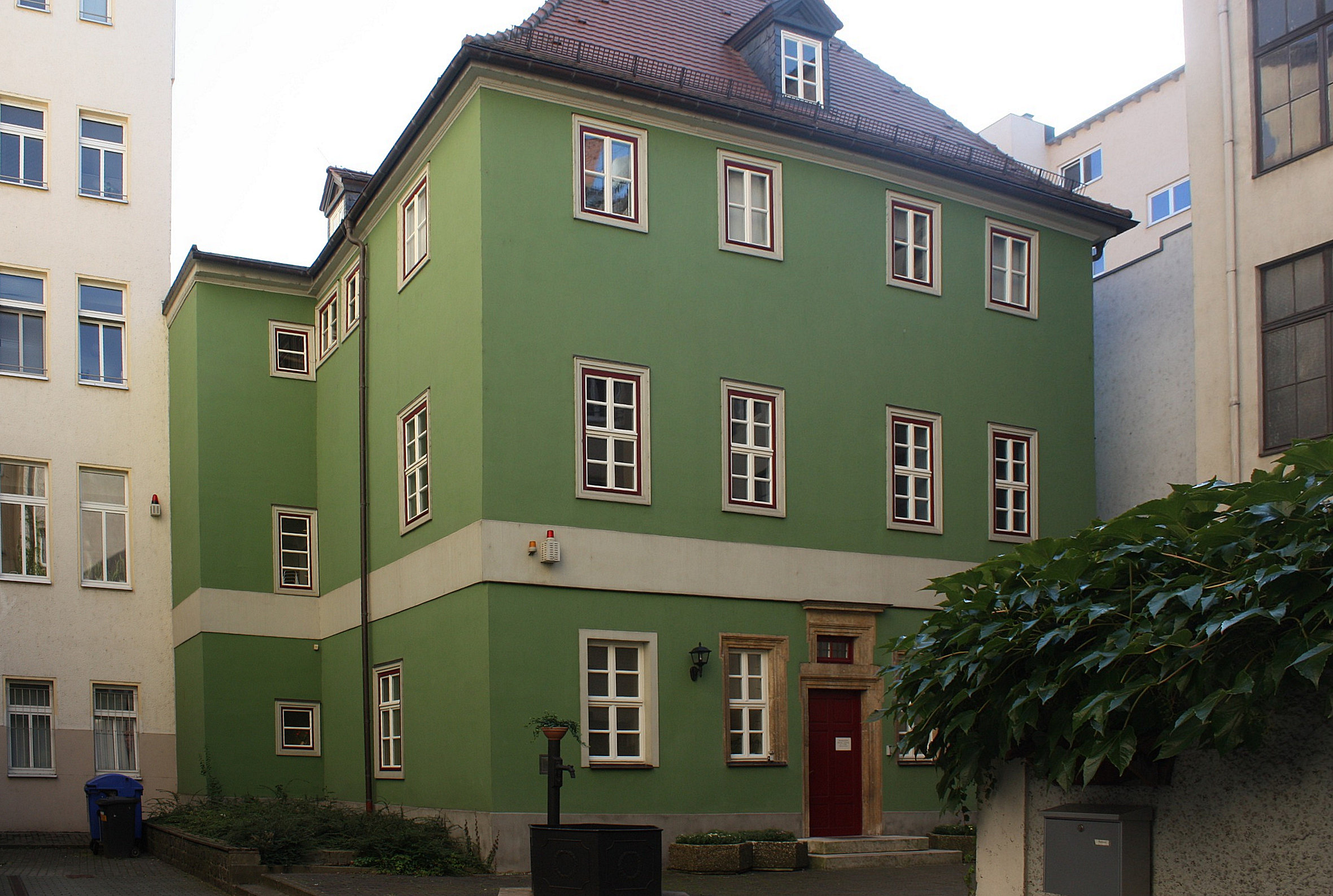
Romantikerhaus Jena

### Museen
- Städtische Museen Jena – Stadtmuseum Jena – Romantikerhaus Jena – Kunstsammlung Jena – Museum 1806 (Gemeinde Cospeda)Phyletisches Museum

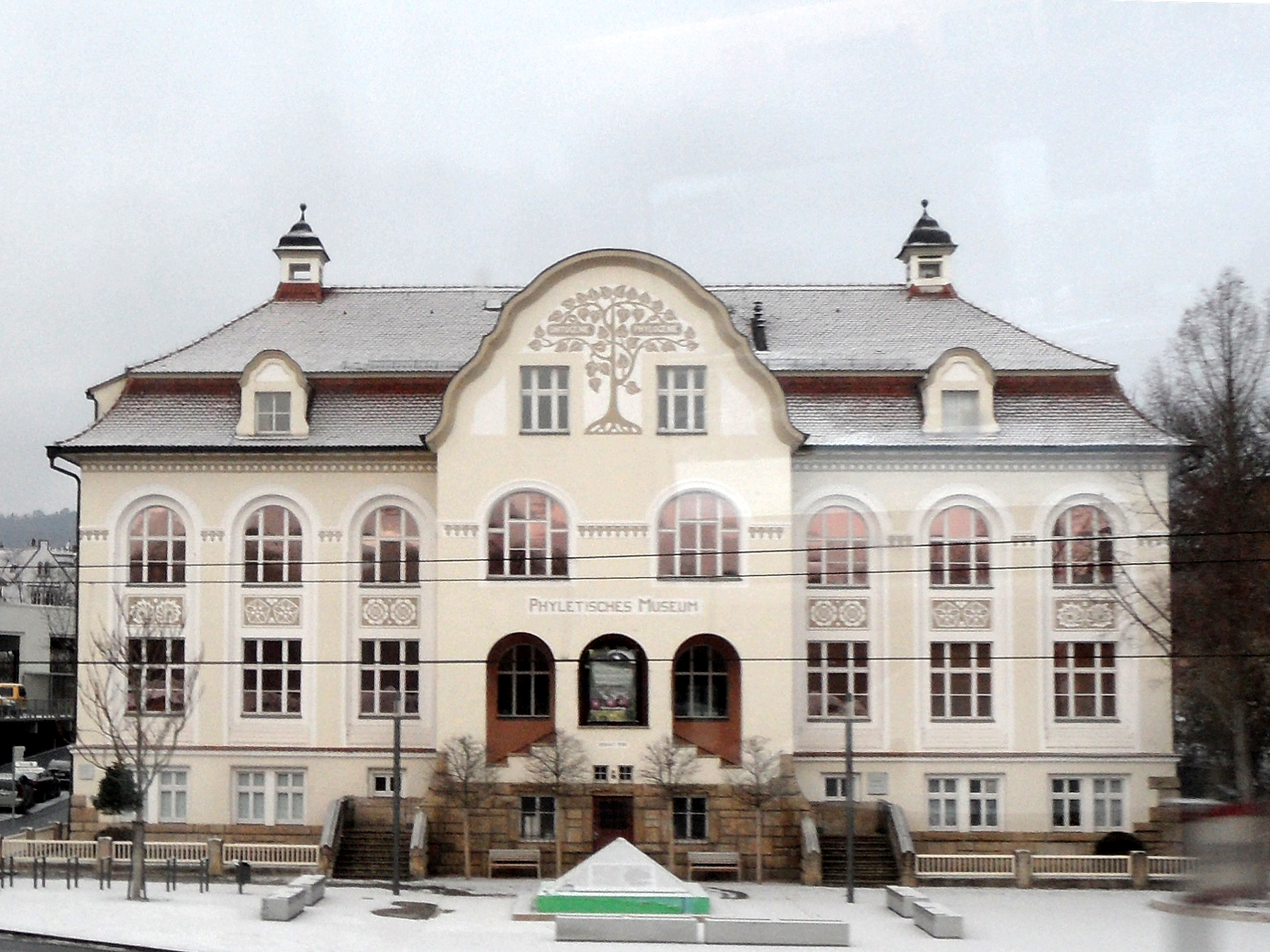
Phyletisches Museum

- Museen und Sammlungen der Universität – Phyletisches Museum – Botanischer Garten – Schillers Gartenhaus – Ernst-Haeckel-Haus – Goethe-GedenkstätteDeutsches Optisches Museum

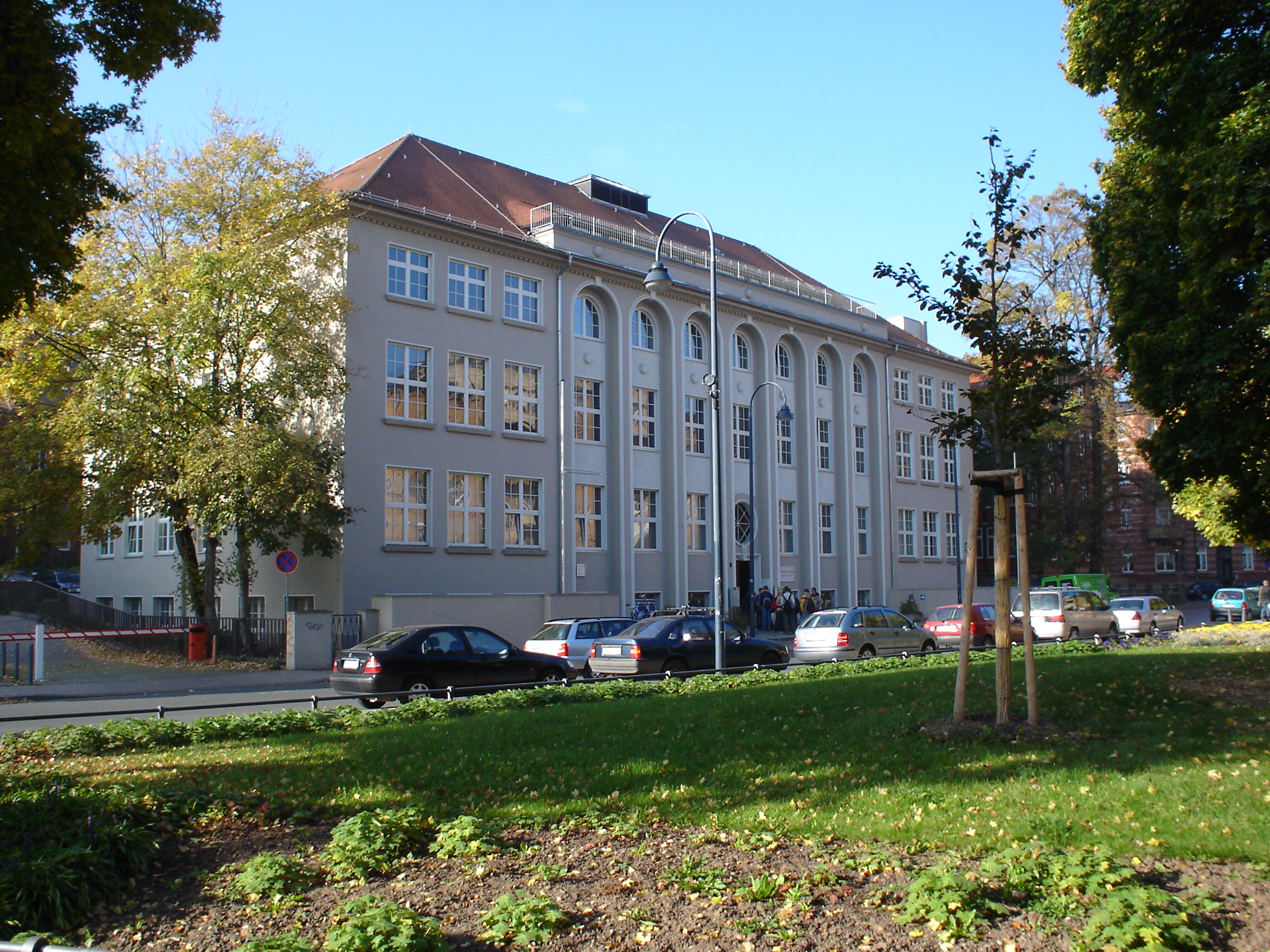
Deutsches Optisches Museum

- Weitere Museen und Galerien – Deutsches Optisches Museum – Schott GlasMuseum – Imaginata – Ein Experimentarium – Jenaer Kunstverein – Kunsthof Jena – Wasser- und Abwassermuseum Pumpwerk Mühlthal

### Denkmäler

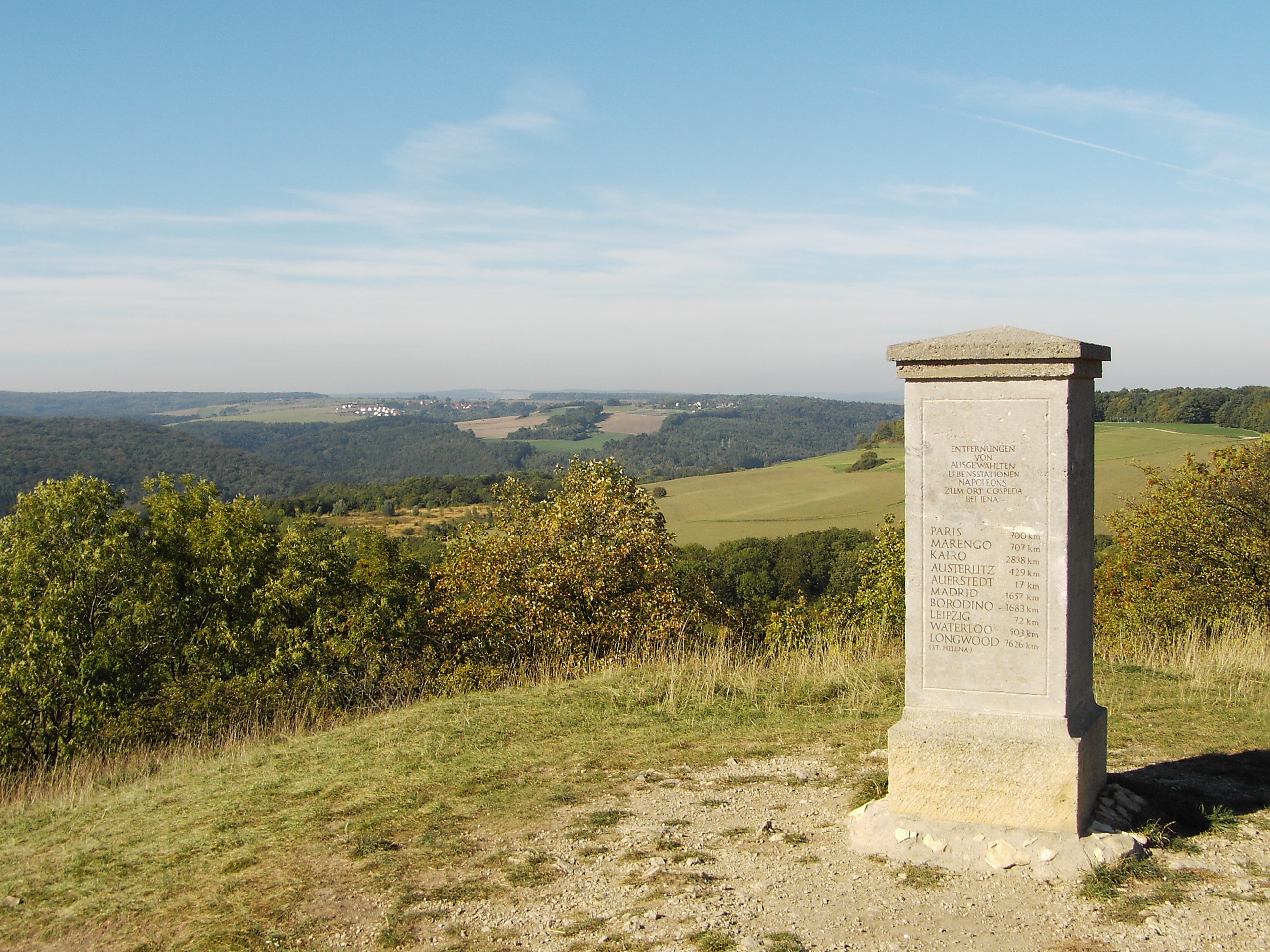
Napoleonstein auf dem ehemaligen Panzerplatz

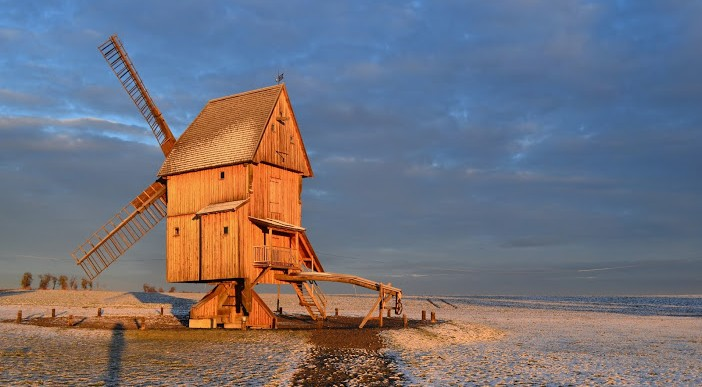
Bockwindmühle Krippendorf

Der sogenannte Hanfried (Johann Friedrich der Großmütige) auf dem Markt erinnert an Johann Friedrich I. von Sachsen, den Gründer der Universität.
Das Burschenschaftsdenkmal (1883), das ursprünglich auf dem Eichplatz und später vor dem Hauptgebäude stand, befindet sich inzwischen infolge eines Farbanschlags durch bislang unbekannte Täter im Depot der Universität. Das Schillerdenkmal steht ebenfalls vor dem Hauptgebäude der Uni.
Zwischen Kunitz und Wenigenjena (bei Schloss Thalstein) wurde das Erlkönigdenkmal für die Ballade Erlkönig (Johann Wolfgang von Goethe) errichtet.

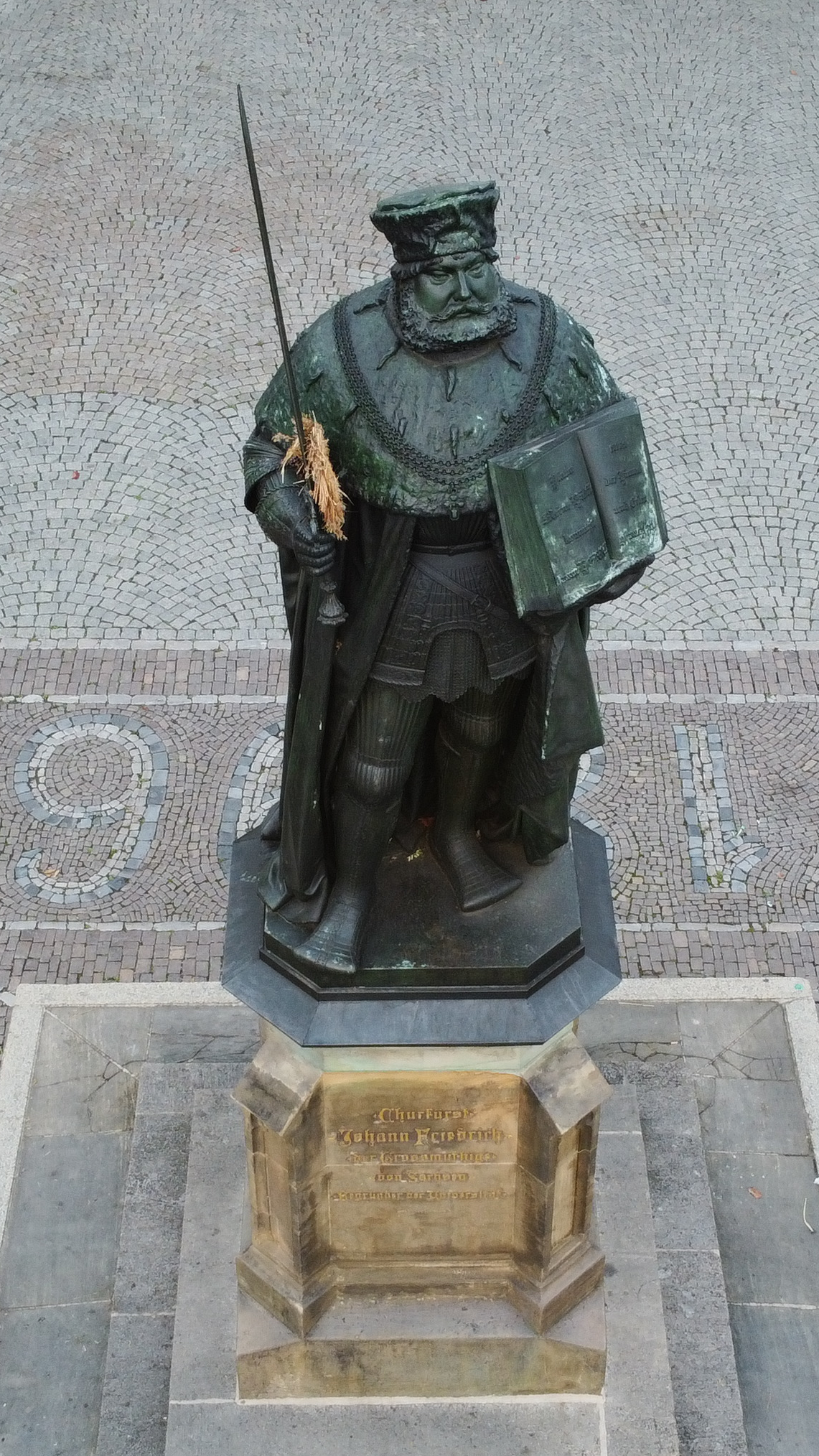
Hanfried-Denkmal am Markt, 2022

Auf einem der ehemaligen Schlachtfelder der Schlacht bei Jena und Auerstedt zwischen Cospeda und Jena steht der Napoleonstein.
Der Ortsteil Krippendorf lag im Hauptkampfgebiet der genannten Schlacht bei Jena, und seine Bockwindmühle diente den Armeen als Landmarke. Heute ist diese Windmühle als voll funktionsfähiges Technikdenkmal besuchbar.
Außerdem gibt es in Jena mehrere Holocaustdenkmäler. An der B 7 sind mehrere Gedenktafeln für die Häftlinge des Konzentrationslagers Buchenwald angebracht, deren Todesmarsch am Ende des Zweiten Weltkrieges dort vorbeiführte. Am Westbahnhof hängt eine Gedenktafel an die Juden, Sinti und Roma, da von dort aus die Züge in die Konzentrationslager ausgingen. Ein Steindenkmal an der B 7 zwischen Johanniskirche und Friedenskirche trägt den Spruch „Unseren Toten zum Gedenken, ihren Mördern zur Schande, den Lebenden zur Mahnung“.
Im Gedenken an die 1459 Jenaer Soldaten, die im Ersten Weltkrieg im Feld ums Leben kamen, wurde 1929 „Unseren Gefallenen 1914/18“ (jetzige Widmung) nach einem Entwurf des Architekten Emil Högg das Denkmal auf dem Friedensberg (bis 1949 Hainberg) errichtet. Ein Mauerring von 30 m Durchmesser umschließt einen Ehrenhain mit altarähnlichem Steinblock, der die Namen der Toten enthält. Weitere Kriegerdenkmäler befinden sich im Nordfriedhof und auf dem Landgrafenberg (Blinkerdenkmal).
Einer der vielen Bismarcktürme in Deutschland befindet sich in Jena auf dem Malakoff, einem Teil des Tatzend. Allerdings handelt es sich nicht um einen Malakoff-Turm. Zu DDR-Zeiten wurde er als Turm der Jugend bezeichnet.

### Gedenktafeln
An etlichen Jenaer Häusern sind Tafeln angebracht, auf denen die Lebensdaten bekannter Persönlichkeiten benannt sind, die hier wohnten oder eine bedeutende Verbindung zu diesem Ort hatten. Auch lediglich lokalen Berühmtheiten wie Friedrich Wilhelm Demelius wird auf diese Weise gedacht.
Zur Erinnerung an die von den Nationalsozialisten ermordeten Juden Jenas wurden am 23. Mai 2007 die ersten acht der sogenannten Stolpersteine in einer öffentlichen Aktion des Kölner Künstlers Gunter Demnig verlegt. Acht weitere kamen am 7. Mai 2008 hinzu. Bis 2011 wurden insgesamt 28 Stolpersteine in Jena gesetzt.

### Sieben Wunder von Jena
In Jena gab es die sogenannten Sieben Wunder, mit denen die Stadt schon im 17. Jahrhundert über ihre Grenzen hinweg warb und von denen vier noch völlig erhalten sind. Der lateinische Merkspruch, den damals ein Student der Jenaer Universität auswendig kennen sollte, lautet: „Ara, caput, draco, mons, pons, vulpecula turris, Weigeliana domus, septem miracula Jenae“. Zu den Wundern gehören:
- der Altar (ara) der Stadtkirche St. Michael, speziell die Durchfahrt unter diesem;
- der Kopf (caput) des Schnapphans an der Kunstuhr des Rathauses;
- der Drache (draco), ein bizarres, mehrköpfiges Fabelwesen aus Knochen, Draht und Pappmaché, das womöglich um 1600 für einen Studentenstreich gebaut worden ist;
- der Jenzig, ein Berg (mons), dessen weißer Kalkrücken in der Morgen- und Abendsonne rot leuchtet;
- die alte Camsdorfer Brücke (pons), deren Nachfolgerin heute noch am alten Ort steht;
- der Fuchsturm (vulpecula turris), Bergfried der ehemaligen Burg Kirchberg auf dem Hausberg;
- das Weigelsche Haus (Weigeliana domus), ein Haus mit Aufzug und Dachobservatorium aus dem 17. Jahrhundert, das nicht mehr existiert.

Die Nachbildung des Wunders „draco“ kann im Stadtmuseum besichtigt werden.

### Archive
- Stadtarchiv
- Bauaktenarchiv
- Unternehmensarchiv SCHOTT JENAer GLAS GmbH
- Betriebsarchiv Carl Zeiss Jena GmbH
- Archiv der Friedrich-Schiller-Universität Jena
- Archiv des Ernst Haeckel Hauses Jena (EHH)
- Thüringer Archiv für Zeitgeschichte Matthias Domaschk

### Bauwerke

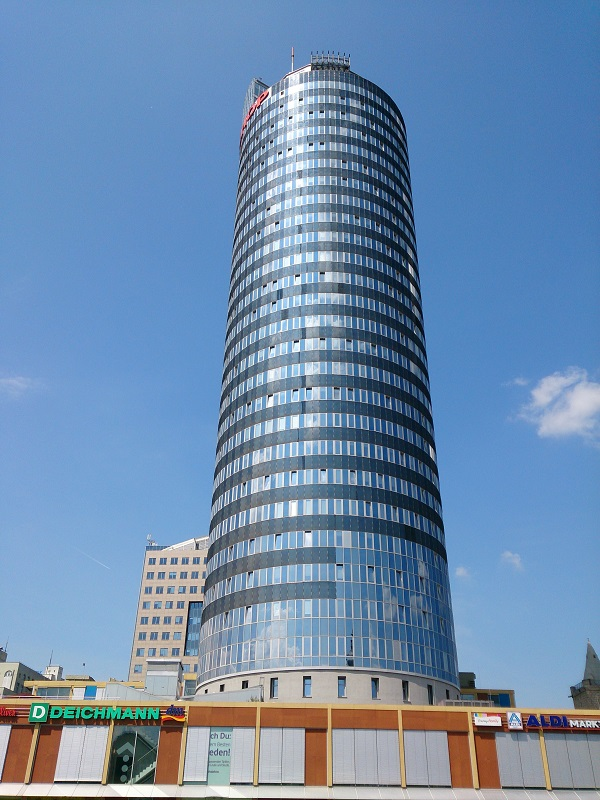
Das höchste Bürogebäude der neuen Bundesländer – der fast 160 m hohe Jentower

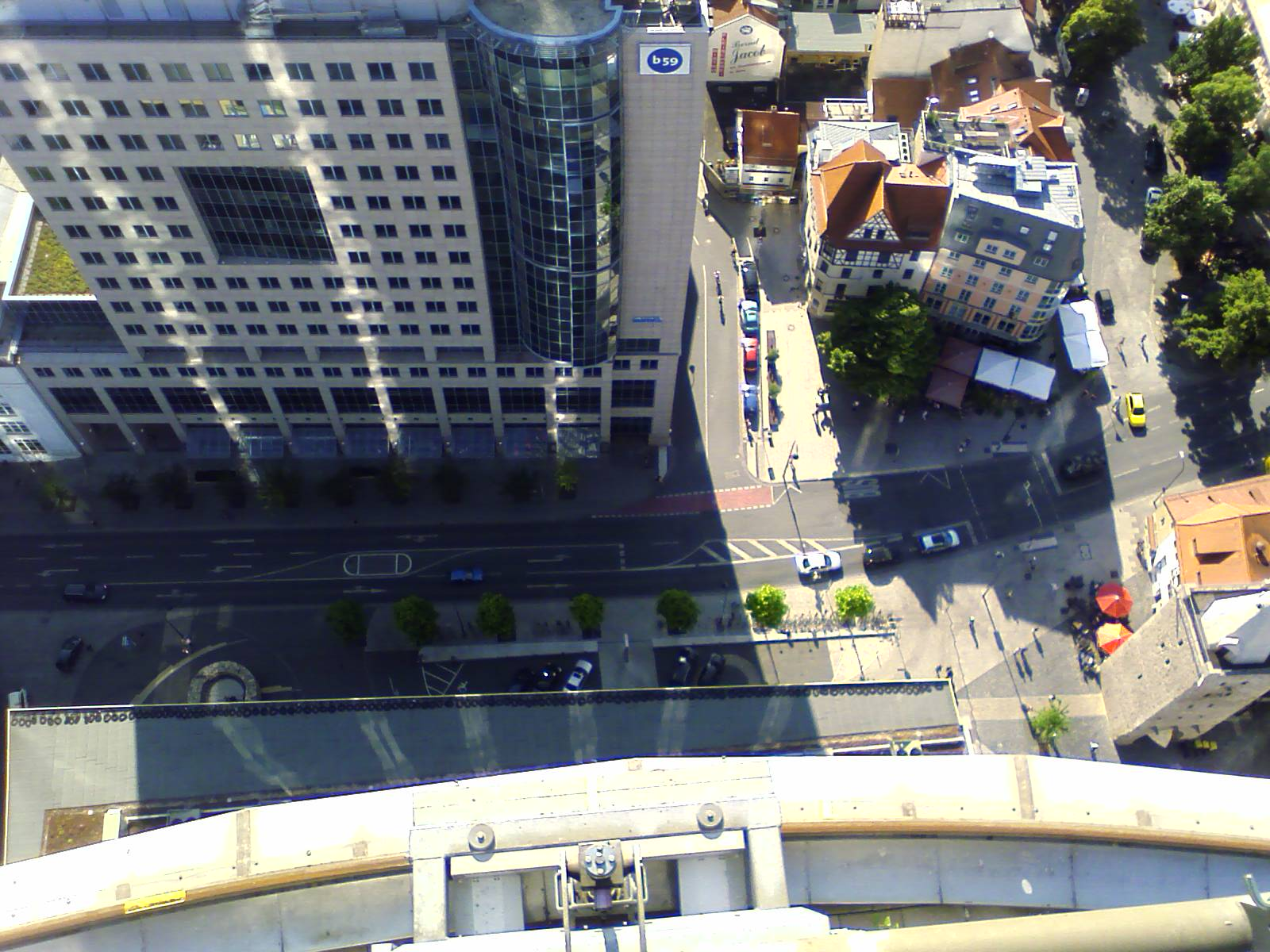
Blick vom Jentower auf das B-59, rechts sieht man die Kraut- und die Wagnergasse

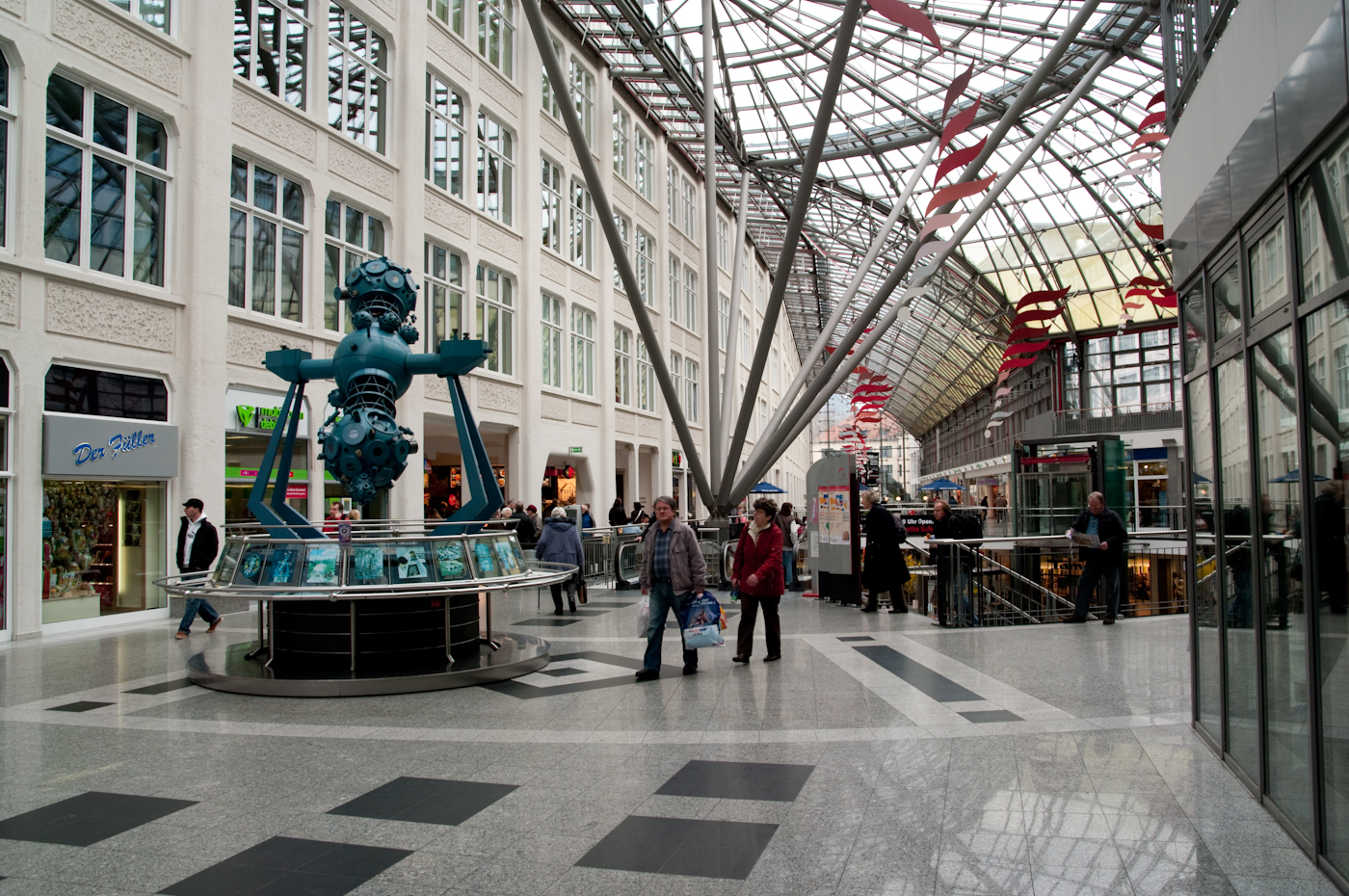
Einkaufszentrum Goethe Galerie

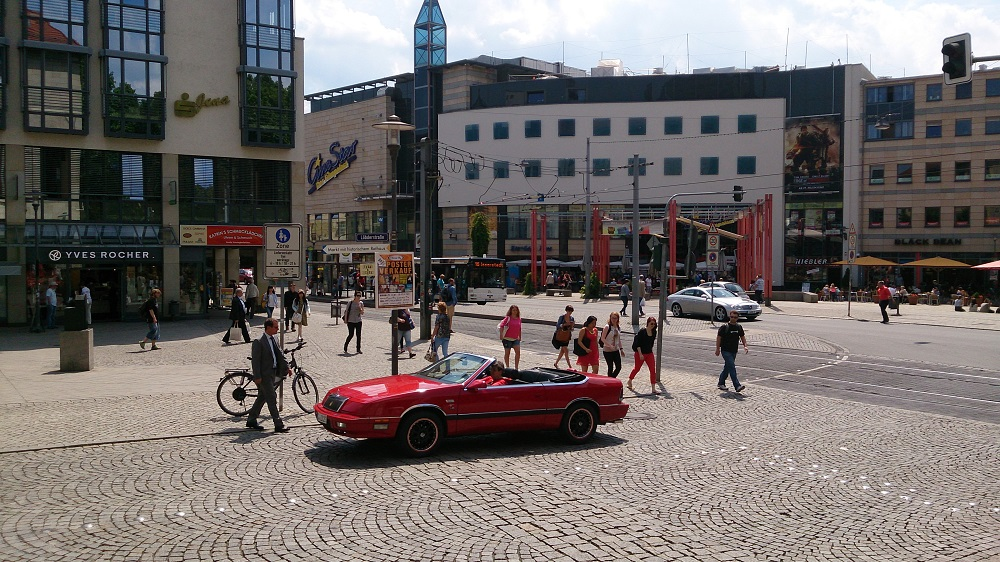
Der Holzmarkt in der Jenaer Innenstadt

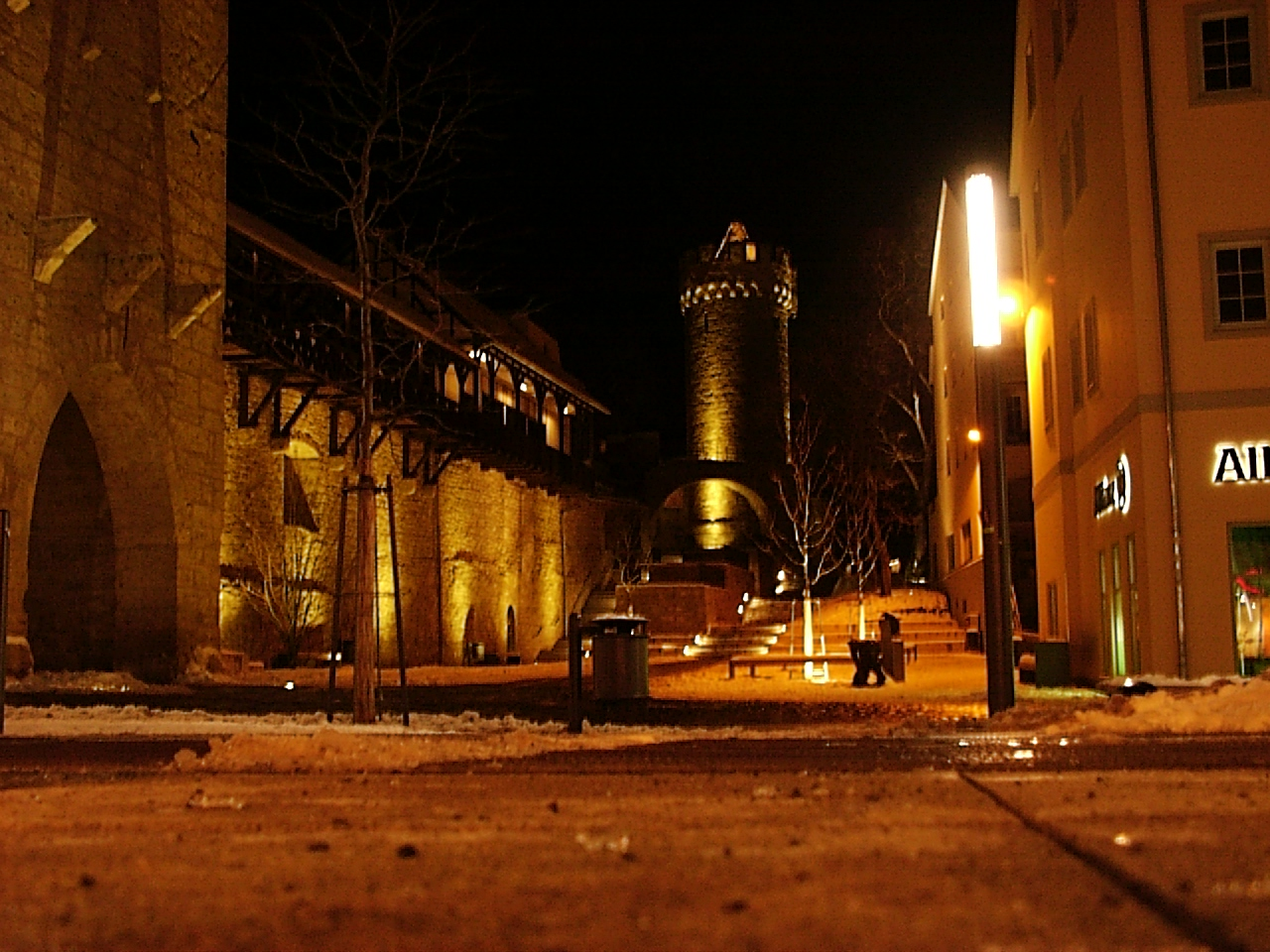
Stadtmauer zwischen Johannisturm und Pulverturm in Jena

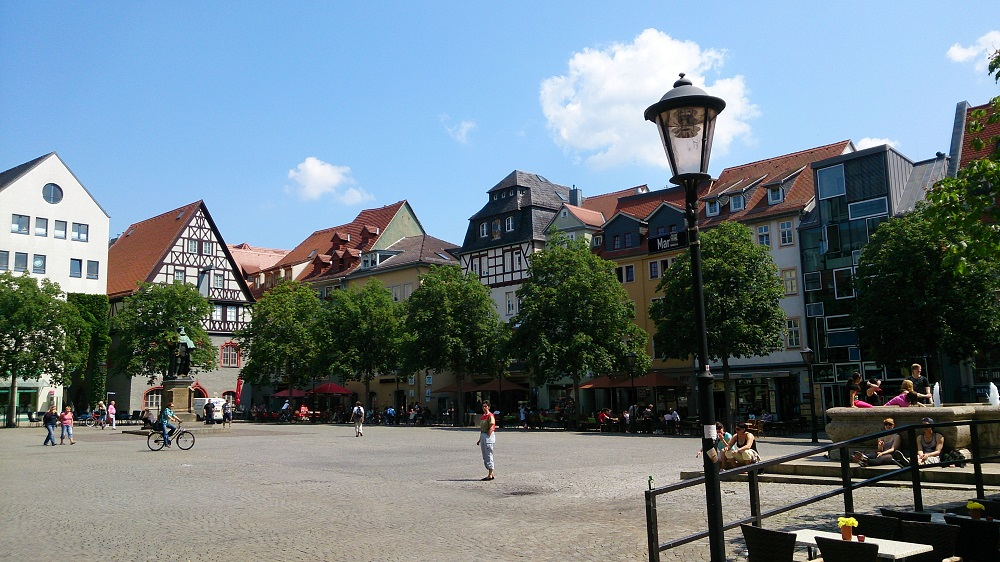
Der Marktplatz in Jena mit dem Hanfried-Denkmal

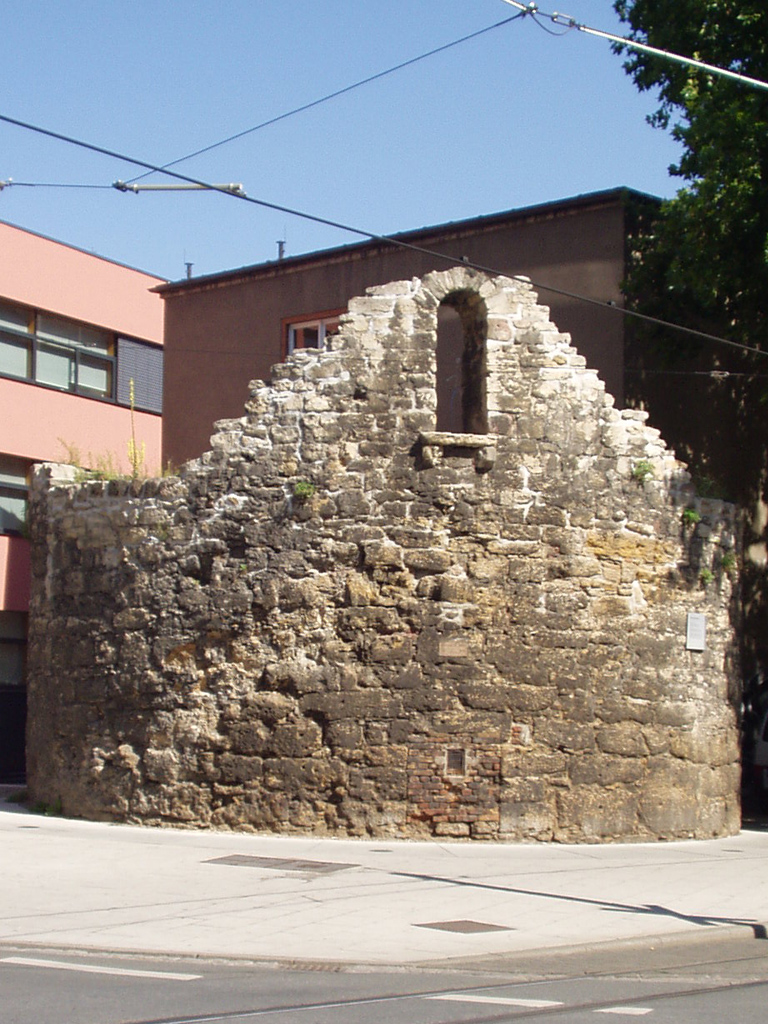
Anatomieturm

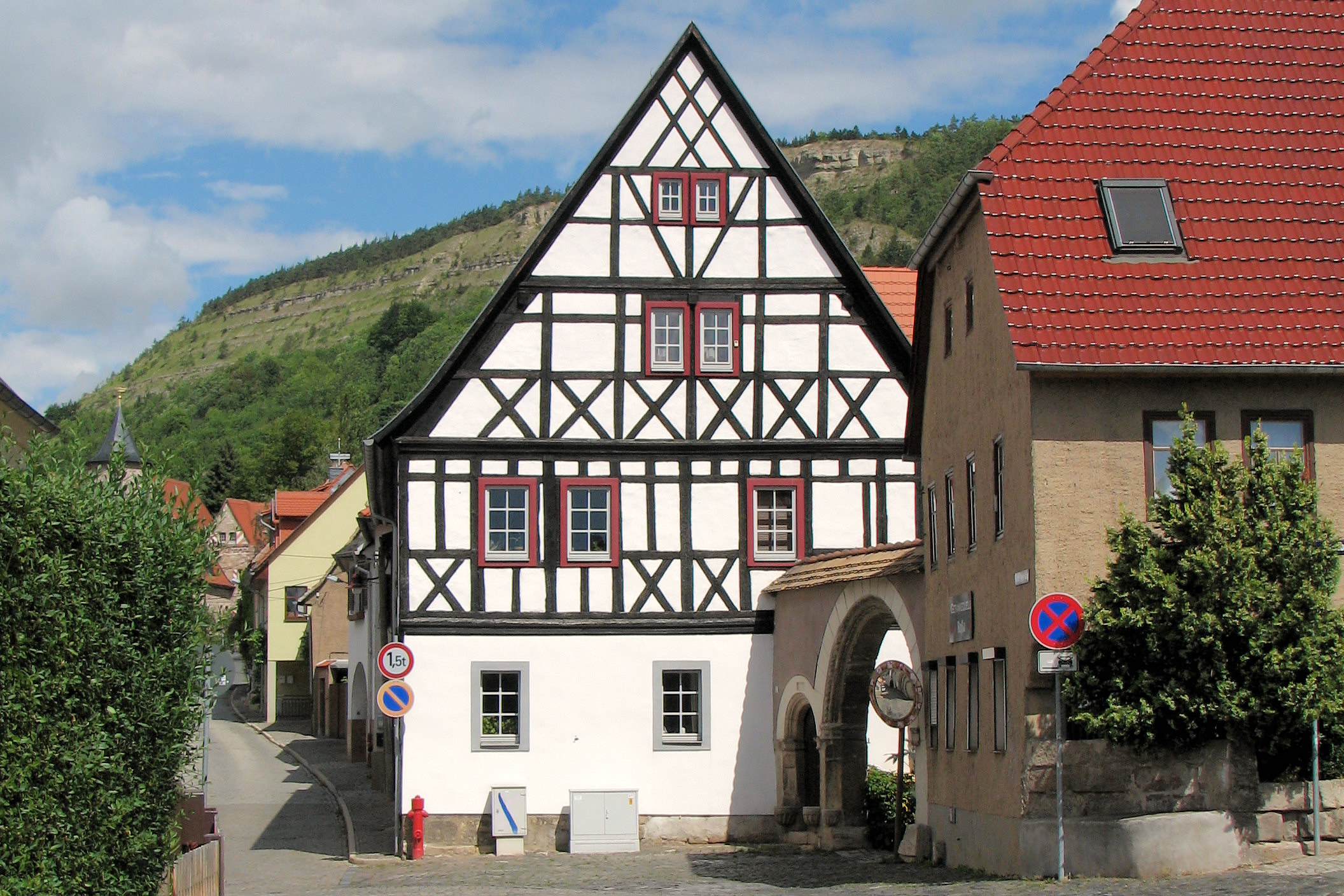
Dobermannsches Wohnhaus von 1593

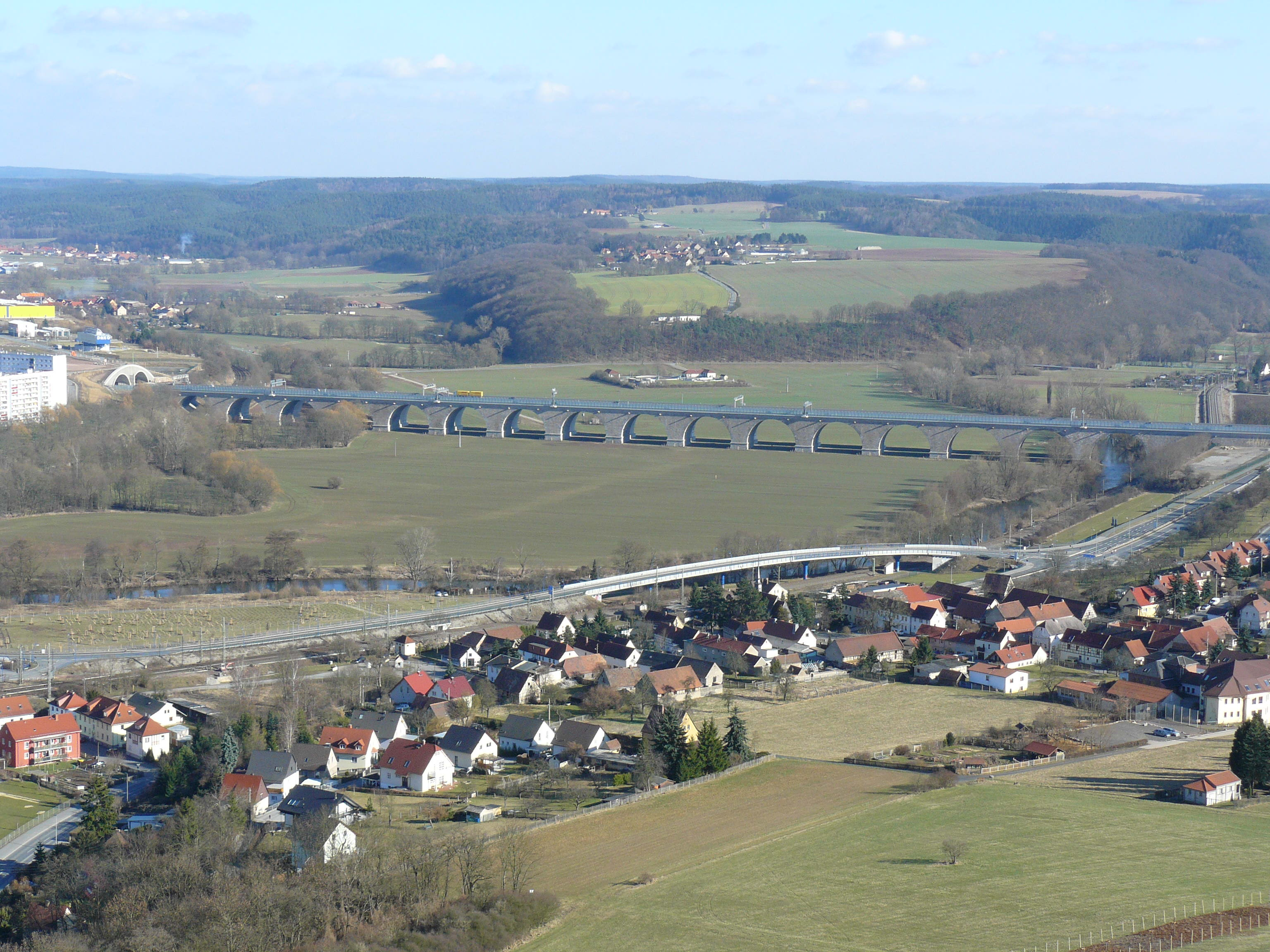
Blick auf das Rodatal (linke, obere Bildhälfte), Göschwitz (im Vordergrund) und die Saaletalbrücke

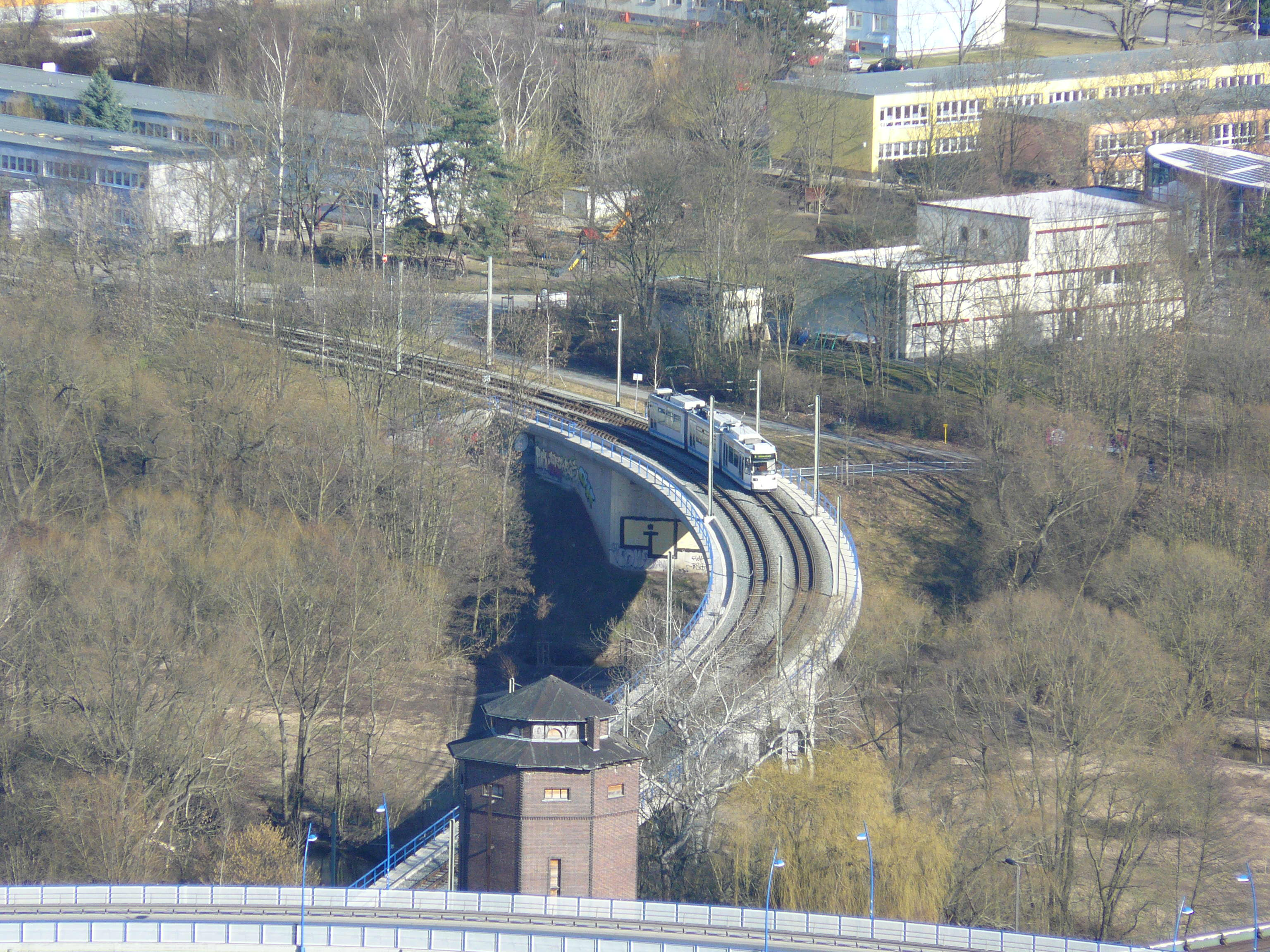
Straßenbahnbrücke zwischen Göschwitz und Neulobeda

Die meisten Gebäude Jenas sind aus der Zeit vor dem Zweiten Weltkrieg, aber große Teile des historischen Stadtzentrums wurden am Ende des Krieges, von Februar bis April 1945, durch amerikanische Luftangriffe zerstört oder fielen den sozialistischen Umbauplänen zum Opfer, so dass – insbesondere um den neuen Eichplatz – wenig historische Gebäude im Stadtzentrum zu finden sind. Derzeit läuft die Planung für die Bebauung des Eichplatzes, einem Vorhaben, das in der Bevölkerung umstritten ist. Das Zentrum wurde bereits in den letzten Jahrzehnten mit teilweise größeren Gebäudekomplexen ergänzt. Die Architektur im Stadtzentrum entstand somit in verschiedenen Bauzeiten und -stilen und ist gegenüber anderen Städten in Thüringen modern sowie teilweise auch industriell geprägt.
Das markanteste Gebäude in Jena und Wahrzeichen ist der Jentower (im Volksmund Uniturm, Keksrolle oder Penis Jenensis), das mit rund 160 Metern höchste Bürogebäude in den neuen Bundesländern. Es wurde von 1969 bis 1972 von Hermann Henselmann, einem der bekanntesten Architekten der DDR, geplant. Das Hochhaus sollte Zeiss-Forschungszentrum werden, erwies sich jedoch dafür als ungeeignet und wurde bis 1995 durch die Universität genutzt. Das Hochhaus sollte ein Fernrohr symbolisieren. Um die Jahrtausendwende wurde das Gebäude saniert und die ursprüngliche Gliederung der Gebäudehülle ging durch erhebliche Eingriffe in die Bausubstanz verloren. In den oberen Stockwerken beherbergt der Turm heute ein Restaurant und ein Hotel. Hauptnutzer war bis 2020 das E-Commerce-Unternehmen Intershop Communications.
Daneben gibt es noch die Turmüberreste der alten Stadtmauer. Dazu gehören der 1995 bei Sanierungsarbeiten eingestürzte (aber inzwischen wieder aufgebaute) Rote Turm am südöstlichen Ende, der Anatomieturm, in dem Johann Wolfgang von Goethe mit Justus Christian Loder den Zwischenkieferknochen entdeckte, am südwestlichen Ende und das Johannistor am westlichen Ende des historischen Stadtkerns. Vom Johannistor verläuft ein kurzes Mauerstück, auf dem das so genannte Haus auf der Mauer steht, bis zum ehemaligen Pulverturm im Nordwesten des Stadtkerns.
Innerhalb des Stadtkerns steht das Collegium Jenense, eines der ältesten Universitätsgebäude und Gründungsort der Universität, es wurde in einem ehemaligen Kloster eingerichtet. Am historischen Markt befindet sich neben dem historischen gotischen Rathaus (1377–1413) mit dem Schnapphans auch die Göhre, in der sich das Stadtmuseum befindet. Auf dem Marktplatz steht ein Denkmal Johann Friedrichs I. des Großmütigen, des Begründers der Jenaer Universität. In Jena wird er auch Hanfried genannt. Den Nordosten des alten Stadtzentrums schließt das 1905–1908 erbaute Universitätshauptgebäude ab. An seiner Stelle stand vorher das alte Jenaer Stadtschloss, an das nur noch der alte Schlossbrunnen im Innenhof erinnert. Restauriert wurde in den Jahren 2000/03 das zweitälteste Accouchierhaus in Deutschland Jenergasse 8 / Ecke Fürstengraben, ein 1556 errichtetes Fachwerkhaus, das 1779 mithilfe des Mediziners Justus Christian Loder zu einer „Lehranstalt für Geburtshilfe“ hergerichtet worden war. Aus dieser Zeit datiert eine seltene schriftliche Quelle (ediert Stadtherr Wolter): das verzweifelte Schreiben einer ledigen Schwangeren, die sich in diesem Haus dem Erkenntnisinteresse angehender Mediziner zur Verfügung stellen sollte.
Im Norden des Stadtzentrums befindet sich die im Jahr 2001 wiedererbaute Thüringer Universitäts- und Landesbibliothek (kurz ThULB). Das Gebäude enthält fast alle Bibliotheken der Friedrich-Schiller-Universität sowie eine große Restaurierungs- und Digitalisierungswerkstatt. Westlich der ThULB, nördlich des Stadtzentrums, befindet sich der Botanische Garten und gleich nördlich davon das am 18. Juli 1926 eröffnete Zeiss-Planetarium der Jenaer Architekten Schreiter und Schlag, das älteste erhaltene Planetariumsgebäude der Welt. Nordwestlich des Planetariums befindet sich das Griesbachsche Gartenhaus, auch Prinzessinnenschlösschen genannt, mit einer großen Gartenanlage, an die sich die von Ernst Neufert errichtete Mensa Philosophenweg anschließt.
Im Westen des Stadtzentrums steht am Ernst-Abbe-Platz mit dem Bau 15 das erste deutsche Hochhaus. Daneben befindet sich auf einem ehemaligen Fabrikgelände des Carl-Zeiss-Kombinates das Einkaufszentrum Goethe Galerie und der Bau 36. Der Bau 59 war das ehemalige Forschungshochhaus des VEB Carl Zeiss Jena. Ebenso sind im Westen der Stadt zwei Wohnhäuser des Bauhaus-Architekten Walter Gropius erhalten, das Haus Zuckerkandl (1927–1929) und das Haus Auerbach (1924). Beide Häuser wurden nach 1990 denkmalgerecht saniert und sind in Privatbesitz. Besonders bemerkenswert ist die einzige original erhaltene Bauhaus-Küche im Haus Zuckerkandl.
Zwischen Goethe-Galerie, dem Volkshaus und dem alten Klinikgelände Bachstraße wurde ein Denkmal für Ernst Abbe in Form eines Tempels mit einer Dachkonstruktion im Jugendstil errichtet. Architekt des Denkmals war Henry van de Velde. Das Volkshaus enthält Säle für diverse Veranstaltungen, die Probenräume der Jenaer Philharmonie und einen Großteil der Jenaer Stadtbibliothek, die Ernst-Abbe-Bibliothek.
Südlich des Stadtzentrums befindet sich die Altstadt Lobedas als Stadtteil Jenas mit Marktplatz, Rathaus und Schloss.
Südwestlich des Stadtzentrums befindet sich das Schillerhaus mit Garten und Theater, von dem nur noch der Bühnenraum steht. Die Volkssternwarte Urania Jena im Schillergässchen bietet regelmäßig öffentliche Himmelsbeobachtungen und astronomische Vorträge an. Südlich des Marktes steht ein ehemaliges Kino. Filmvorführungen fanden in dem historischen Gebäude der Jenaer Architekten Schreiter & Schlag letztmals im Jahr 2009 statt, doch dem Art-déco-Baustil der 1920er Jahre wurde bei der Sanierung nachhaltig Rechnung getragen.
Östlich des Stadtkerns befinden sich die Saale mit der Camsdorfer Brücke und das Gasthaus Grüne Tanne (im Besitz der Burschenschaft Arminia auf dem Burgkeller), der Gründungsort der Jenaischen Burschenschaft, die als Urburschenschaft bezeichnet wird. Die schwarz-rot-goldene Fahne, die heute als Deutschlandflagge Anwendung findet, hat hier ihren Ursprung.

#### Brücken
Stand 2018 überqueren 21 Brücken im Stadtgebiet an folgenden Stellen die Saale (stromabwärts) oder die Saale und die Roda:
- Maua – Sulza
- Jagdbergtunnel – Lobdeburgtunnel (Autobahn: 2 Saaletalbrücken Jena)
- Göschwitz – Neulobeda I (nur Eisenbahn)
- Göschwitz – Neulobeda II (nur Straßenbahn)
- Göschwitz – Neulobeda III (nur Rad-/Gehweg)
- Brückenfragment (nur Fernwärmeleitung)
- Fußgängerbrücke (dauerhaft gesperrt)
- Burgau – Im Wehrigt I (Alte Burgauer Brücke, nur Rad-/Gehweg)
- Burgau – Im Wehrigt II (Straßenbahn, Kfz-Anlieger-, Rad-, Fußverkehr)
- Burgau – Lobeda-Altstadt
- Ringwiese – Oberaue (Straßenbahn und Rad-/Gehweg)
- Lichtenhain – Oberaue (Neue Lichtenhainer Brücke, nur Rad-/Gehweg)
- Rasenmühleninsel – Oberaue (Sportplatzsteg, nur Rad-/Gehweg)
- Knebelstraße – Paradies (alte Paradiesbrücke, Straßenbahn und Rad-/Gehweg)
- Fischergasse – Stadtrodaer Straße (neue Paradiesbrücke)
- Steinweg – Wenigenjena (Camsdorfer Brücke)
- Löbstedter Straße – Wenigenjena (Griesbrücke, nur Rad-/Gehweg)
- Löbstedt – Wenigenjena (Wiesenbrücke)
- Zwätzen – Kunitz I (Kunitzer Hausbrücke, nur Rad-/Gehweg)
- Zwätzen – Kunitz II

Die alte Camsdorfer Brücke, welche zu den sieben Stadtwundern gehörte, wurde ab Juli 1912 abgetragen und bis November 1913 durch eine breitere ersetzt, die das steigende Verkehrsaufkommen bewältigen konnte. Sie wurde – wie alle anderen Jenaer Brücken – am Ende des Zweiten Weltkriegs durch die Wehrmacht gesprengt, 1946 mit Hilfe der Roten Armee wieder aufgebaut und war lange Zeit der einzige Saale-Übergang für Schwerlastverkehr im Jenaer Stadtgebiet. 2005 wurde sie auf Grund schwerwiegender Schäden saniert.
Weitere Brücken wurden erst im ausgehenden 19. Jahrhundert erbaut. Die Schützenbrücke (seit 1882) und der Wiesensteg hatten vor allem Bedeutung für den Fußgängerverkehr, insbesondere wegen der regen Bautätigkeit in Obercamsdorf und Wenigenjena. 1927/1928 wurde die Schützenbrücke durch die einige Meter stromaufwärts neu erbaute Paradiesbrücke und der Wiesensteg durch die stromaufwärts gelegene Griesbrücke ersetzt. Zwischen dem Südviertel und der Oberaue befindet sich eine weitere Fußgängerbrücke.
In den 1980er-Jahren wurde zwischen Neu-Lobeda-West und Göschwitz eine Brücke errichtet, die für Kfz prinzipiell gesperrt war. Wenige Meter stromaufwärts liegen Brücken für den Straßenbahn- bzw. Zugverkehr, die jeweils über Saale und Roda führen. In Burgau und mit der Paradiesbrücke wurden vorhandene Brücken aus den 1940er-Jahren genutzt.
Nach Eingemeindung umliegender Dörfer kamen die Saalebrücken zwischen Zwätzen und Kunitz, die Burgauer Brücke und die Mauaer Brücke dazu. Wie die Brücke in Burgau wurde auch die Kunitzer Hausbrücke, die Zwätzen und Kunitz verbindet, 1945 gesprengt. Letztere wurde aber im Jahr 2012 als Fußgängerbrücke wieder aufgebaut und entspricht in ihrer Erscheinung dem mittelalterlichen Vorbild. Der Autoverkehr wird über eine Neubaubrücke aus den 1980er Jahren geleitet.
In den 1990er Jahren wurde die Umgehung von Wenigenjena fertiggestellt, die den Jenzigweg im Ostteil von Wenigenjena (häufig Jena-Ost genannt) durch die Wiesenbrücke mit der Löbstedter Straße in Jena-Nord und mit der Innenstadt verbindet.

#### Burgen und Befestigungsanlagen

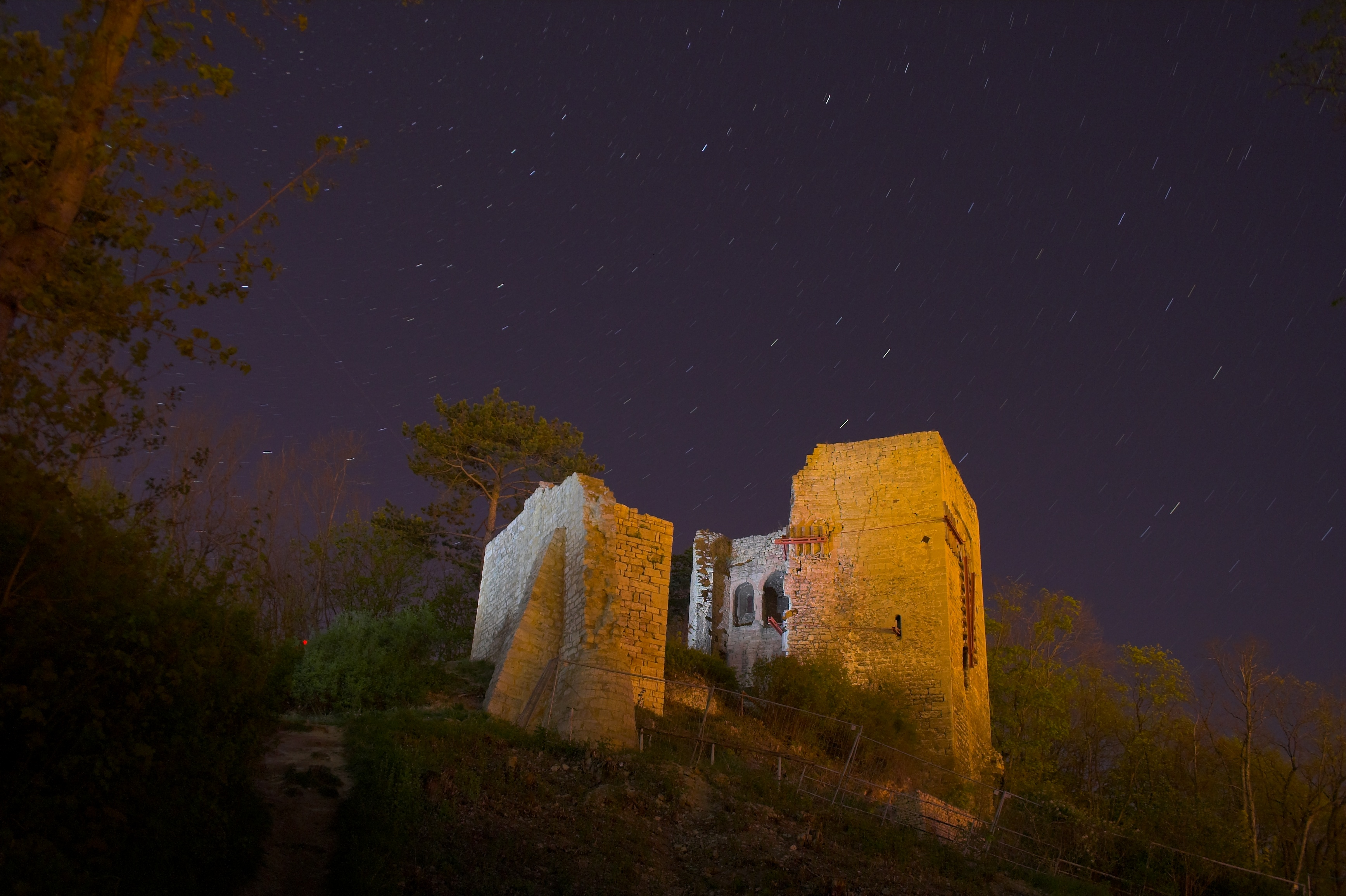
Die nächtliche Lobdeburg bei Jena-Lobeda

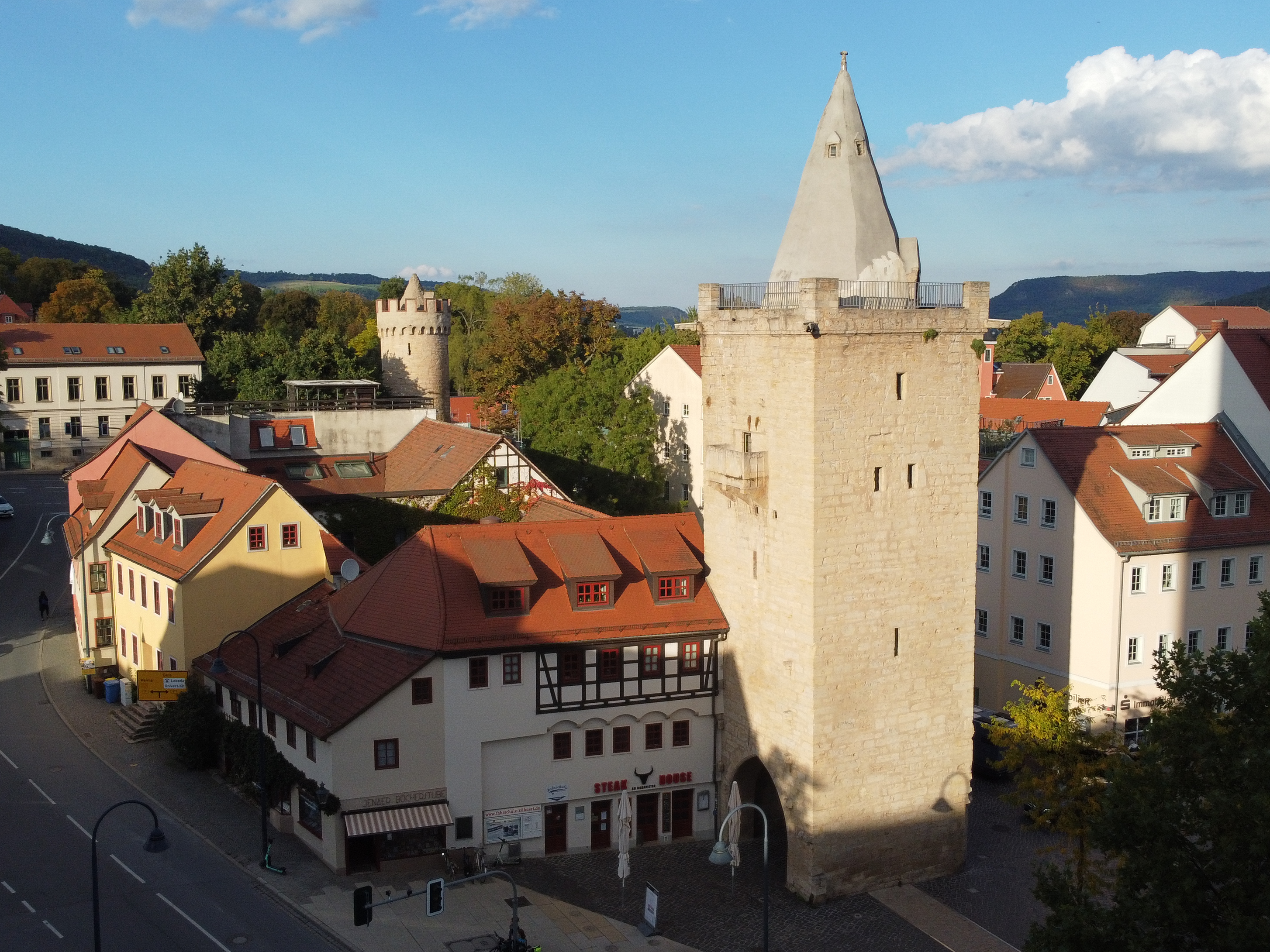
Das Johannistor, 2022

Von den ehemaligen Burgen von Jena sind nur Ruinen oder kleine Teile vorhanden. Die südlichste Burg ist die obere Lobdeburg. Die untere Lobdeburg ist nicht mehr existent. Sie lag höchstwahrscheinlich am Ende des Marktes. Das weitläufig als untere Lobdeburg bezeichnete Gebäude am Nordostrand der Altstadt ist ein Neubau des 20. Jahrhunderts. Eine weitere Burg der Lobdeburger befand sich in der Ortslage Burgau (Burgruine Burgau – geringe Mauerreste und Gräben erhalten auf Felsen neben der alten Saalebrücke), eventuell parallel zu einer Befestigungsanlage der Wettiner, die frühzeitig ein Amt danach benannten. Auf dem Johannisberg (zwischen Lobeda und Wöllnitz) befinden sich mehrere Befestigungsanlagen aus der späten Bronzezeit und dem frühen Mittelalter (9./10. Jahrhundert). Östlich des Stadtkerns von Jena befinden sich vier ehemalige Befestigungsanlagen, die Kirchberger Schlösser und eine Kaiserpfalz. Der Fuchsturm ist der Rest der Burganlage Kirchberg aus dem 12. Jahrhundert. Von Westen nach Osten erstrecken sich die Reste der Burgen Greifberg, Königspfalz Kirchberg (10. Jahrhundert), Kirchberg (12. Jahrhundert) und Windberg. Weiter nördlich auf dem Jenzig befindet sich eine prähistorische Wallanlage. Im Norden findet man die Ruine Kunitzburg, eigentlich Burg Gleisberg, ein ehemaliger Sitz von Reichsministerialen. Mit Sicherheit gab es innerhalb der eingemeindeten Dörfer eine Reihe von befestigten Adelssitzen, wie beispielsweise in Drackendorf, in Kunitz, in Isserstedt und in Lichtenhain.
In Jena selbst befand sich auf dem Gelände des heutigen Hauptgebäudes der Friedrich-Schiller-Universität das Stadtschloss, eine ehemalige Wasserburg, 1670 bis 1692 Regierungssitz des Herzogtums Sachsen-Jena. Es musste um 1900 dem Universitätsneubau weichen, der 1908 anlässlich des 350-jährigen Universitätsjubiläums eingeweiht wurde. Es blieben Grundmauern eines Schlossturmes davon erhalten.

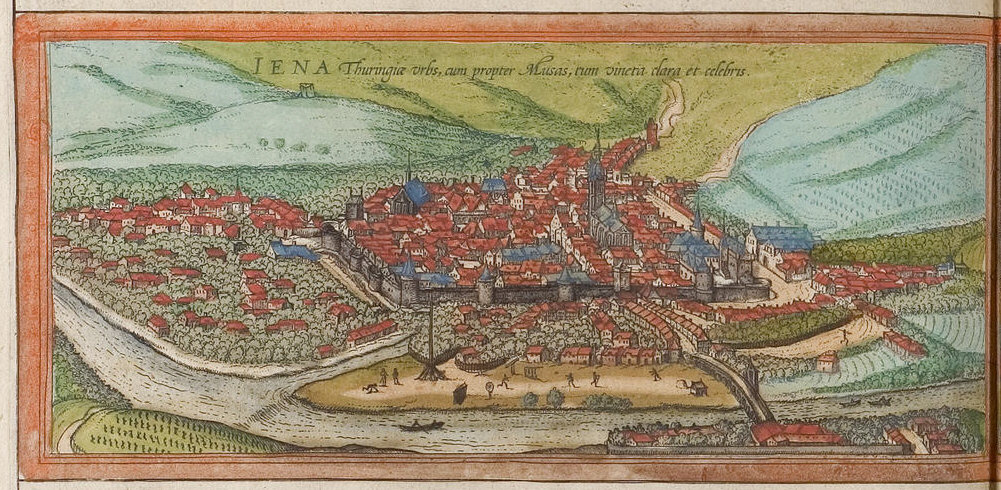
Jena mit der Wasserburg (Schloss Jena), Zeichnung von Georg Braun nach Original von Johannes Mellinger um 1570

#### Kirchen

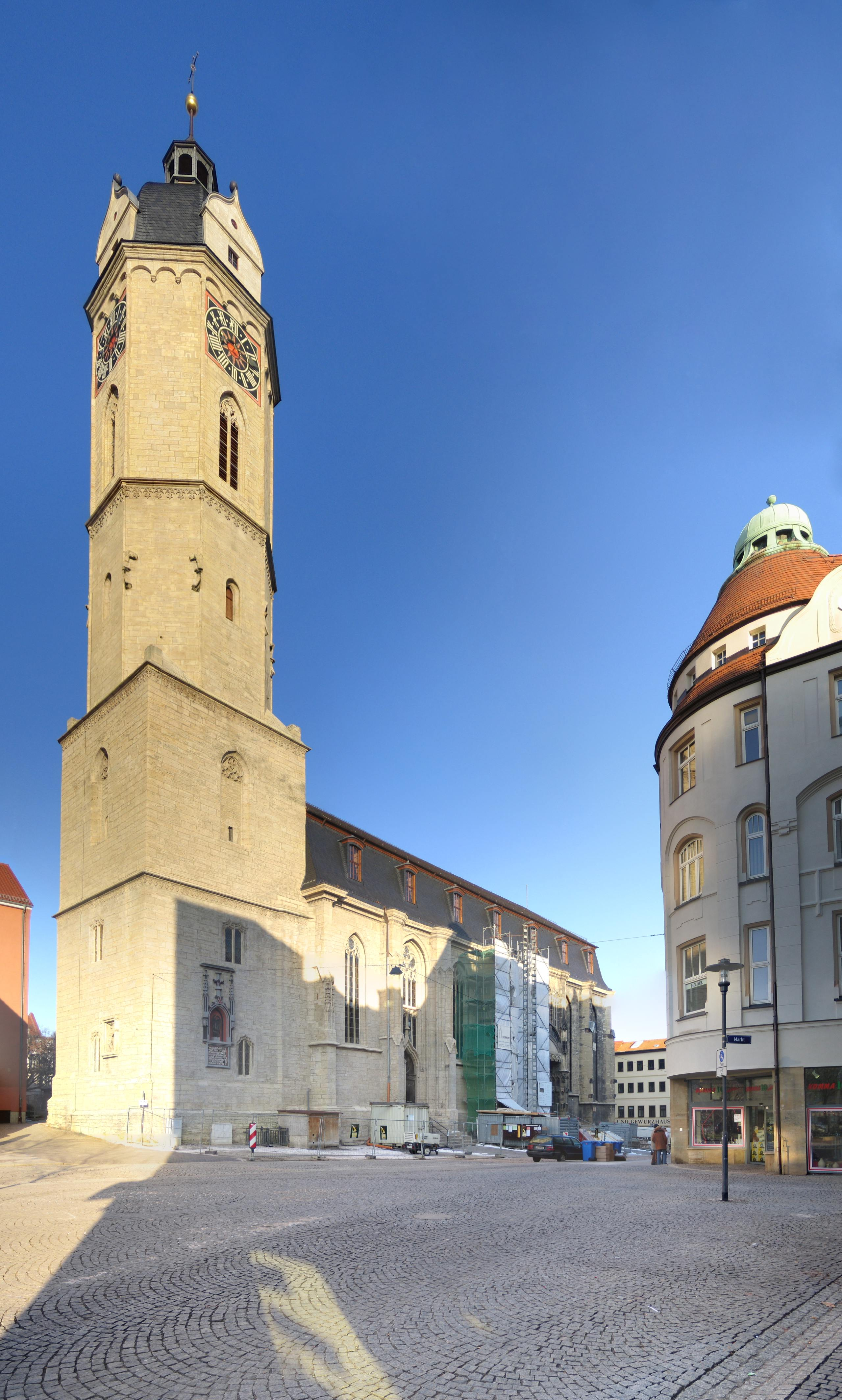
Evangelische Stadtkirche St. Michael im Stadtzentrum

Zum Kirchenkreis Jena gehören viele bedeutende Kirchen. Im Stadtzentrum befindet sich die spätgotische dreischiffige Stadtkirche St. Michael, die evangelische Parochialkirche (Hauptkirche) Jenas. Ihr Vorgängerbau, eine vermutlich im 12. Jahrhundert entstandene altromanische Pfarrkirche, erfuhr mehrere Umbauten, vor allem bei der Errichtung des Zisterziensernonnenklosters 1301, das nicht mehr besteht. Das Langhaus der heutigen Kirche wurde 1380–1506 errichtet, der Turm 1486–1557. Sie gilt als größte Hallenkirche Ostthüringens. Martin Luther hatte hier mehrmals gepredigt. Seine bronzene Grabplatte (aber nicht sein Grab) befindet sich seit 1571 hier. Erwähnenswert ist die restaurierte Renaissance-Einzeigeruhr der Kirche. Der Kirchenradweg Jena – Thalbürgel verbindet die Stadtkirche St. Michael mit der Klosterkirche Thalbürgel und führt an weiteren vier Kirchen des Kirchenkreises Jena vorbei.
Teile der römisch-katholischen Kirche St. Johannes Baptist in der Wagnergasse im Stadtzentrum bestehen bereits seit dem 9. Jahrhundert. Daher gilt die Kirche als eine der ältesten Jenas. Nahe der katholischen Kirche steht die ehemalige Garnisonskirche, jetzt Friedenskirche, eigentlich Johann-Georgs-Kirche. Nachdem Jena 1672 Hauptstadt des Herzogtums Sachsen-Jena geworden war, erbaute man 1686–1693 auf Anraten Johann-Georgs II., Herzog von Sachsen-Eisenach, die Kirche auf dem Gelände des alten Johannisfriedhofs, weil die alte Friedhofskapelle in einem sehr schlechten Zustand war und eine Renovierung höhere Kosten als ein Neubau verursacht hätte, und benannte sie nach ihm. Im Jahr 1743 wurde sie von Herzog Ernst August von Sachsen-Weimar der Jenaer Garnisonsgemeinde zugewiesen, deshalb der Name Garnisonskirche. Im Frühjahr 1938 wurden dort Thüringer evangelische Pfarrer auf Adolf Hitler vereidigt. Im Jahr 1946 wurde sie in Friedenskirche umbenannt.
Eine wichtige Rolle in der Stadtgeschichte spielten weitere Kirchen wie die Kollegienkirche als Universitätskirche des Collegium Jenense, entstanden aus dem ehemaligen Dominikanerkloster am Südwestende der Altstadt. Unweit davon befand sich am Engelplatz das Karmelitenkloster. Für die Reisenden und Kranken war vor allem die Kirche St. Nicolaus, die vor der Stadt im Bereich des heutigen Spittelplatzes stand, ein Ort des Gebetes.
Einer der Vorgängerbauten der Schillerkirche „Unserer lieben Frau“ war nach Meinung einiger Forscher die Kirche des alten Jani, die 937 im Zusammenhang mit der Burg Kirchberg erwähnt wurde. Die ersten Teile wurden im 14./15. Jahrhundert errichtet. Der Bau des Langhauses wurde erst 1557 „provisorisch“ beendet. Hier wurden am 22. Februar 1790 Friedrich Schiller und Charlotte von Lengefeld getraut.
Die Kirche St. Peter im Stadtteil Lobeda ist wahrscheinlich die älteste Kirche in Jena, da es sich hier um eine sogenannte Urpfarrei handelt, die bis zur Reformation Zentrum des Dekanats Lobeda innerhalb des Bistums Naumburg war. Die Dorfkirche St. Marien in Zwätzen war ehemals der Sitz der Deutschordensballei Thüringen. In der Auferstehungskirche in Drackendorf befindet sich die Grabstätte der Familie von Ziegesar, die enge Freunde von Goethe waren. Hier predigte auch der „Vogelpastor“ Christian Ludwig Brehm. Nach neuesten Forschungen entstand aus dem im 9. Jahrhundert erwähnten Liuthraha der Ort Leutra mit der ehemaligen Wehrkirche St. Nikolaus im Leutratal. 
Im Stadtteil Burgau befindet sich die Dreifaltigkeitskirche. Sie stammt aus dem Jahr 1330 und gehört zur Pfarrei Lobeda.

#### Friedhöfe
Den ältesten Friedhof in Jena, der bis ins 9. Jahrhundert zurückreicht, hat man im Bereich der Kirche Unserer lieben Frauen in Wenigenjena entdeckt. Der Stadtarchäologe Matthias Rupp nimmt deshalb an, dass in Wenigenjena der Ursprung und das erste Siedlungsgebiet Jenas liegt.
Der größte Friedhof ist der Nordfriedhof; der zweitgrößte der 1912 eingeweihte Ostfriedhof. Daneben gibt es noch den historisch bedeutsamen Johannisfriedhof, der wahrscheinlich im Zuge der planmäßigen Stadtanlage Jenas außerhalb der Stadtmauern errichtet und seit dem Mittelalter genutzt wurde. Im Verlauf des 19. Jahrhunderts wurde er zu klein für die expandierende Stadt, so wurde der Nordfriedhof angelegt. Der Johannisfriedhof wird seit 1978 nur noch als Park genutzt. Auf seinem Gelände befindet sich die Friedenskirche und auch das Grab von Carl Zeiß. Der Johannisfriedhof erstreckte sich früher bis zur katholischen Kirche, jedoch wurde er durch den Bau der heutigen Bundesstraße 7 nach Weimar stark verkleinert.
Die eingemeindeten Dörfer besitzen ebenfalls eigene Friedhöfe.
Die Grablegen der Pastoren und vornehmen Herren der Stadt befinden sich in St. Michael, in der Kollegienkirche, im Karmelitenkloster, im Hospital und in St. Nicolaus.

#### Sonstige Bauwerke

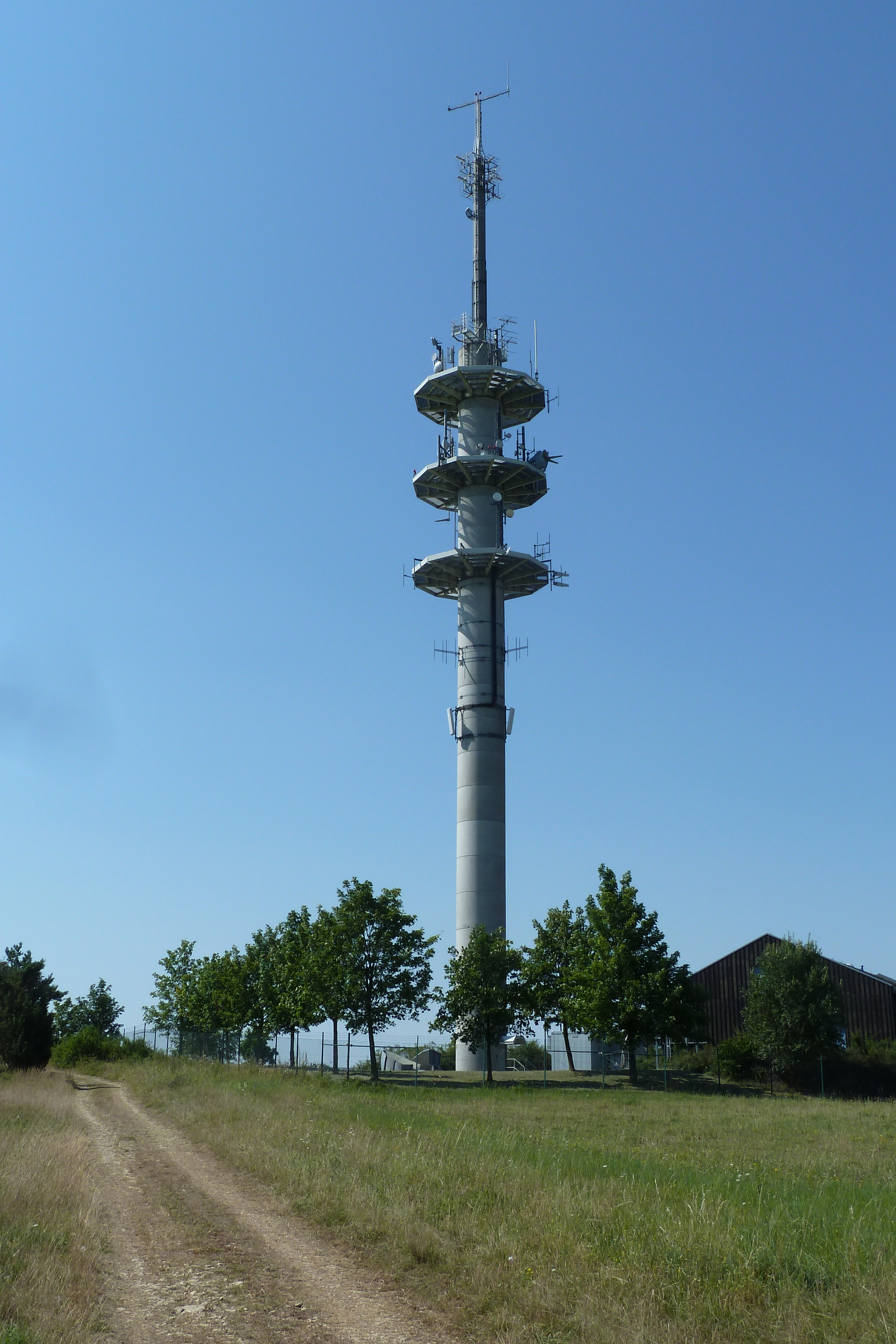
Fernmeldeturm bei Cospoth/Oßmaritz

Auf dem 280,8 m hohen Landgrafen steht der 1971 errichtete 30 Meter hohe Landgrafenturm, ein nicht mehr in Betrieb befindlicher Fernsehturm, der heute als Aussichtsturm genutzt wird.
Auf dem Berg Cospoth befindet sich an der Gemarkungsgrenze zu Bucha seit 1992 bei 50°52'49" nördlicher Breite und 11°33'57" östlicher Länge ein 91 Meter hoher Fernmeldeturm des Unternehmens Deutsche Funkturm, Tochtergesellschaft der Deutschen Telekom AG. Der Turm dient neben dem Richtfunk zur Verbreitung der nachfolgend aufgeführten Hörfunkprogramme:

##### Analoges Radio (UKW)
| Sendername            | Frequenz (in MHz) | Leistung (in kW) |
| --------------------- | ----------------- | ---------------- |
| Antenne Thüringen     | 90,9              | 1                |
| Landeswelle Thüringen | 106,1             | 1                |
| MDR Thüringen         | 88,2              | 1                |
| MDR Kultur            | 96,4              | 1                |
| MDR AKTUELL           | 89,5              | 0,2              |
| MDR Jump              | 101,9             | 1                |
| Radio OKJ             | 103,4             | 0,32             |
| Schlager Radio        | 104,5             | 0,32             |

##### Digitales Radio (DAB+)
DAB+ wird in vertikaler Polarisation und im Gleichwellenbetrieb mit anderen Sendern ausgestrahlt.
| Block                       | Programme (Datendienste) | ERP (kW) | Antennen- diagramm rund (ND), gerichtet (D) | Polarisation horizontal (H)/ vertikal (V) | Gleichwellennetz (SFN) |
| --------------------------- | --- | -------- | ------------------------------------------- | ----------------------------------------- | --- |
| 5C DRDeutschland (D__00188) | DAB+ Block der Media Broadcast: - Absolut relax (72 kbps) - Dlf (104 kbps) - Dlf Kultur (112 kbps) - Dlf Nova (104 kbps) - DRadio DokDeb (48 kbps) - Energy Digital (72 kbps) - ERF Plus (64 kbps) - Klassik Radio (72 kbps) - Radio Bob (72 kbps) - Radio Horeb (48 kbps) - Radio Schlagerparadies (64 kbps) - Schwarzwaldradio (64 kbps) - sunshine live (72 kbps) - DRadio Daten (32 kbps Daten) - EPG Deutschland (16 kbps Daten) - TPEG (16 kbps Daten) - TPEG_MM (16 kbps Daten)                                           | 5        | ND                                          | V                                         | - Baden-Württemberg: Aalen, Baden-Baden (Fremersberg), Bad Mergentheim, Blauen, Brandenkopf, Donaueschingen, Feldberg im Schwarzwald, Freiburg (Vogtsburg-Totenkopf), Geislingen (Oberböhringen), Großerlach (Hohe Brach), Heidelberg (Königstuhl), Heilbronn (Schweinsberg), Hochrhein (Rickenbach), Hornisgrinde, Pforzheim (Schömberg-Langenbrand), Raichberg, Ravensburg (Höchsten), Reutlingen, Stuttgart (Frauenkopf), Ulm (Kuhberg) - Bayern: Amberg (Hirschau), Aschaffenburg (Pfaffenberg), Augsburg (Hotelturm), Bad Tölz (Gaißach), Balderschwang, Bamberg (Geisberg), Büttelberg, Brotjacklriegel, Dillberg, Grünten, Herzogstand, Hochberg (Traunstein), Hoher Bogen, Inntal (Ebbs), Ingolstadt (Gelbelsee), Kreuzberg/Rhön, Landshut (Altdorf), München (Olympiaturm), Nennslingen (Büchelberg), Nürnberg, Oberammergau, Ochsenkopf, Passau, Pfänder, Pfaffenhofen, Pfarrkirchen, Pfronten, Regensburg (Hohe Linie), Unterringingen, Untersberg, Wendelstein (Bayrischzell), Würzburg (Frankenwarte) - Berlin: Berlin (Alexanderplatz), Berlin (Scholzplatz) - Brandenburg: Bad Belzig, Booßen, Brandenburg/Havel, Calau, Casekow, Cottbus, Eberswalde (geplant), Eisenhüttenstadt, Neuruppin (geplant), Petkus, Pritzwalk, Templin - Bremen: Bremen (Walle), Bremerhaven-Schiffdorf - Hamburg: Hamburg (Moorfleet), Hamburg (Heinrich-Hertz-Turm) - Hessen: Bad Hersfeld (Rimberg), Biedenkopf (Sackpfeife), Fulda (Hummelskopf), Frankfurt (Europaturm), Gelnhausen (Schnepfenkopf), Gießen (Dünsberg), Großer Feldberg, Hardberg, Hohe Wurzel, Hoher Meißner, Kassel (Habichtswald), Mainz-Kastel - Mecklenburg-Vorpommern: Garz (Rügen), Güstrow, Malchin, Neubrandenburg-Süd, Neustrelitz (geplant), Rostock (Toitenwinkel), Röbel, Schwerin (Zippendorf-Gr.Dreesch), Torgelow, Wismar/Rüggow, Züssow - Niedersachsen: Aurich-Popens, Braunschweig (Broitzem), Braunschweig (Drachenberg), Cuxhaven-Stadt, Dannenberg, Göttingen (Bovenden-Osterberg), Hannover (Telemax), Lingen, Lüneburg-Neu Wendhausen, Molbergen-Peheim, Osnabrück (Bramsche-Schleptruper Egge), Hildesheim (Sibbesse), Steinkimmen, Uelzen, Visselhövede, Wilhelmshaven - Nordrhein-Westfalen: Aachen (Karlshöhe), Bergneustadt-Wiedenest (R), Bielefeld (Hünenburg), Bonn (Venusberg), Dortmund (Florianturm), Düsseldorf (Rheinturm), Eggegebirge, Herscheid, Hochsauerland (Hunau), Hürtgenwald-Großhau, Köln (Colonius), Langenberg, Lügde-Rischenau (Köterberg), Meschede (geplant), Minden (Jakobsberg), Münster (Fernmeldeturm), Schöppingen, Siegen-Süd, Wesel - Rheinland-Pfalz: Bad Kreuznach (Schanzenkopf), Bad Marienberg (Westerwald), Bornberg, Daun (Eifel), Edenkoben (Kalmit), Heckenbach-Schöneberg (Ahrweiler), Haardtkopf (geplant), Idar-Oberstein, Kaiserslautern, Kettrichhof, Koblenz (Kühkopf), Schnee-Eifel (geplant), Trier (Petrisberg) - Saarland: Merzig-Merchingen, Saarbrücken (Schoksberg) - Sachsen: Chemnitz, Dresden, Geyer, Leipzig, Löbau, Neustadt, Freiberg (Niederschöna), Oschatz, Schöneck, Zwickau Ost - Sachsen-Anhalt: Brocken, Burg, Dequede, Petersberg, Pettstädt (Weißenfels), Schneidlingen, Wittenberg - Schleswig-Holstein: Bungsberg, Bredstedt, Flensburg, Garding, Heide, Helgoland, Hennstedt, Itzehoe, Kiel (Kronshagen), Lübeck (Stockelsdorf), Schleswig, Niebüll (Süderlügum), Westerland (Sylt) - Thüringen: Bleßberg (Sonneberg), Erfurt-Hochheim, Gera, Inselsberg, Jena (Oßmaritz), Kulpenberg, Lobenstein (Sieglitzberg), Saalfeld (Remda), Weimar (Ettersberg) |
| 5D Antenne DE (D__00364)    | DAB-Block von Antenne Deutschland: - 80s80s (72 kbps) - 90s90s (72 kbps) - Absolut Bella (72 kbps) - Absolut Germany (72 kbps) - Absolut Hot (72 kbps) - Absolut Oldie (72 kbps) - Absolut Top 2000er (72 kbps) - AIDAradio (72 kbps) - Ballermann Radio (72 kbps) - Beats Radio (72 kbps) - Brillux Radio (72 kbps) - Nostalgie (72 kbps) - Oldie Antenne (72 kbps) - RTL Radio (72 kbps) - Rock Antenne (72 kbps) - Toggo Radio (72 kbps)                                                                                      | 5        | ND                                          | V                                         | - Bayern: Amberg (Hirschau), Bamberg (Geisberg), Ingolstadt (Gelbelsee), Kreuzberg/Rhön, Nürnberg, Ochsenkopf, Pfaffenhofen, Regensburg (Hohe Linie), Würzburg (Frankenwarte) - Berlin: Berlin (Alexanderplatz), Berlin (Scholzplatz) - Brandenburg: Casekow, Cottbus, Pritzwalk - Bremen: Bremen (Walle) - Hamburg: Hamburg (Heinrich-Hertz-Turm) - Mecklenburg-Vorpommern: Rostock (Toitenwinkel), Schwerin (Zippendorf-Gr.Dreesch), Züssow - Niedersachsen: Braunschweig (Broitzem), Cuxhaven-Stadt, Göttingen (Bovenden-Osterberg), Hannover (Telemax), Hildesheim (Sibbesse/Griesberg), Lüneburg-Neu Wendhausen, Molbergen-Peheim, Osnabrück (Bramsche-Schleptruper Egge), Visselhövede - Nordrhein-Westfalen: Bielefeld (Hünenburg), Minden (Jakobsberg) - Sachsen: Dresden, Geyer, Leipzig, Löbau/Schafberg, Oschatz, Schöneck - Sachsen-Anhalt: Brocken, Burg, Petersberg, Wittenberg - Schleswig-Holstein: Flensburg, Heide, Kiel (Kronshagen), Lübeck (Stockelsdorf) - Thüringen: Erfurt-Hochheim, Gera, Inselsberg, Jena (Oßmaritz), Kulpenberg, Lobenstein (Sieglitzberg), Weimar (Ettersberg) |
| 8B Thueringen (D__00229)    | DAB+ Block des MDR: - MDR Jump (88 kbps) - MDR Kultur (88 kbps) - MDR Tweens (80 kbps) - MDR Sputnik (88 kbps) - MDR Aktuell (72 kbps) - MDR Klassik (112 kbps) - MDR Schlagerwelt (TH) (88 kbps) - MDR Thüringen Mitte-West (Erfurt) (88 kbps) - MDR Thüringen Ost (Gera) (88 kbps) - MDR Thüringen Süd (Suhl) (88 kbps) - MDR Thüringen Nord (Heiligenstadt) (88 kbps) - MDR TPEG (16 kbps) - MDR EPG (16 kbps) | 4        | ND                                          | V                                         | Altenburg, Bleßberg (Sonneberg), Dingelstädt, Erfurt (Funkhaus), Gera (Langenberg), Hoher Meißner, Inselsberg, Jena (Oßmaritz), Kreuzberg, Kulpenberg, Lobenstein (Sieglitzberg), Reichenbach (Netzschkau), Saalfeld (Kulm), Saalfeld (Remda), Suhl (Erleshügel), Weimar (Ettersberg) |
| 12B DAB Thueringen          | DAB+ Block der TLM - Antenne Thüringen (72 kbps) - Antenne Thüringen (West) (72 kbps) - Antenne Thüringen (Mitte) (72 kbps) - Antenne Thüringen (Ost) (72 kbps) - Landeswelle Thüringen (72 kbps) - Landeswelle Thüringen (West) (72 kbps) - Landeswelle Thüringen (Mitte) (72 kbps) - Landeswelle Thüringen (Ost) (72 kbps) - Radio Top 40 (72 kbps) - Antenne Thüringen Classics (72 kbps) - Antenne Ostalgie (72 kbps) - Schlager Radio (72 kbps) - 89.0 RTL (72 kbps) - NIUS - Das Radio (72 kbps) - Dorfkindradio (72 kbps) | 10       | ND                                          | V                                         | Erfurt-Hochheim, Inselsberg, Jena-Oßmaritz, Weimar (Ettersberg) |

### Schutzgebiete
Im Stadtgebiet befinden sich sieben ausgewiesene Naturschutzgebiete (Stand Januar 2017).

### Parks
- Volkspark Oberaue
- Paradies
- Botanischer Garten
- Grießbachscher Garten
- Friedensberg mit Kriegerdenkmal
- Goethepark in Drackendorf

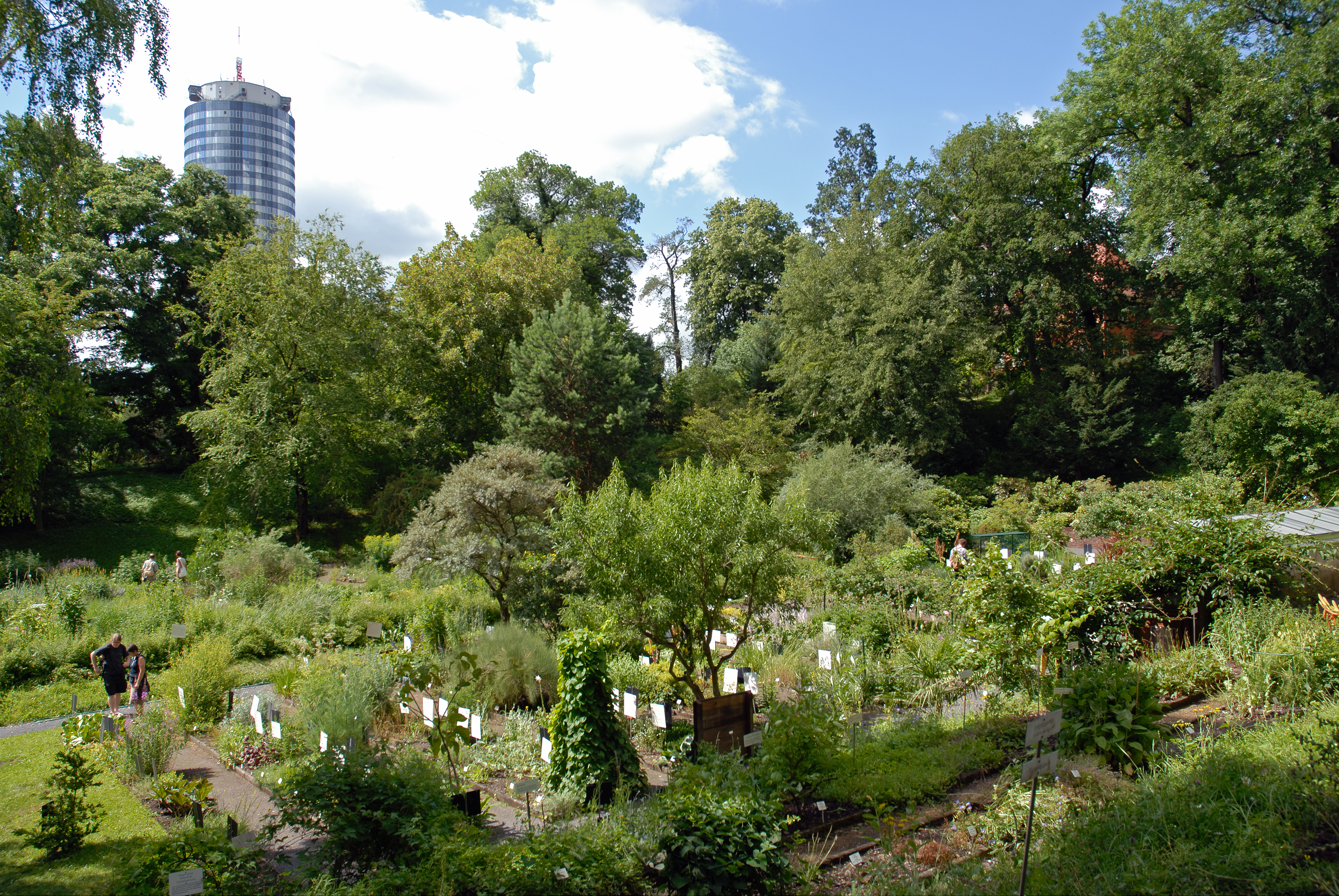
Blick in den Botanischen Garten, im Hintergrund der JenTower

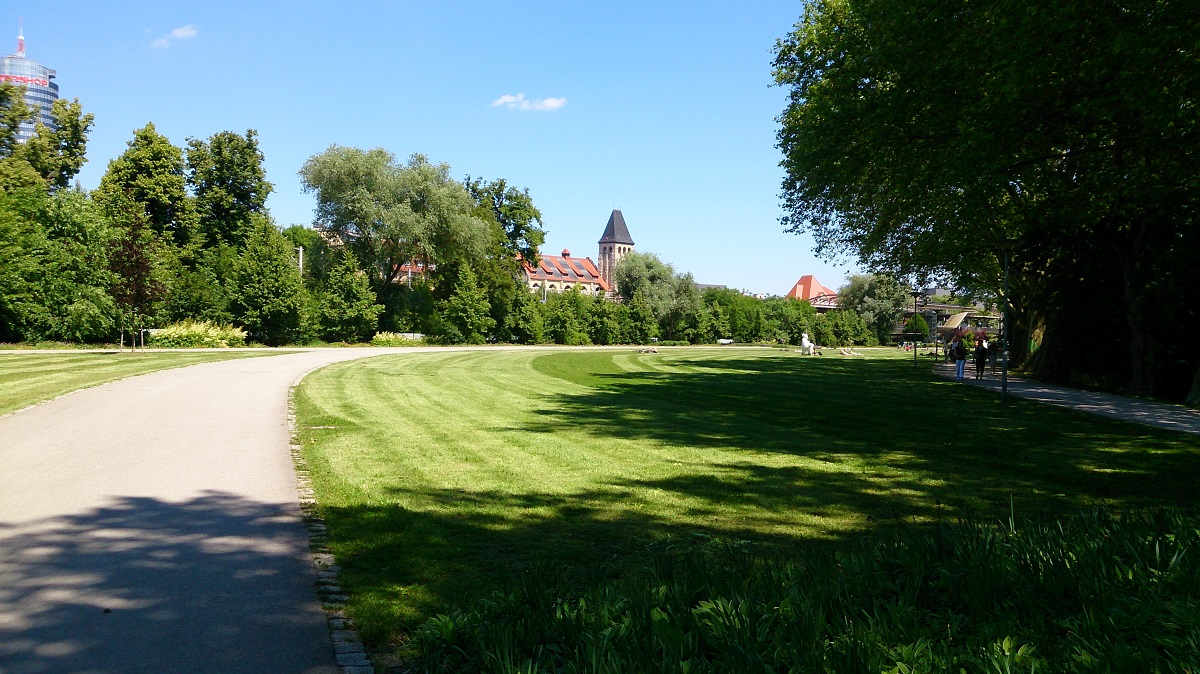
Paradiespark mit Paradiesbahnhof im Hintergrund

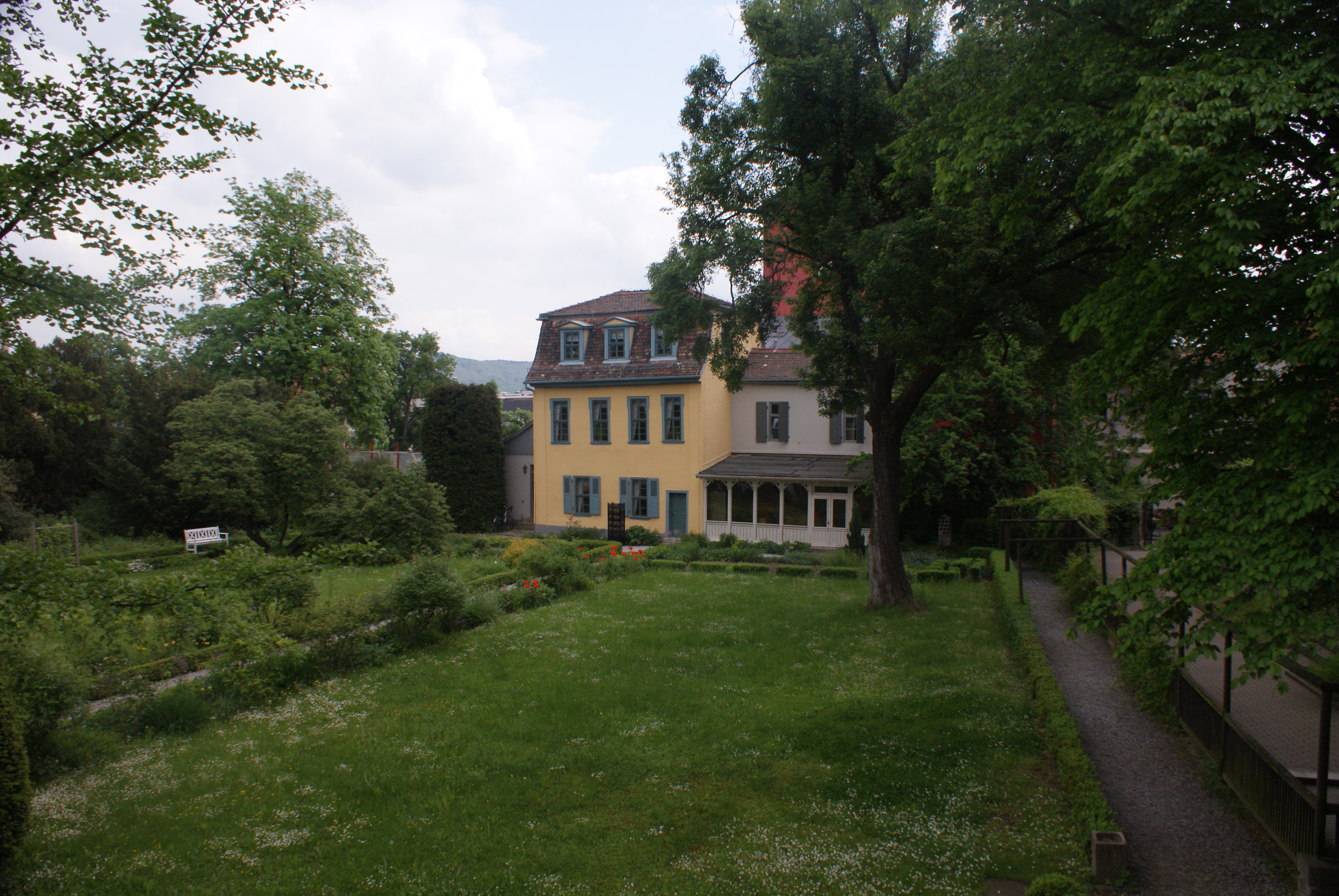
Schillers Gartenhaus mit dem davorliegenden Garten von der Gartenzinne aus gesehen

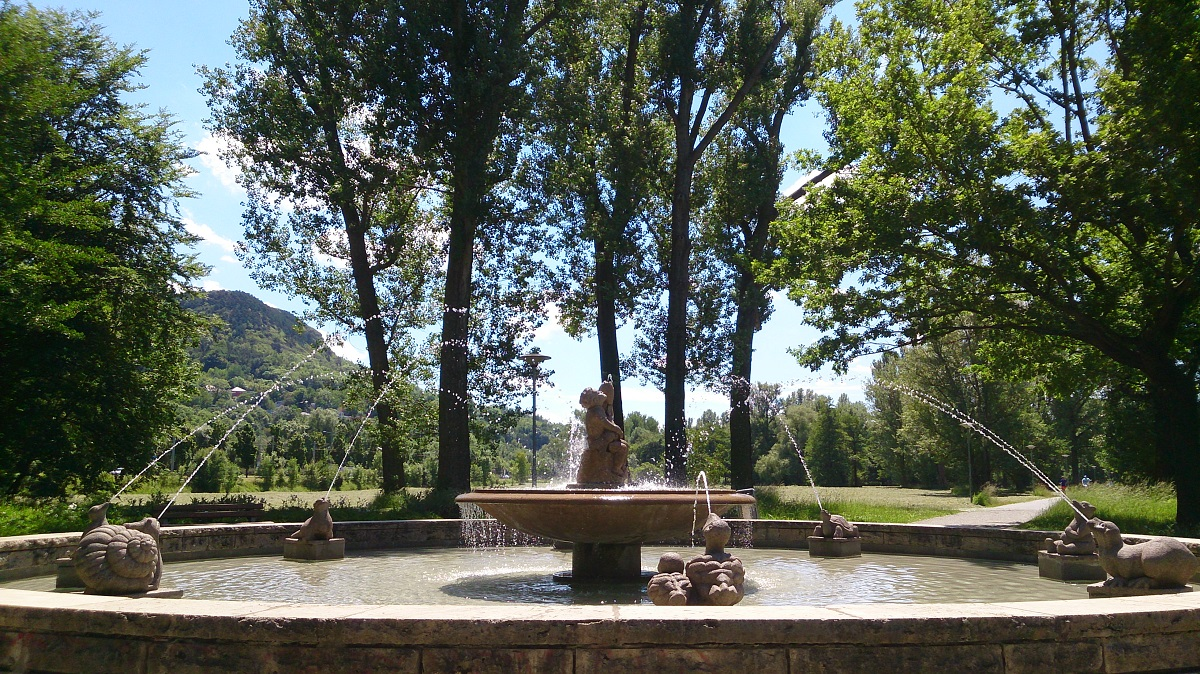
Tier- bzw. Märchenbrunnen im Paradiespark

- Schillers Garten mit Häuschen Gartenzinne
- Park an der Leutra in Jena-West
- Lobdepark in Neulobeda-Ost
- Trießnitz in Winzerla
- Landfeste
- Saaleufer in Wenigenjena
- Johannisfriedhof (Jena) (ehemaliger Friedhof)

### Sport
2021 bewarb sich die Stadt als Host Town für die Gestaltung eines viertägigen Programms für eine internationale Delegation der Special Olympics World Summer Games 2023 in Berlin. 2022 wurde sie als Gastgeberin für Special Olympics Lettland ausgewählt. Damit wurde sie Teil des größten kommunalen Inklusionsprojekts in der Geschichte der Bundesrepublik mit mehr als 200 Host Towns.

### Regelmäßige Veranstaltungen
- April: Holzmarkt
- April/Mai: Cellu l’art Kurzfilmfest
- April/Mai: Jazzfrühling
- April/Mai: Kreativarena
- Mai: Frühlingsmarkt
- Mai/Juni: Langstreckenwanderung „Horizontale“ rund um Jena
- Juni: Festival de Colores, Lange Nacht der Museen
- Juni/Juli: Camsdorfer Brückenfest
- Juli: Töpfermarkt
- Juli bis August: Kulturarena, siebenwöchiges Open-Air-Musikfestival im Zentrum
- August/September: Thüringer Kammermusiktage (alle zwei Jahre)
- September: Brunnenfest am Romantikerhaus
- September/Oktober: Altstadtfest
- Oktober/November: Jenaer Jazztage
- Oktober/November: Irische Tage
- Oktober/November: Kreativarena
- November: Lichtbildarena, dreitägiges Festival mit Dia-Live-Reportagen und Kultur
- November: Theater in Bewegung, internationales Tanz- und Bewegungstheaterfestival im Theaterhaus (alle zwei Jahre)
- Dezember: Weihnachtsmarkt

### Freizeit- und Sportanlagen

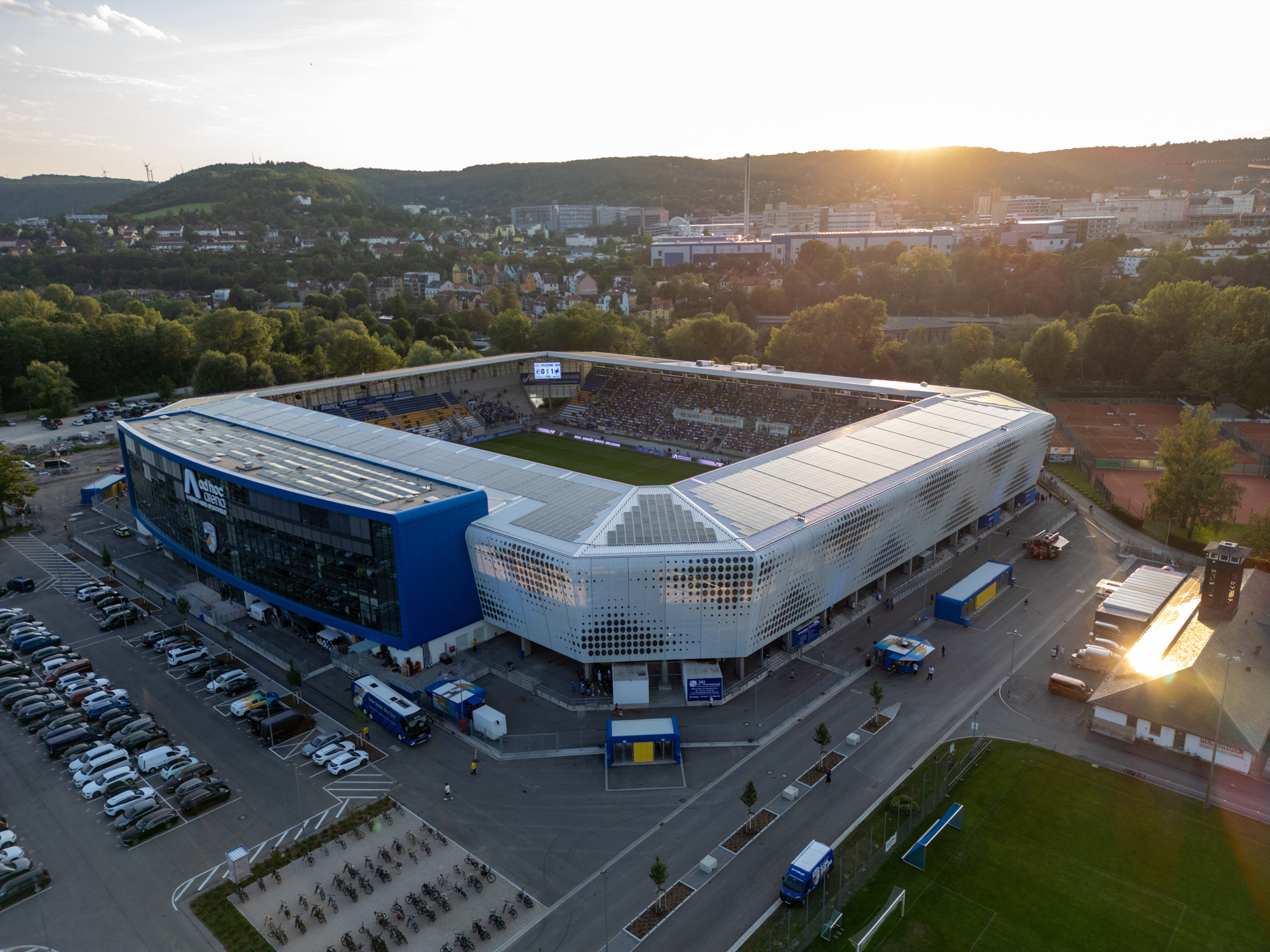
Die ad hoc arena im Ernst-Abbe-Sportfeld (Juli 2024)

In Jena gibt es mehrere Sportanlagen. Die größte ist das Ernst-Abbe-Sportfeld, die Heimspielstätte des FC Carl Zeiss Jena, mit einer Kapazität von 15.432 Zuschauern. Dazu kommen der Post-Sportplatz in Jena-Ost neben dem Ostbad, ein Sportplatz in Jena-Zwätzen und ein Leichtathletik Stadion an der Wöllnitzer Straße, unterhalb der Kernberge mit einer Tribüne, für 500 Zuschauer.
Unweit des Stadions befindet sich der Großteil des Universitätssportgeländes Oberaue. Es beherbergt den USV Jena, den größten Sportverein Thüringens. Das Universitätssportzentrum umfasst drei Spielfelder, die multifunktional genutzt werden können. Der Hauptplatz mit Leichtathletikanlage fasst 2000 Zuschauer. Die populärsten Abteilungen des USV Jena sind der FF USV Jena (Frauenfußball der 1. Liga) und die Rugby-Abteilung, welche eine Damenmannschaft in der Regionalliga und eine Herrenmannschaft in der 2. Bundesliga stellt. Der USV unterhält zudem eine Dreifelderhalle unweit des USZ. Im Sportzentrum Oberaue tragen die Fußballvereine SV Schott Jena und SV Jenapharm Jena ihre Heimspiele aus.
Die Halle mit dem größten Fassungsvermögen ist die Sparkassen-Arena, Spielort des Basketball-Bundesligisten Science City Jena. Sie bietet bei Basketballspielen bis zu 3000 Zuschauern Platz.
Zudem wird die Werner-Seelenbinder-Halle in Neulobeda-West, die 1.500 Zuschauern Platz bietet, vom Rollstuhlbasketballverein Jena Caputs genutzt und ist allgemein Austragungsort für kleine Veranstaltungen.
Dazu kommen Sporthallen verschiedener Schulen sowie der Sporthallenkomplex des TuS Jena gegenüber dem Ernst-Abbe-Sportfeld. Dieser wird auch vom Sportgymnasium genutzt.
Auf der Saale wird in der warmen Jahreszeit Wassersport in Form von Kanu-, Kajak- und Ruderbootfahren betrieben. In den vergangenen Jahren wurde die Saale auch im Jenaer Abschnitt für den Wassersport ausgebaut. Die einschlägigen Clubs sind am westlichen Saaleufer angesiedelt. Hier ist auch eine Slalomstrecke auf dem Fluss eingerichtet.
In Jena befinden sich drei Sportstätten für den Klettersport. Das Kletterzentrum rocks ist mit 2400 m² die größte Kletter- und Boulderhalle Thüringens und das Plan B die größte reine Boulderhalle Thüringens. Eine der beiden Hallen ist meist eine Station der Boulder Bundesliga. Zusätzlich befindet sich eine Halle auf der Fläche der Imaginata. Die Sektion Jena des Deutschen Alpenverein ist mit über 2200 Mitgliedern einer der größten Sportvereine Thüringens.
Im Stadtteil Münchenroda befindet sich der Golfplatz des Golfclubs Weimar-Jena e. V.
Der Flugsport ist am Flugplatz Jena-Schöngleina angesiedelt. Gelegentlich nutzen Hängegleiter-, Gleitschirm- und Motorschirmflieger die Hänge um Jena zum Starten. Das Paradies wird bei gutem Wetter als Startzone für Heißluftballonfahrten genutzt.
Für Hunde befindet sich in der Nähe des Landgrafen eine Trainingsanlage.

### Nachtleben

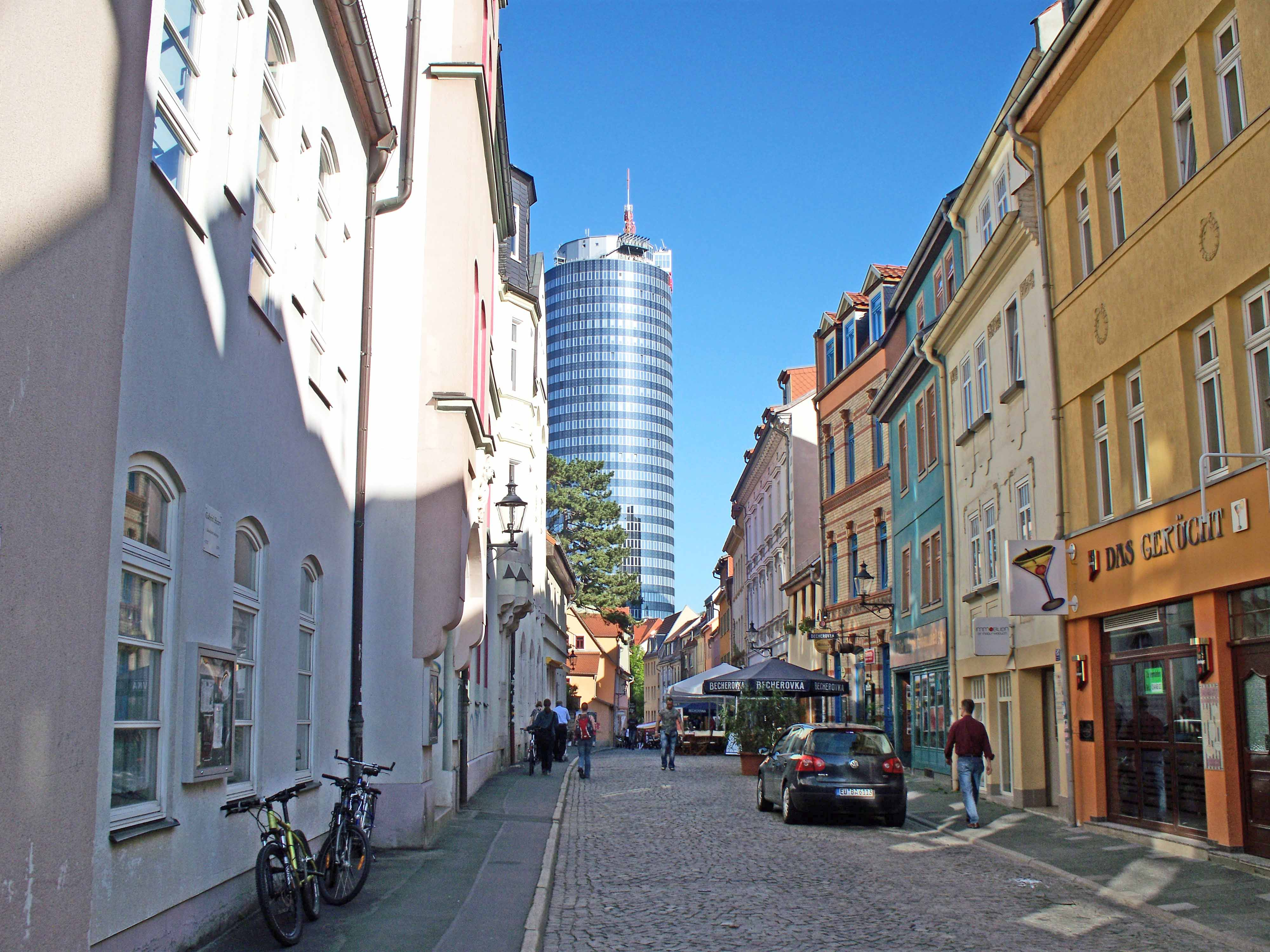
Wagnergasse im Stadtzentrum

Zentrum des Jenaer Nachtlebens ist die Wagnergasse und ihre nähere Umgebung. Hier sind vor allem Kneipen und Cafés angesiedelt. Ältester Studentenclub ist seit 1966 der Rosenkeller in der Johannisstraße. Hier finden unter anderem jede Woche mehrere Konzerte unterschiedlichsten Genres statt.
Unterhalb des Westbahnhofes befindet sich das Zentrum für Jugend- und Soziokultur Kassablanca, in dem seit Anfang der 1990er Jahre viele Künstler auftraten. Jena bietet noch einige andere Nachtclubs in Zentrumsnähe.

## Wirtschaft und Infrastruktur
Jena gehört zu den drei Oberzentren Thüringens. Nach Jena pendeln mehr Arbeitnehmer ein als von Jena auspendeln. Jena wird neben den Städten Erfurt und Ilmenau als Teil des Thüringer Technologiedreiecks bezeichnet. Im Zukunftsatlas 2022 belegte die kreisfreie Stadt Jena Platz 24 von 400 Landkreisen und kreisfreien Städten in Deutschland und zählt damit zu den Orten mit „sehr hohen Zukunftschancen“.
Jena ist Mitglied in der Metropolregion Mitteldeutschland.

### Kennzahlen
Im Jahr 2016 erbrachte Jena, innerhalb der Stadtgrenzen, ein Bruttoinlandsprodukt (BIP) von 4,464 Milliarden Euro und belegte damit Platz 69 innerhalb der Rangliste der deutschen Städte nach Wirtschaftsleistung. Das Bruttoinlandsprodukt pro Kopf lag im selben Jahr bei 40.609 Euro (Thüringen: 27.674 Euro / Deutschland 38.180 Euro) und damit über dem regionalen und nationalen Durchschnitt. Etwa 60 Prozent wurde mit Dienstleistungen erwirtschaftet, weitere 30 Prozent entfielen auf das produzierende Gewerbe. Im Jahr 2013 existierten insgesamt 4255 Betriebe, davon 28 mit mehr als 250 Mitarbeitern.
Der Umsatz der Unternehmen des verarbeitenden Gewerbes mit 50 und mehr Beschäftigten betrug 2014 1,41 Milliarden Euro. Die Exportquote der Unternehmen des verarbeitenden Gewerbes mit 50 und mehr Beschäftigten lag bei 59,9 Prozent (2014) und ist damit die höchste Thüringens.
Zum 30. Juni 2017 gab es in Jena 55.192 sozialversicherungspflichtige Arbeitsplätze und 40.810 Einwohner der Stadt waren sozialversicherungspflichtig beschäftigt. Daraus ergibt sich ein Einpendlerüberschuss von 14.382 Personen, womit die Stadt nach Erfurt in Thüringen an zweiter Stelle liegt. Dabei standen 25.610 Einpendlern 11.267 Auspendler gegenüber, wobei 14.155 aus den Nachbarkreisen Saale-Holzland-Kreis, Weimarer Land und Weimar, 6.673 aus den an diese grenzenden Kreisen sowie Gotha und dem Altenburger Land und 4.782 sozialversicherungspflichtig Beschäftigte aus weiter entfernteren Regionen in Jena arbeiteten. Demgegenüber hatten 4.391 Jenaer ihren Arbeitsplatz in den Nachbarkreisen, 3.265 im zweiten Ring und 3.611 in entfernteren Regionen. Durch den Aufschwung seit etwa 2005 hat sich die Arbeitsmarktsituation verbessert, sodass die Arbeitslosenquote im April 2024 bei 5,9 Prozent lag.
In Hotels und anderen Unterkünften gab es 2014 insgesamt 313.100 Übernachtungen. Die durchschnittliche Aufenthaltsdauer lag bei knapp zwei Tagen.

### Wirtschaftsgeschichte und ansässige Unternehmen

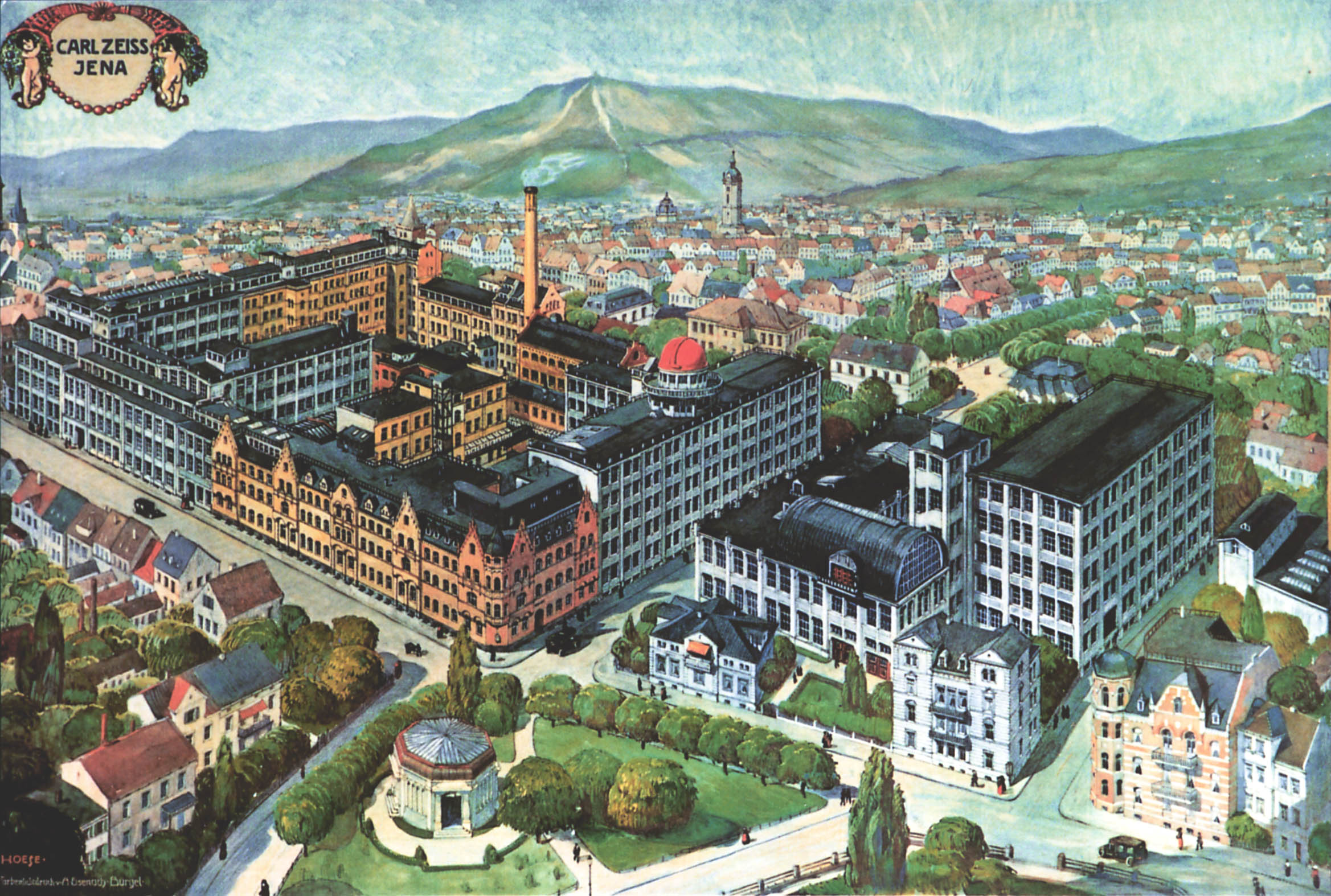
Das Zeisswerk um 1910

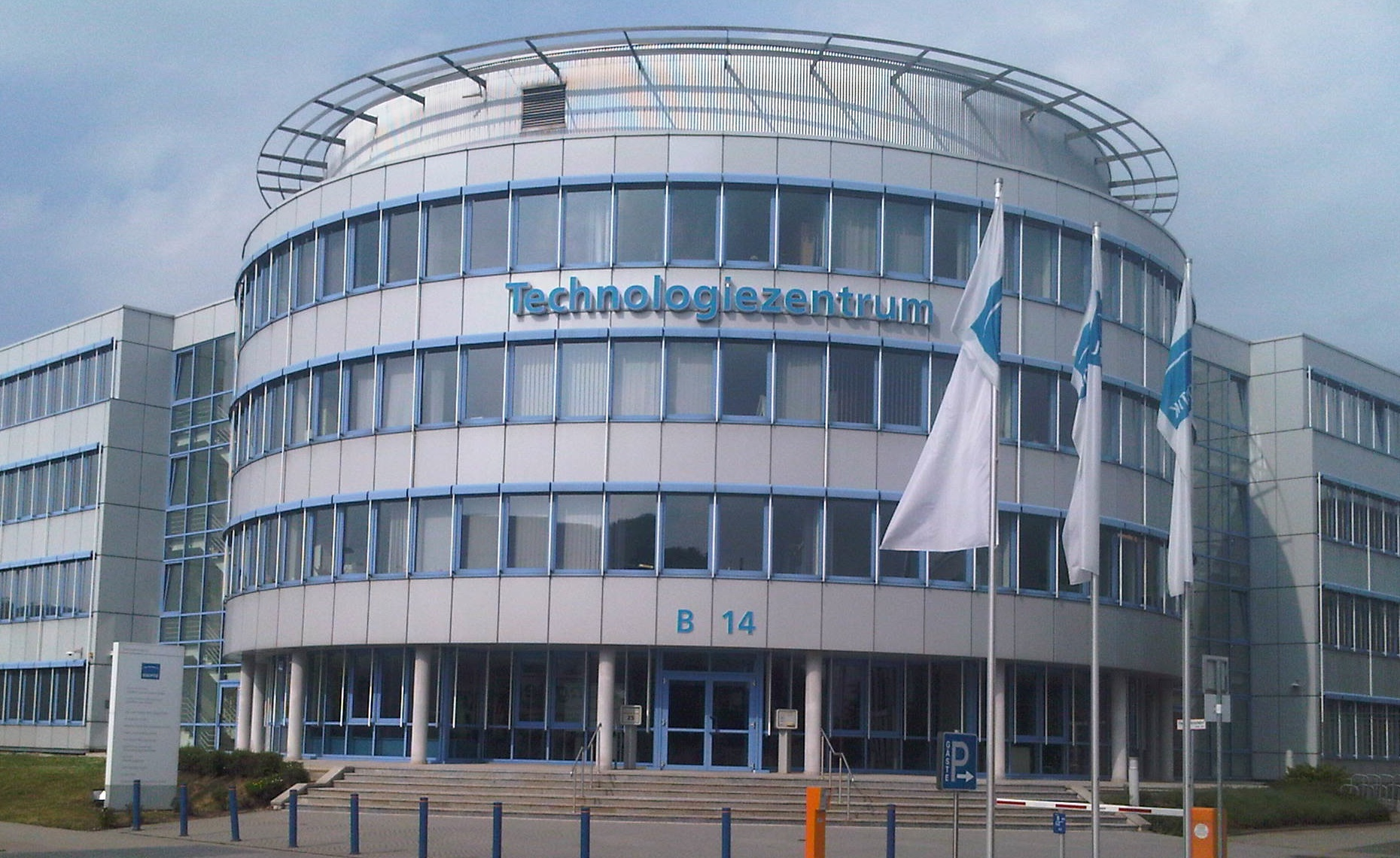
Jenoptik Technologiezentrum in Göschwitz

Seit dem 19. Jahrhundert ist in Jena die Glas- und Optikindustrie ansässig. Durch Erfindungen, die das Mikroskop revolutionierten, und die Entwicklung des Planetariums sind die einschlägigen Unternehmen weltweit bekannt. Nach dem Zweiten Weltkrieg wurden die Unternehmen Carl Zeiss Jena GmbH und SCHOTT JENAer GLAS GmbH durch emigrierte Wissenschaftler und Angestellte in Westdeutschland neu gegründet. Bis Juli 1945 deportierten die amerikanischen Besatzer einen Großteil des Know-how in Form von Wissenschaftlern und Aufzeichnungen in ihre Besatzungszone. Danach erfolgte unter der sowjetischen Besetzung die Demontage der Industrie und deren Deportation in die Sowjetunion. Anfangs baute die Jenaer Bevölkerung die Städtische Industrie selbst wieder auf, bis auch die sowjetischen Besatzer in der neugegründeten DDR den Wiederaufbau unterstützten, um sie gegenüber der Bundesrepublik Deutschland zu stärken. Später entstand das Kombinat VEB Carl Zeiss Jena. Die Schottwerke wurden ebenfalls in ein Kombinat umgewandelt. Zusätzlich entstand in der DDR-Zeit mit Jenapharm ein pharmazeutisches Unternehmen, das aus dem in den vierziger Jahren gegründeten bakteriologischen Labor des Glaswerkes Schott hervorging. Aus dem Glaswerk wurde später der Bereich Glasfaser ausgegliedert und ging im Januar 2007 mehrheitlich in die Leoni AG über.
Nach der Wende wurde das volkseigene Großkombinat Carl Zeiss, in dem fast alle optischen Unternehmen der DDR zusammengeschlossen waren, privatisiert. Carl Zeiss Oberkochen übernahm die Verantwortung für das optische Kerngeschäft. Für den überwiegenden Teil der Jenaer Werke wurde ein Sanierer gesucht und mit Lothar Späth gefunden. In Jena entstand die Carl Zeiss Jena GmbH als Tochterunternehmen von Zeiss Oberkochen und die Jenoptik GmbH als Rechtsnachfolgerin des ehemaligen Kombinats mit Späth an der Spitze. 1998 wagte die Jenoptik als Aktiengesellschaft den Schritt an die Börse.
Vier börsennotierte Unternehmen haben ihren Hauptsitz in Jena: Jenoptik AG, Carl Zeiss Meditec AG, Intershop AG und die DEWB AG. Analytik Jena hat sich 2015 von der Börse zurückgezogen.
Das Kombinat VEB Jenapharm suchte nach der Wende einen Käufer und fand ihn in der Gehe AG. Später wurde der Betrieb durch die Schering AG übernommen. Das Unternehmen hat sich als Marktführer im Bereich der oralen Kontrazeptiva in Deutschland etabliert und gehört heute zur Bayer Pharma AG. Eine ganze Reihe pharmazeutischer Institute und Unternehmen haben sich im Umfeld angesiedelt.
Wacker Chemie AG und Schott Solar gründeten ein Gemeinschaftsunternehmen, das am 16. April 2008 ein Werk zur Herstellung von Silizium-Wafern für die Solarindustrie in Betrieb nahm. Nach dem Rückzug von Wacker Ende September 2009 beschäftigte SCHOTT Solar etwa 350 Mitarbeiter an dem Standort. Ende März 2012 wurde die Waferproduktion in Jena eingestellt.
Im Rahmen der BioRegio-Initiative mit dem Konzept „Bioinstrumente“ wurden zahlreiche Biotechnologieunternehmen gegründet. Unternehmen dieser Branche, die ihren Hauptsitz in Jena haben, sind Analytik Jena und CyBio. Biolitec hat seinen Hauptsitz nach Wien verlegt. Seit der Übernahme von Clondiag 2006 ist der Medizintechnikkonzern Alere in der Stadt vertreten. Die WACKER Biotech GmbH produziert therapeutische Proteine mit biotechnologischen Verfahren. Sie wurde 1999 unter dem Namen ProThera GmbH als Ableger des Hans-Knöll-Instituts in Jena gegründet und ist seit 2005 eine vollständige Tochter der Wacker Chemie AG.
Die Deutsche Effecten- und Wechsel-Beteiligungsgesellschaft AG (kurz: DEWB), eine ehemalige Tochtergesellschaft der Jenoptik AG, die sich auf die Finanzierung und Entwicklung junger Unternehmen auf dem Gebiet der optischen Technologien und der Sensorik spezialisierte, hat ihren Hauptsitz in Jena. Die Sparkasse Jena-Saale-Holzland ist das größte Finanzunternehmen mit Sitz in der Stadt.
Jena gilt als eines der Zentren im Bereich des Elektronischen Handels in Deutschland. Intershop entwickelte sich seit Mitte der 1990er Jahre als einer der Vorreiter in der Entwicklung von Onlineshops. Nach dem Platzen der Dotcom-Blase verlor das Unternehmen jedoch wesentlich an Wert. Neben Internetagenturen sind weitere Unternehmen wie T-Systems Multimedia Solutions, ESET und Demandware in der Stadt vertreten.
Im Bereich Sicherheitstechnik hat der US-amerikanische Cross-Match-Technologies-Konzern seit der Übernahme der britischen Smiths Heimann Biometrics-Gruppe (SHB) im August 2005 eine Zweigstelle in Jena. Zudem ist Jena wichtiger Standort der Rüstungsindustrie, die sich vor allem im Bereich der optischen Betriebe etabliert hat. Schon vor 1990 war Carl Zeiss Jena in diesem Bereich tätig. Zeiss produziert Zielgeräte und andere militärische Ausrüstungsgegenstände.
Jena-Optronik, eine EADS/Astrium-Tochter, die bis 2010 zu Jenoptik gehörte, entwickelt Sensoren für Satelliten und Sonden sowie Instrumente zur Erdbeobachtung und Erkundung des Weltalls.
Unter dem Dach der Holding Stadtwerke Jena GmbH sind mehrere kommunale Betriebe angesiedelt. Strom-, Gas- und Fernwärmeversorgung sowie weitere Dienstleistungen stellen die Stadtwerke Energie Jena-Pößneck GmbH bereit. Den Straßenbahn- und Busverkehr innerhalb der Stadt betreibt die Jenaer Nahverkehr GmbH. Mehrere Bäder werden von der Jenaer Bäder und Freizeit GmbH betrieben. Der größte Wohnungsanbieter in Jena (14.440), Blankenhain (263) und Hermsdorf (144) Wohneinheiten, die Jenawohnen GmbH (zuvor SWV GmbH), gehört ebenfalls zum Verbund.
Mit etwa 7500 Wohnungenseinheiten ist die 1954 gegründete Wohnungsgenossenschaft Carl Zeiss e. G. der zweitgrößte Vermieter in Jena und Dornburg-Camburg.

### Ansässige Branchennetzwerke
- InfectoGnostics Forschungscampus Jena e. V. (Infektionsdiagnostik, Point-of-Care-Technologien)[99]
- medways e. V. (Medizintechnik, Bioanalytik, Laborgerätetechnik)[100]
- OptoNet Jena e. V. (Optik und Photonik)[101]
- SpectroNet (Bildverarbeitung)[102]
- Jena Digital e. V. (Software und E-Commerce)[103]

### Region Erfurt-Weimar-Jena „Die ImPuls-Region“
Die an der „Thüringer Städtekette“ nebeneinander aufgereihten Städte Jena, Weimar und Erfurt arbeiten bei aller Konkurrenz seit der Vorbereitung zum Kulturstadtjahr „Weimar 99“ in ausgewählten Bereichen zusammen. Ein markantes Ergebnis dieser Kooperation ist der Verbundtarif zur Nutzung (fast aller) Busse, Straßenbahnen und DB-Züge in der Region mit nur einem Fahrschein. Die Kooperation wurde 2005 durch ein neues ImPuls-Regionalkonzept auf Bereiche jenseits von Tourismus und Nahverkehr ausgedehnt. Zu den gesamtregionalen Zielen gehört vor allem die wirtschaftliche Zusammenarbeit unter der Marke „Erfurt-Weimar-Jena Die ImPuls-Region“, die außer den genannten Städten auch den Landkreis Weimarer Land mit einschließt.

### Verkehr

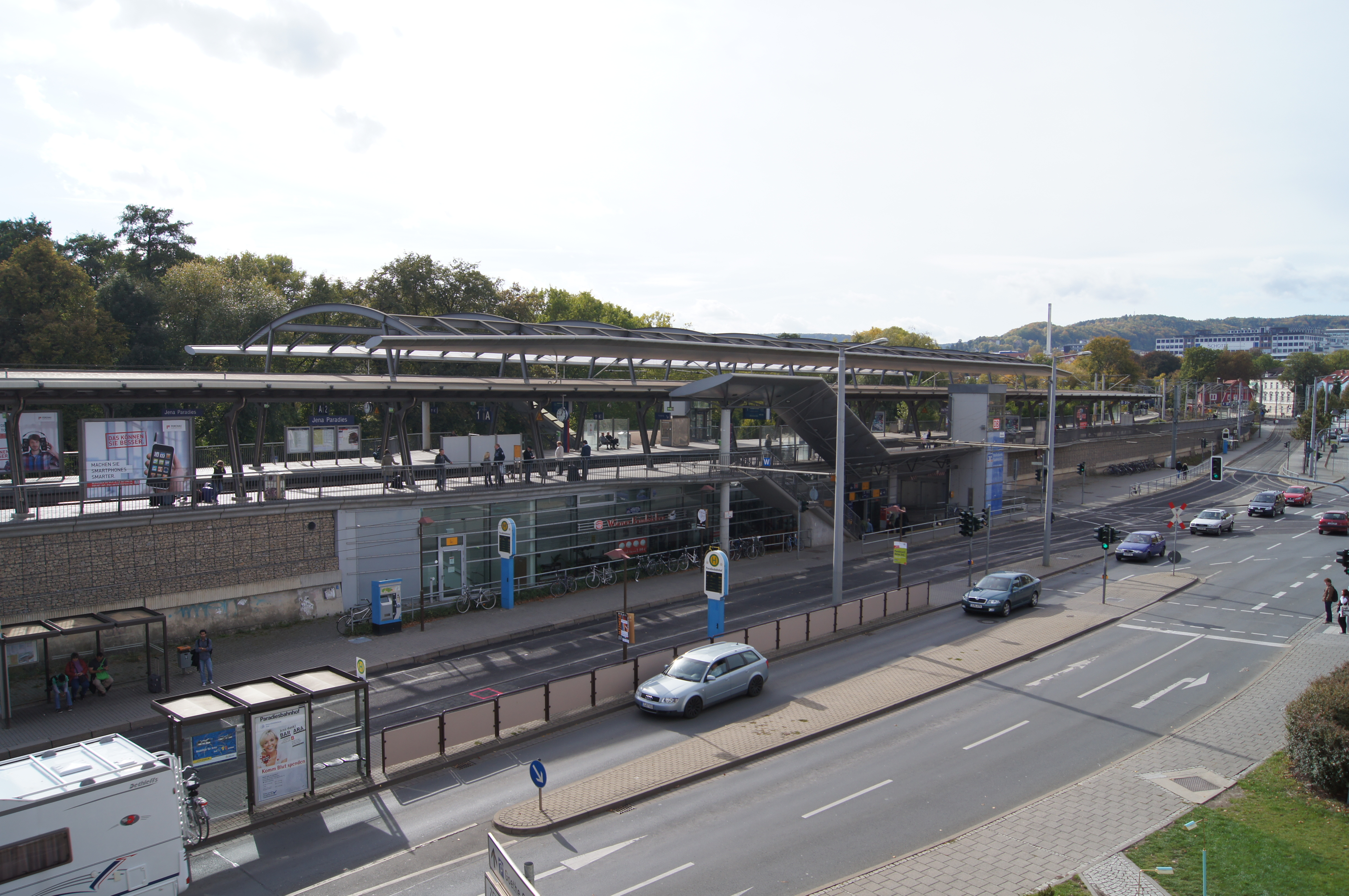
Paradiesbahnhof Jena

Die „Leitlinien Mobilität in Jena 2030“ wurden am 14. Februar 2018 durch den Stadtrat beschlossen. Sie bilden die Grundlage für die weitere Verkehrsentwicklungsplanung in Jena bis 2030.

#### Schienenverkehr
Jena verfügt im Stadtgebiet über drei Bahnhöfe sowie zwei Haltepunkte und ist ein Bahnknotenpunkt. Hier kreuzen sich die Bahnstrecke Großheringen–Saalfeld (Saalbahn) und die Bahnstrecke Weimar–Gera (Holzlandbahn), „Mitte-Deutschland-Verbindung“.
Alle Züge in Ost-West-Richtung verkehren über den Bahnhof Jena-Göschwitz und den Bahnhof Jena West. Die Verbindungen in Nord-Süd-Richtung führen über den Haltepunkt Jena-Zwätzen, den Saalbahnhof, den Haltepunkt Jena Paradies und ebenfalls den Bahnhof Jena-Göschwitz, wo sich die beiden Bahnstrecken treffen. Im Bereich zwischen Göschwitz und der Ringwiese war in den 1970er und 1980er Jahren ein Hauptbahnhof geplant, der jedoch nie über das Planungsstadium hinaus kam.
Bis 2001 wurde der Saalbahnhof als Fernverkehrshalt Jenas genutzt, ehe er vom Haltepunkt Jena Paradies als solchem abgelöst wurde. Am 12. Juni 2005 wurde dort ein neues, modernes Empfangsgebäude eröffnet, das die im Rahmen des Umbaus genutzten provisorischen Holzbahnsteige ablöste. Jena Paradies wurde im Stundentakt von ICE auf der Relation von Berlin über Leipzig und Nürnberg nach München angefahren. Diese Züge werden seit Fertigstellung der Neubaustrecken Leipzig/Halle–Erfurt und Erfurt–Nürnberg im Dezember 2017 über Erfurt und somit nicht mehr über Saalfeld und Jena geführt. Mit dem IC erreicht man mehrmals täglich unter anderem Leipzig, Nürnberg, Stuttgart und Karlsruhe.
Im Regionalverkehr sind unter anderem Weimar, Erfurt, Göttingen, Gera, Glauchau, Rudolstadt, Saalfeld (Saale), Lichtenfels, Pößneck, Blankenstein, Großheringen, Naumburg (Saale) sowie mittels eines einzelnen Regionalexpress Die.–Do. Bamberg und Nürnberg direkt erreichbar.

#### Straßen-, Fahrrad- und Fußgängerverkehr

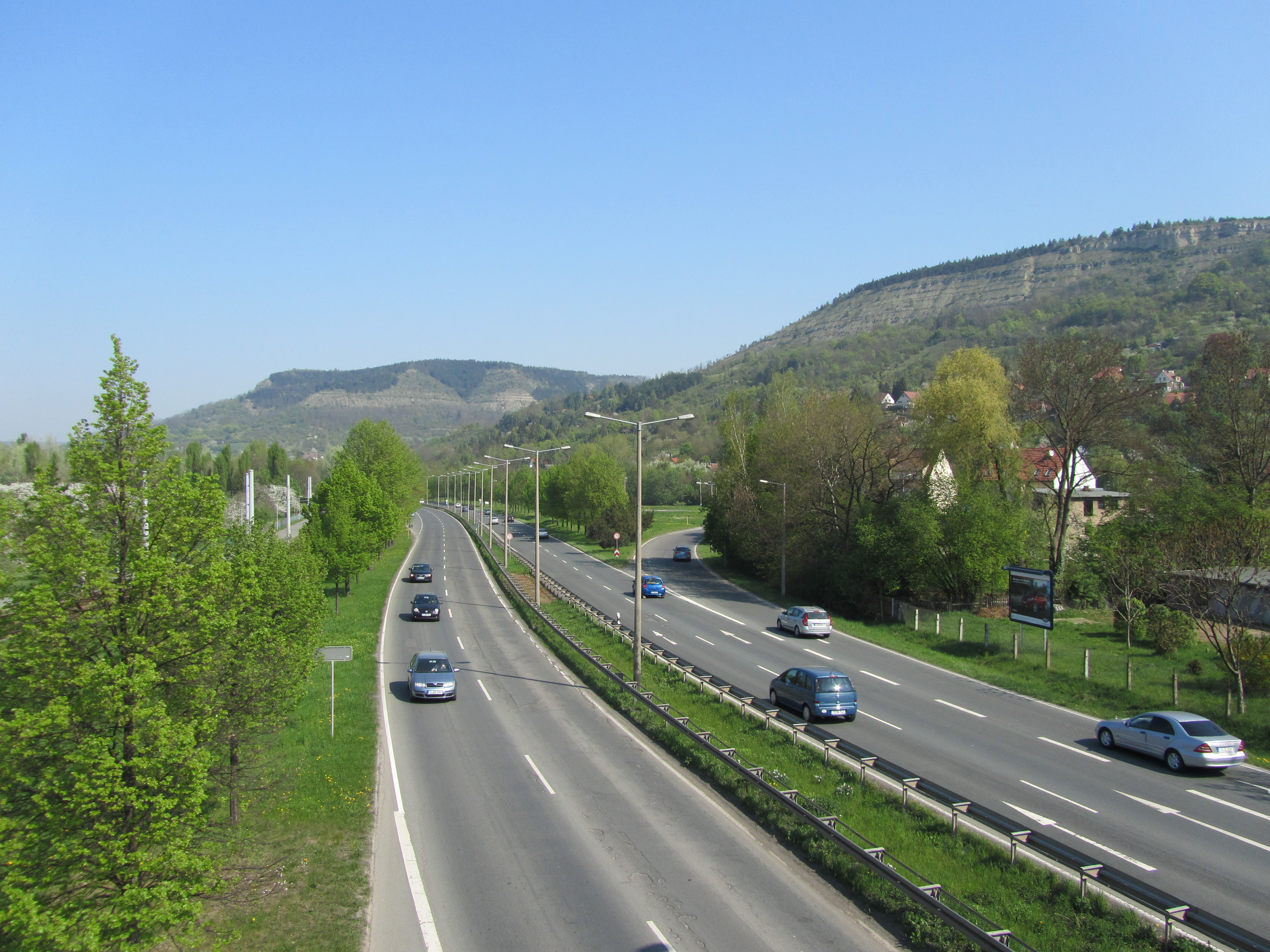
Die Stadtrodaer Straße ist die wichtigste innerstädtische Schnellstraße und verbindet das Zentrum mit Lobeda

Durch das südliche Stadtgebiet führt in West-Ost-Richtung die Bundesautobahn 4 (Frankfurt am Main –) Erfurt – Chemnitz – Dresden – Görlitz. Die Stadt ist über die Anschlussstellen Jena-Göschwitz und Jena-Zentrum erreichbar. Ferner führen die B7 und die B88 durch Jena.
Für das Jahr 2009 erfasste die Polizei 2779 Straßenverkehrsunfälle, davon 362 mit Personenschaden. Der gesamte Kraftfahrzeugbestand betrug 45.920, davon waren 40.782 Personenkraftwagen.
In Jena kreuzen sich zwei Radfernwege – der Saale-Radweg und der Radfernweg Thüringer Städtekette. Beide sind Teil des sogenannten Radnetz Deutschland von 12 Fernradwegen, die im Nationalen Radverkehrsplan 2002–2012 der Bundesregierung ausgewiesen sind. Der Saale-Radweg ist Teil der Ostsee-Oberbayern-Route. Der Radfernweg Thüringer Städtekette ist Teil der Mittelland-Route, die von Aachen (aus Westeuropa kommend) bis Zittau (und weiter nach Osteuropa) führt. Durch Jena führen auch der Thüringer Mühlenradweg und der Kirchenradweg Jena – Thalbürgel.
Der Anteil des Fahrradverkehrs am gesamten Verkehrsaufkommen in der Stadt (Modal Split) lag 2018 bei 15,1 Prozent (alle Wege der Einwohner) bzw. 16,5 Prozent (nur Wege innerhalb der Stadtgrenze). Nach Ergebnissen des „Systems der repräsentativen Verkehrsbefragungen“ (SrV) von 2009 und 2013 hat Jena deutschlandweit eine Spitzenposition inne im Anteil des Fußverkehrs (38 Prozent) mit steigender Tendenz seit 2003, während der motorisierte Individualverkehr (MIV) im Modal Split auf 34 Prozent gefallen ist.

#### Öffentlicher Personennahverkehr

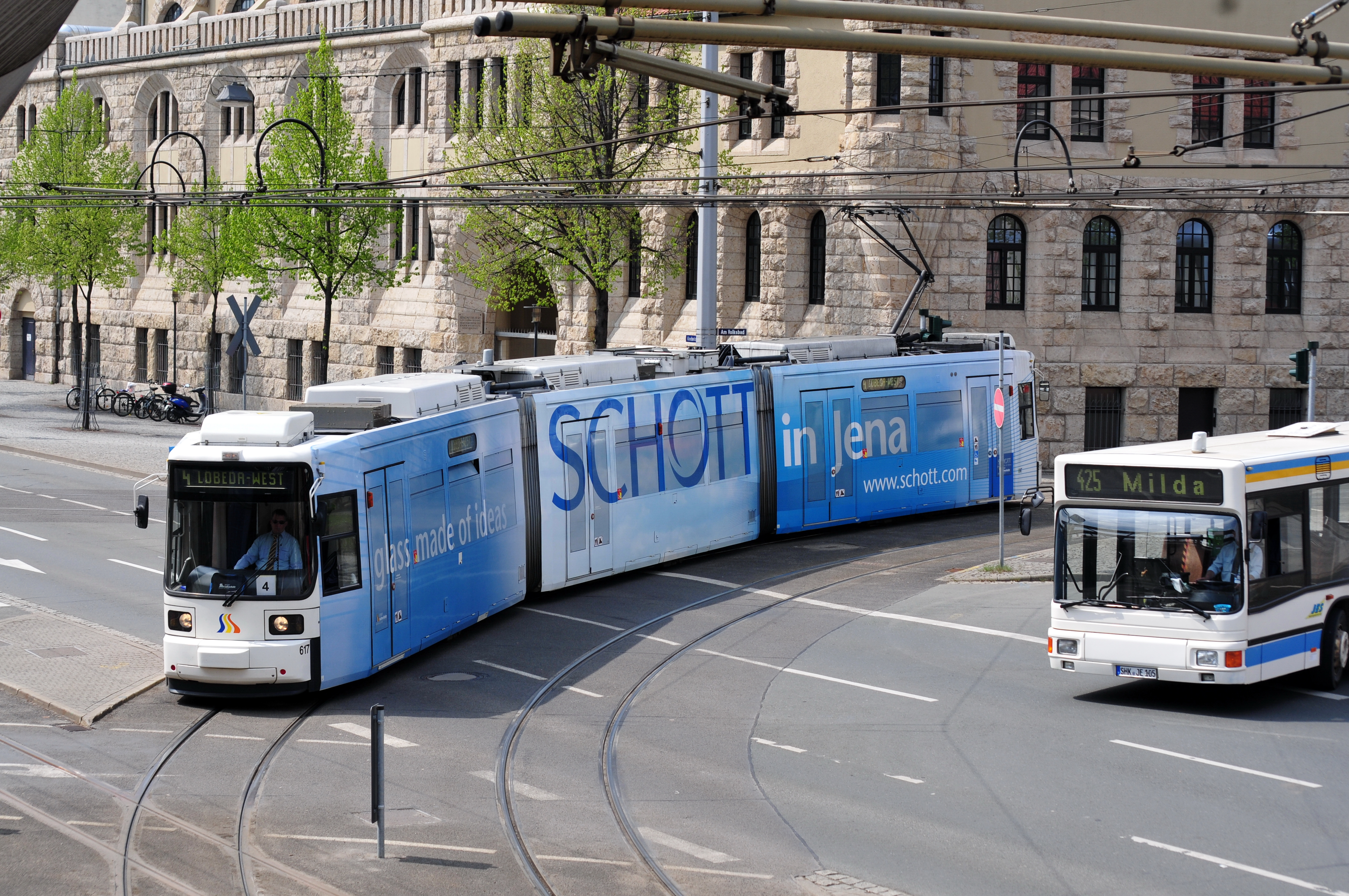
Bus und Bahn in Jena am Paradies

Der innerstädtische ÖPNV wird durch Straßenbahn- (seit 1901) und Buslinien (seit 1928) der Jenaer Nahverkehr GmbH (JeNah) erbracht. Neben dem Tages- und Spätverkehr auf diesen Linien wird täglich zwischen ca. 0 und 4 Uhr ein Nachtverkehr auf dem Straßenbahnnetz und der Buslinie 10 im Stundentakt angeboten. Zwischen Jena und dem Umland besteht ein weit verzweigter Regionalbusverkehr, der von der JES Verkehrsgesellschaft mbH, der Personenverkehrsgesellschaft mbH Apolda (PVG) und der Omnibusverkehr Saale-Orla-Rudolstadt GmbH (OVS) betrieben wird. Dazu gehört auch die Omnibuslinie Apolda–Jena, die am 5. September 1909 den fahrplanmäßigen Verkehr aufnahm und die älteste regelmäßige Kraftverkehrsverbindung zwischen zwei Thüringer Städten ist. Die Regionalbuslinien sind jedoch stark auf den Schülerverkehr ausgerichtet und werden oft nur montags bis freitags bzw. nur an Schultagen bedient.
Die Stadt Jena bezuschusst für alle Kinder und Jugendlichen mit Wohnsitz in der Stadt den Erwerb des Deutschlandtickets mit monatlich 15 Euro.
Am Ende der 1960er-Jahre wurde der Bau einer Alwegbahn geplant, wofür Technik aus der BRD hätte importiert werden müssen. Wegen der Direktive „Störfreimachung vom Westen“ musste der Bau daher 1971 verworfen werden. Die aktuellen ÖPNV-Planungen sind im Verkehrsentwicklungsplan 2002 der Stadt Jena und im Nahverkehrsplan der Stadt Jena 2008–2012 enthalten.
Die Zahl der Einpendler aus dem Umland nach Jena ist in den letzten Jahren angestiegen, zwischen 2007 und 2017 um fast 6.000 Personen (+30,3 %) täglich. Etwa 46 Prozent der sozialversicherungspflichtigen Beschäftigten in Jena sind Einpendler (+ 19,1 %), eine Herausforderung für den ÖPNV. Im Juni 2018 pendelten rund 26.100 Menschen zur Arbeit nach Jena bei rund 57.000 sozialversicherungspflichtig Beschäftigten; 11.284 Menschen pendelten aus Jena in das Umland.

#### Schifffahrt
In und um Jena wird die Saale heute lediglich mit Sportbooten und Kähnen befahren. Bis in die 1920er Jahre (Ersatz der Fähre am Burgauer Weg durch den Sportplatzsteg) hatte auch der Fährbetrieb Bedeutung. Für die Befahrbarkeit der Saale durch Transportschiffe lassen sich für Jena jedoch keine Belege finden. Die Saale ist erst ab der über 30 km entfernten Einmündung der Unstrut bei Naumburg schiffbar; bis dorthin sind zudem mehrere Wehre zu überwinden.
Dennoch war die Saale über Jahrhunderte dank des Flößereigewerbes ein wichtiger überregionaler Verkehrsweg. Bedeutende Mengen Holz, hauptsächlich aus dem Thüringer Schiefergebirge, wurden bis Norddeutschland geflößt und passierten dabei Jena. Traditionelle Raststätte der Flößer war der Gasthof „Zum Stern“ (Neugasse 26). Der Eisenbahn gelang es erst im 20. Jahrhundert, die langsame, aber billige Flößerei zu verdrängen.

#### Flugverkehr

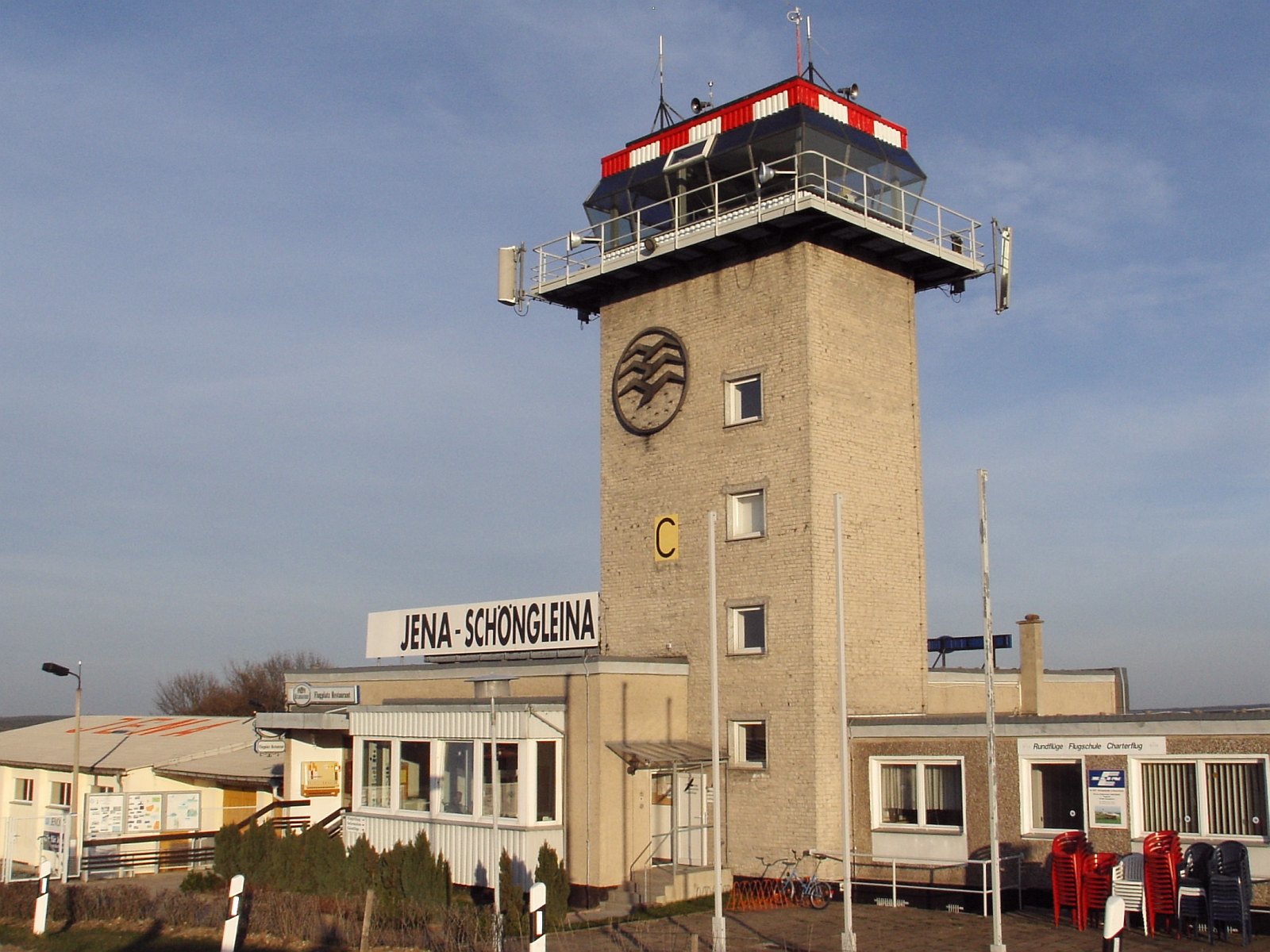
Tower des Flugplatzes Jena-Schöngleina

Östlich der Stadt befindet sich der Verkehrslandeplatz Flugplatz Jena-Schöngleina, der ausschließlich für die Allgemeine Luftfahrt genutzt wird. Der Flugplatz verfügt über eine 1170 m Asphaltlandebahn und eine querliegende 610 m Grasbahn. Die nächsten Landeplätze mit Linienverkehr sind Leipzig/Halle, Erfurt-Weimar und Nürnberg.

### Medien
In Jena gibt es Lokalredaktionen der Tageszeitungen Ostthüringer Zeitung (OTZ, hervorgegangen aus dem Zentralorgan der SED im Bezirk Gera („Volkswacht“)) und der auflagenschwächeren Thüringische Landeszeitung (TLZ). Beide gehören der Mediengruppe Thüringen (Funke-Mediengruppe Essen) an. Im wöchentlichen Rhythmus wird das werbefinanzierte Anzeigenblatt Allgemeiner Anzeiger herausgegeben, das über eine eigene Redaktion in Jena verfügt. Außerdem erscheinen an der Friedrich-Schiller-Universität Jena, der Ernst-Abbe-Fachhochschule Jena und an einigen Gymnasien die Studentenzeitungen Akrützel, Die Wurzel und Unique. Seit August 2008 erscheint das Stadtmagazin 07. Das Stadtmagazin für Jena und Region.
Weiter gibt es den Fernsehsender JenaTV, der seit 1998 Bewegtbildnachrichten in und aus Jena ins lokale Kabelnetz einspeist. Der Offene Kanal Jena, ein Radiosender, sendet seit 1998 auf 103,4 MHz (UKW) und im Kabel auf 107,90 MHz. Im Rahmen des Offenen Kanals sendet seit 2003 das Studentenradio von Universität und FH, das Campusradio Jena. Außerdem gibt es dort stadtweites Radioprogramm von Schülern für Jenaer Schulen.
Im Internet werden Jenaer Lokalnachrichten von OTZ.de, TLZ.de, jenanews.de (Juli 2007 bis August 2012) und Jenaer Nachrichten (seit Herbst 2011) präsentiert. Tagesaktuelle Nachrichten wurden auf jenapolis.de (seit Frühjahr 2009) veröffentlicht.

### Öffentliche Einrichtungen

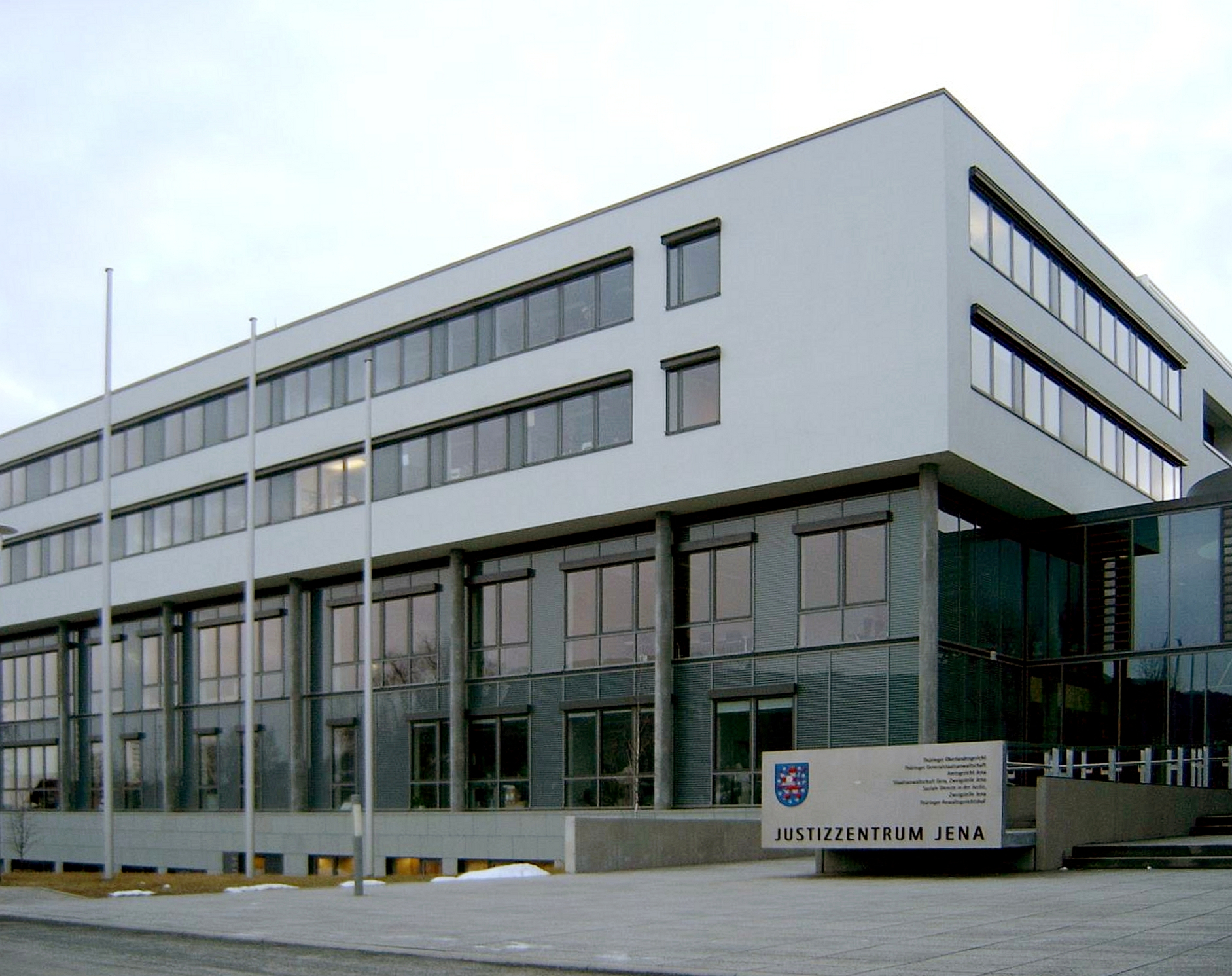
Justizzentrum

In Jena befindet sich eine Dienststelle des Deutschen Patent- und Markenamts, dessen Hauptsitz sich in München befindet.
Neben dem Thüringer Oberlandesgericht, das seit 1993 wieder in Jena angesiedelt wurde, hat die Thüringer Generalstaatsanwaltschaft ihren Sitz im Justizzentrum Jena. Im Justizzentrum befindet sich ebenfalls das Amtsgericht Jena. Mit Wirkung ab dem 1. Januar 2014 wurde das ehemals eigenständige Arbeitsgericht Jena mit dem Arbeitsgericht Gera zusammengelegt.

### Bildung und Forschung

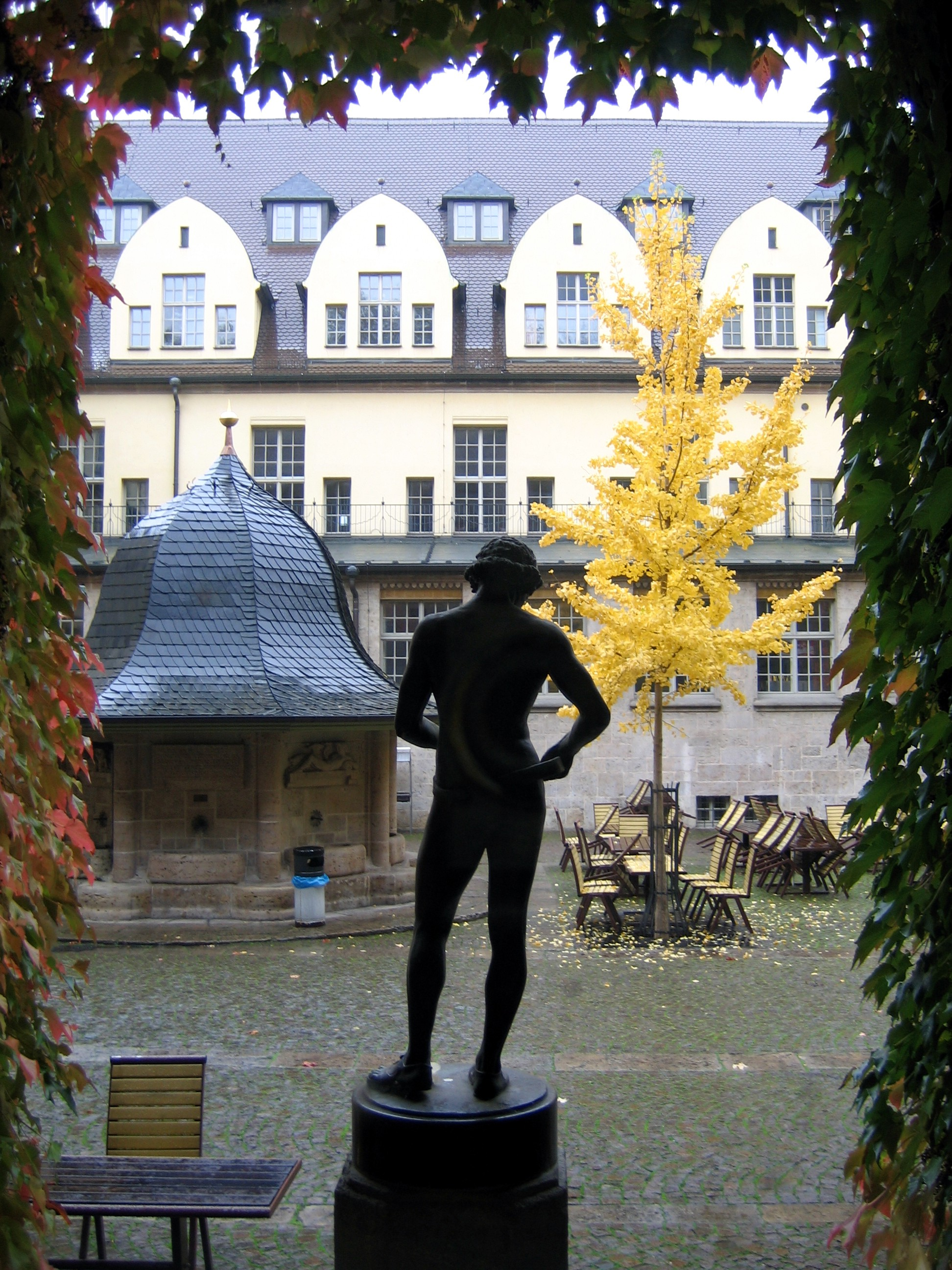
Innenhof des Universitätshauptgebäudes mit Außenbereich der Cafeteria

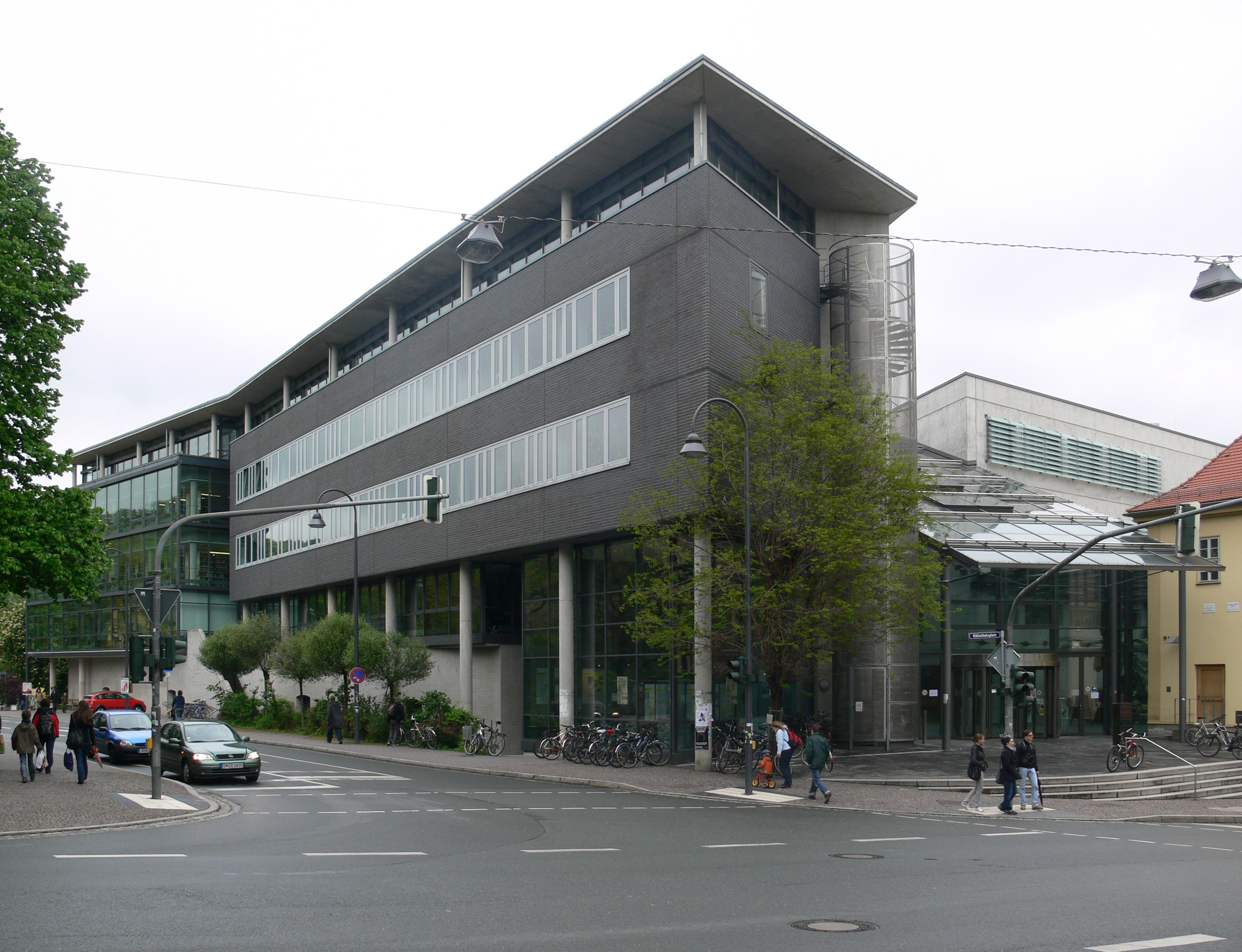
Thüringer Universitäts- und Landesbibliothek: ThULB Jena

Jena ist mit der Friedrich-Schiller-Universität die einzige Stadt im Freistaat Thüringen mit einer Volluniversität. Daneben beherbergt die Saalestadt mit der Ernst-Abbe-Hochschule Jena eine weitere wichtige überregionale Bildungseinrichtung. In Jena werden rund 21.300 Studenten ausgebildet (Stand Wintersemester 2022/2023). Im Umfeld der Universität und Fachhochschule haben sich mehrere Institute und kleine Optiktechnologie- und Biotechnologieunternehmen angesiedelt, die Grundlagenforschung betreiben oder medizinische Instrumente entwickeln. Viele akademische Institute und Startup-Unternehmen sind am Beutenberg Campus angesiedelt.
Jena gehört zum BioRegio-Verbund und betreibt ein Bioinstrumentezentrum zur Förderung von Biotech-Unternehmen. Mit dem Thema „Zukunft Licht“ gehört Jena zu den zehn deutschen Städten zum Treffpunkt der Wissenschaft im Wissenschaftsjahr 2009.
Für interessierte Laien gibt es unter anderem mit der Lichtwerkstatt eine offene Werkstatt und einen Krautspace genannten Hackerspace.

#### Forschungseinrichtungen
Hans Knöll entwickelte 1942 im bakteriologischen Labor des Jenaer Glaswerks Schott & Gen das erste labortechnische Verfahren zur Herstellung von Penicillin auf dem europäischen Kontinent. 1953 gründete Hans Knöll das Institut für Mikrobiologie und Experimentelle Therapie, aus dem das Hans-Knöll-Institut (HKI) hervorging, das später in Leibniz-Institut für Naturstoff-Forschung und Infektionsbiologie – Hans-Knöll-Institut (HKI) umbenannt wurde.
- Leibniz-Institut für Alternsforschung – Fritz-Lipmann-Institut (FLI)
- Leibniz-Institut für Photonische Technologien (IPHT; 1992–2007 Institut für Physikalische Hochtechnologie, 2007–2013 Institut für Photonische Technologien)
- Max-Planck-Institut für Biogeochemie
- Max-Planck-Institut für chemische Ökologie
- Max-Planck-Institut für Geoanthropologie
- Fraunhofer-Institut für Angewandte Optik und Feinmechanik (IOF)
- Friedrich-Loeffler-Institute:
  - Institut für bakterielle Infektionen und Zoonosen (IBIZ)
  - Institut für molekulare Pathogenese (IMP)
- Helmholtz-Institut Jena (HI-Jena)
- Institut für Datenwissenschaften (Deutsches Zentrum für Luft- und Raumfahrt)[123]

#### Forschungsschwerpunkte
Insgesamt forschen in Jena rund 4500 Wissenschaftler. Mit Schwerpunkten in den Bereichen Optik und Photonik sowie Gesundheit und den Lebenswissenschaften orientiert sich die Forschung in Jena an wichtigen Zukunftsfragen, die für die Weiterentwicklung von Gesellschaft und Wirtschaft relevant sind. Die Profillinie „LIGHT LIFE LIBERTY“ der Friedrich-Schiller-Universität und der Slogan „where life sciences meets physics“ des Beutenberg Campus dokumentieren die interdisziplinäre Forschung am Standort Jena. Zu den Forschungsschwerpunkten zählen u. a. Optik und Photonik, Infektionsforschung und Sepsis, sowie innovative Materialien und Oberflächentechnik.

#### Schulen
Begabtenförderung und Reformpädagogik haben in Jena lange Tradition. Es wurden und werden verschiedene Ansätze bezüglich naturwissenschaftlicher und geisteswissenschaftlicher Schulen verfolgt.
Mitte des 19. Jahrhunderts wirkte der Pädagoge Karl Volkmar Stoy dort. Im Sommer 1853 zog er mit allen Schülern durch die Landschaft und erfand so den Wandertag. Die von ihm 1844 gegründete Schule war eine der ersten mit angebauter Turnhalle. Das Berufsschulzentrum Karl-Volkmar-Stoy-Schule trägt inzwischen seinen Namen. Anfang des 20. Jahrhunderts gründete Hermann Pistor eine Fachschule für Augenoptik; der Pädagoge Peter Petersen entwickelte das Jena-Plan-Modell an der Universität und in einer eigenen Universitätsschule.
Die erste deutsche Montessorischule wurde zu Pfingsten 1923 in der ehemaligen Grundschule von Wenigenjena gegründet. Sie bestand bis 1929 und wurde von der nationalsozialistisch geführten Landesregierung von Thüringen geschlossen.
Das Spezialgymnasium Carl-Zeiss ist ausgerichtet auf Mathematik und Naturwissenschaften. Besonderer Wert wird seit der Gründung 1963 auf die selbstbewusste und umfassende Auseinandersetzung mit diesen Gebieten gelegt. Die Schule machte durch Erfolge auf nationaler und internationaler Ebene in Naturwissenschafts-Wettbewerben wie zum Beispiel der Mathematikolympiade, dem Bundeswettbewerb Informatik oder der Internationalen Chemieolympiade auf sich aufmerksam.
Neben der Jenaplan-Schule, die gleich nach der Wende im Ziegenhainer Tal wiedererstand und 2006 einer der Träger des Deutschen Schulpreises war, gibt es auch wieder eine Montessorischule in Jena. Zudem existieren eine Freie Waldorfschule im Süden und eine Europaschule im Stadtteil Alt-Lobeda. Die Integrierte Gesamtschule „Grete Unrein“ Jena entstand 1991 als ein Sondermodell mit der Umwandlung der Erich-Weinert-Schule an der Leutra zur Grundschule.
Das Johann-Christoph-Friedrich-GutsMuths-Gymnasium hat als Schwerpunkt den Bereich Sport. Unter landeskirchlicher Trägerschaft steht das Christliche Gymnasium Jena. Ein weiteres Gymnasium ist das Ernst-Abbe-Gymnasium. Derzeit werden die Realschule Ostschule und das Adolf-Reichwein-Gymnasium im Gebäude des Gymnasiums zu einer Kooperativen Gesamtschule vereint. Grund dafür sind die zurückgehenden Schülerzahlen. Im Gebäude der Ostschule ist seit November 2006 das Angergymnasium untergebracht. Des Weiteren gibt es das Otto-Schott-Gymnasium, das einen bilingualen Unterricht anbietet, in Lobeda-West.

### Medizinische Versorgung und Feuerwehr
Das Universitätsklinikum Jena ist das einzige Universitätsklinikum in Thüringen. In Standorten in Lobeda, an der Bachstraße und im Landgrafengebiet befinden sich 32 Kliniken und Polikliniken mit insgesamt 1411 Betten. Das Klinikum ist ein Krankenhaus der Maximalversorgung und gleichzeitig Lehrkrankenhaus der Universität Jena. Im Jahr 2013 wurde das Ambulante Reha Zentrum (ARZ) in Jena eröffnet. Es gehört zur Klinikgruppe der Gräflichen Kliniken Bad Driburg und hat sich auf die Fachbereiche Neurologie und Orthopädie spezialisiert. Das hauseigene Gesundheits- und Präventionszentrum bietet vielfältige Angebote in den Bereichen Ernährung, Bewegung und Entspannung. Die ansässigen Praxen für Ergotherapie, Physiotherapie und Logopädie komplettieren das reichhaltige Gesundheitsangebot.

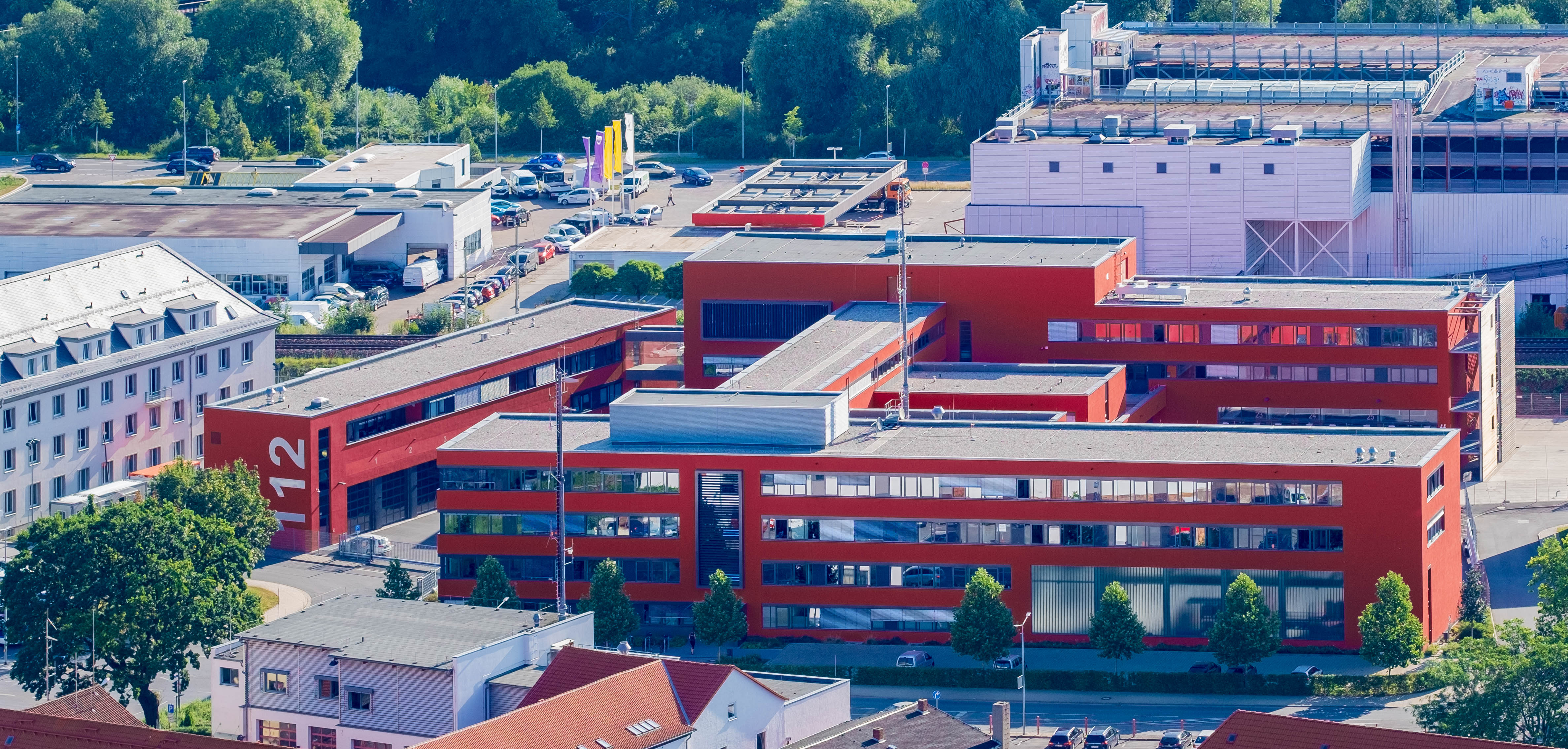
Feuerwache Nord und Integrierte Leitstelle der Feuerwehr Jena gesehen vom Jentower

Die Feuerwehr Jena gliedert sich in eine Berufsfeuerwehr mit knapp 120 Mitarbeitern sowie 15 Freiwillige Feuerwehren. Gemeinsam bewältigen die aktiven Einheiten rund 2000 Einsätze im Jahr, wovon etwa 15 Prozent in den Bereich der Brandbekämpfung fallen.
Am nahegelegenen Flugplatz Jena-Schöngleina ist der mit Ärzten des Universitätsklinikums Jena besetzte Rettungshubschrauber Christoph 70 stationiert. Die Integrierte Leitstelle Jena koordiniert den in Bad Berka stationierten Intensivtransporthubschrauber Christoph Thüringen.

### Ehemalige Garnison
Jena wurde mit der Stationierung eines großherzoglichen Infanteriebataillons im Jahre 1867 Garnisonsstadt. Dafür entstand eine Kaserne zwischen der heutigen Rathenaustraße und dem Westbahnhof (heute Gelände des Justizzentrums). Bei der Aufrüstung der Wehrmacht in den 1930er Jahren wurden weitere Militäranlagen errichtet: In Zwätzen eine Infanterie- und in Löbstedt eine Artilleriekaserne für das Heer, im Jenaer Forst eine Unterkunft für die Flakartillerie; außerdem auf dem Jägerberg (teils auf Gebiet des nahegelegenen Dorfes Rödigen) ein Fliegerhorst der Luftwaffe. Die Einrichtungen am Westbahnhof, in Zwätzen, Löbstedt und dem Forst wurden nach 1945 von den sowjetischen/russischen Truppen und die auf dem Jägerberg von der Nationalen Volksarmee belegt; alle genannten Truppen zogen bis 1994 ab. Danach wurden sechs zwischen der Naumburger und Merseburger Straße gelegene Kasernengebäude zu einer Schule (Christliches Gymnasium Jena) und Wohngebäuden umgebaut und Teile der Anlage auf dem Jägerberg kommerziell umgenutzt, die übrigen Flächen im vollständig beräumten Zustand veräußert.

## Persönlichkeiten

### Ehrenbürger

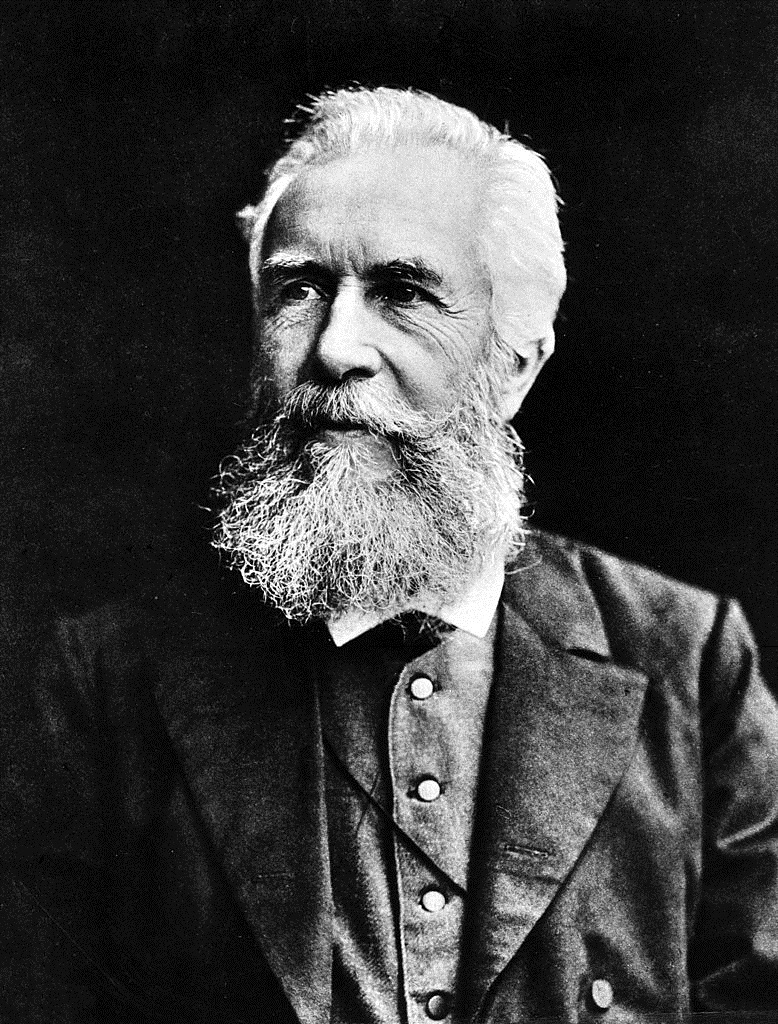
Ernst Haeckel, Gelehrter 32. Ehrenbürger der Stadt

Neben Politikern und Gelehrten der Universität wurden auch Menschen, die sich um die Stadt verdient gemacht haben, mit der Ehrenbürgerwürde der Stadt Jena ausgezeichnet.
Erstmals wurde diese Ehre dem Professor der Theologie, Kirchenrat und Superintendent Eduard Schwarz am 1. Februar 1837 zuteil. Der ehemalige Reichskanzler Otto von Bismarck erhielt die Auszeichnung Ende Juli 1894, einen Tag vor seinem Besuch in der Stadt.
Die während der Zeit des Nationalsozialismus in Deutschland verliehenen Ehrenbürgerwürden, unter anderem an Adolf Hitler und den damaligen thüringischen Gauleiter Fritz Sauckel, wurden später aberkannt.
Am 20. März 1991 wurden sechs Auszeichnungen aus der Zeit vor der Wende in der DDR aberkannt, darunter auch die des langjährigen Kombinatsdirektors des VEB Carl Zeiss Jena, Wolfgang Biermann.

### Söhne und Töchter der Stadt (Auswahl)

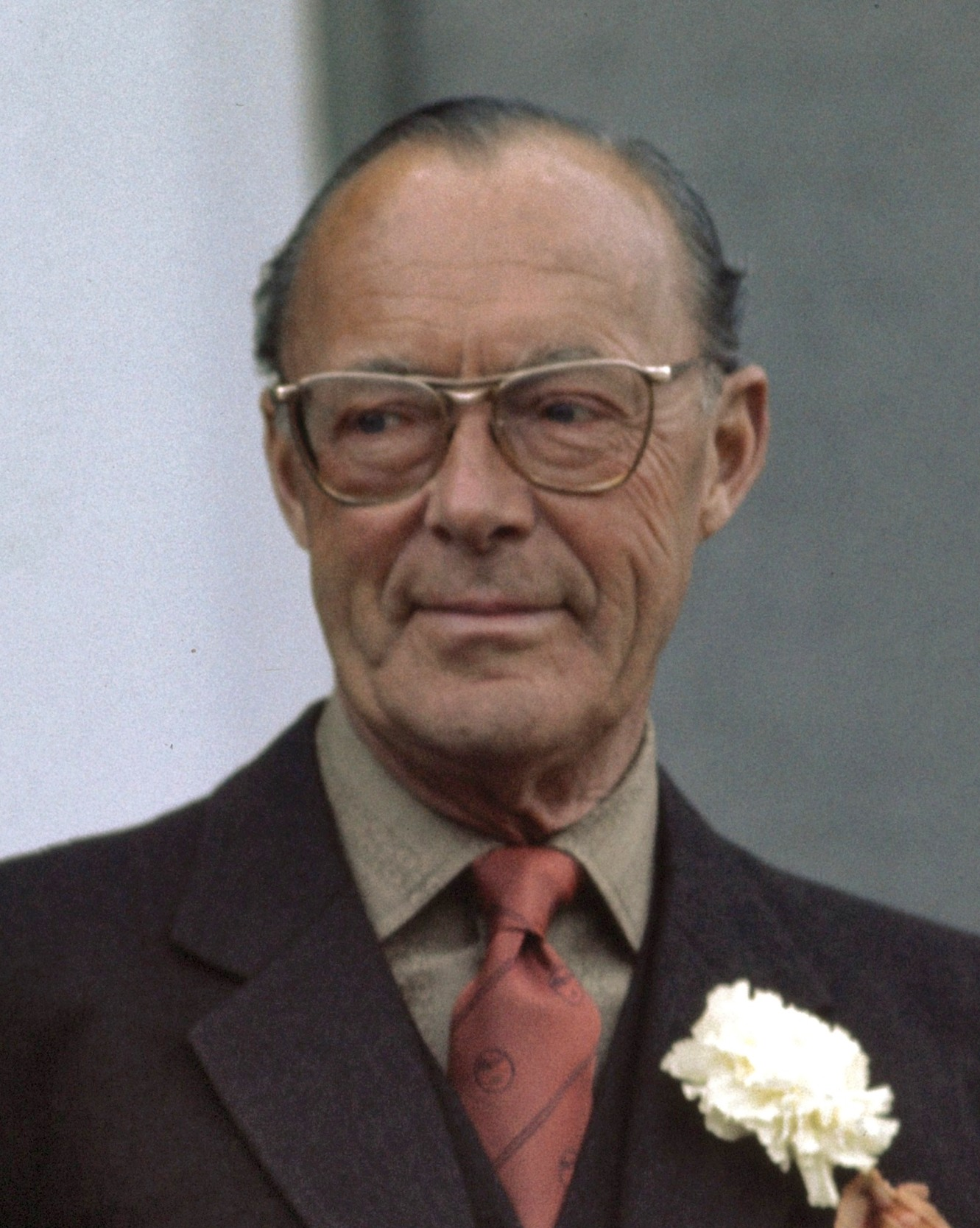
Prinz Bernhard der Niederlande (1976)

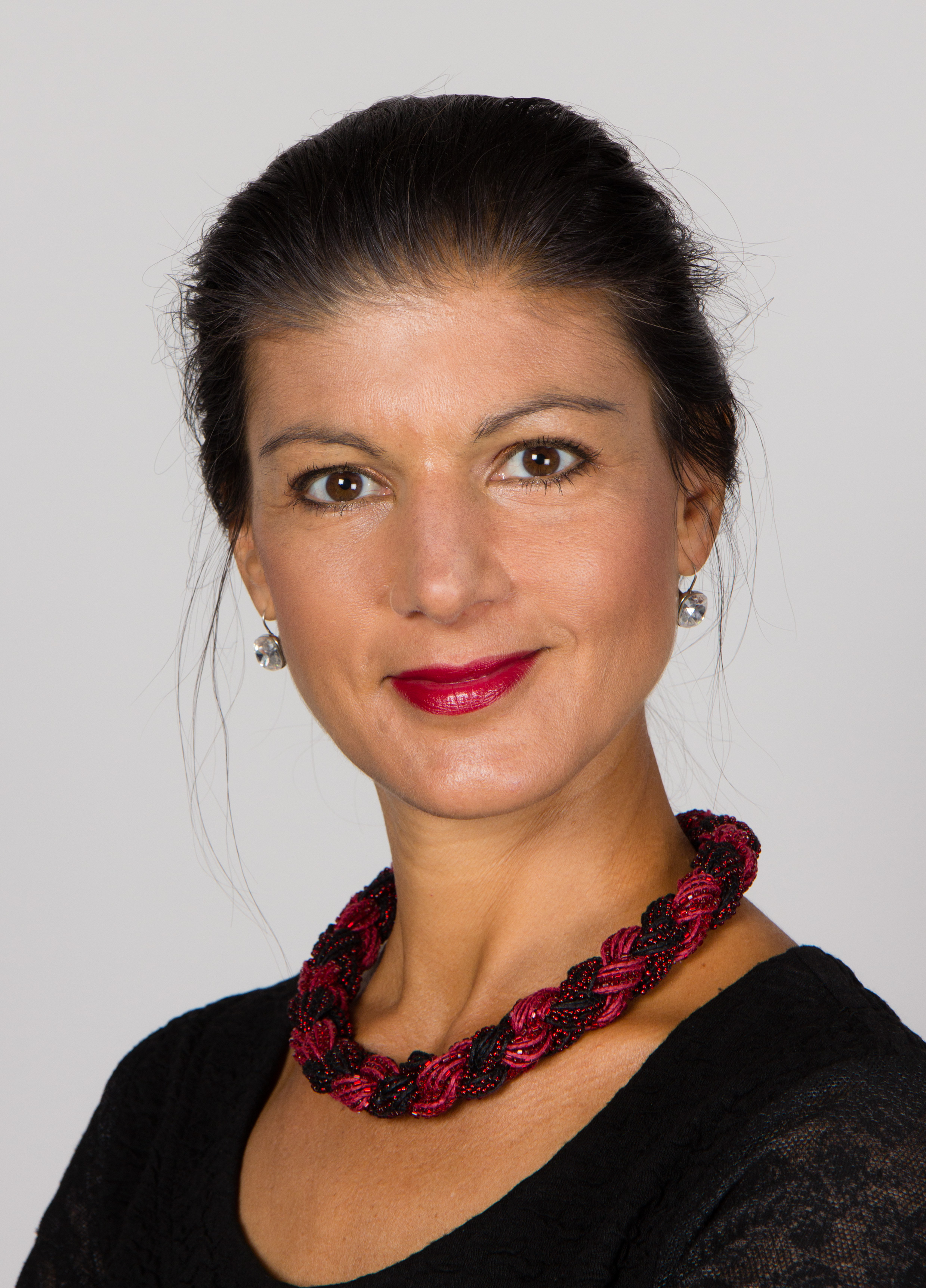
Sahra Wagenknecht (2014)

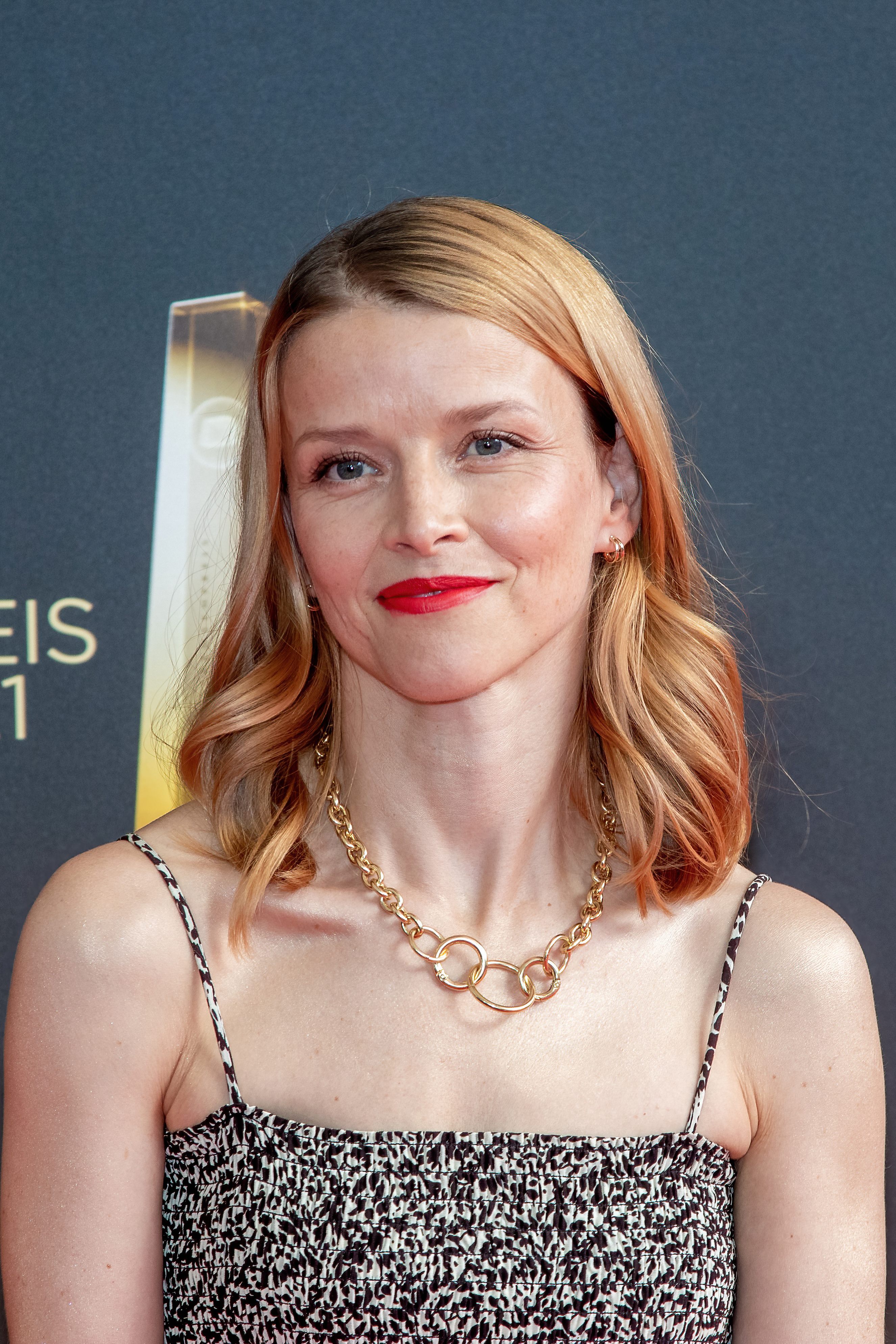
Schauspielerin Karoline Schuch (2021)

- 1621–1676: Ernst Friedrich Schröter, Rechtswissenschaftler
- 1659–1731: Johann Christian Schröter, Rechtswissenschaftler
- 1675–1747: Johann Adolph Wedel, Mediziner
- 1676–1752: Friedrich Gottlieb Struve, Jurist und Hochschullehrer
- 1696–1775: Johann Gregorius Höroldt, Porzellanmaler in Meißen
- 1707–1758: Johann Christian Stock, Mediziner
- 1734–1799: Karl Friedrich Walch, Rechtswissenschaftler
- 1786–1866: Louise Seidler, Malerin

- 1872–1955: Karl Naumann, Maler
- 1881–1977: Margrethe Klenze, Malerin
- 1884–1953: Hugo Schmeisser, Konstrukteur von automatischen Handfeuerwaffen
- 1888–1970: Günther Hertwig, Anatom
- 1891–1950: Walter Eucken, Ökonom und wichtiger Vertreter des Ordoliberalismus
- 1897–1959: Kurt Held, Schriftsteller

- 1900–1986: Horst Averbeck, Bergwerksunternehmer und Kaufmann
- 1903–1994: Erich Schwinge, Jurist
- 1904–1982: Martin Junge, Grafiker und Maler
- 1906–1978: Helmut Krause, Maler und Grafiker
- 1907–1975: Karl Paul Hensel, Nationalökonom
- 1909–1994: Elisabeth Oestreich, Mittelstreckenläuferin
- 1910–1989: Lothar Grisebach, Maler
- 1911–2004: Bernhard zur Lippe-Biesterfeld, Prinz der Niederlande
- 1913–1997: Wolfgang Stock, Bildhauer, Holzschnitzer, Maler und Zeichner
- 1914–1988: Otto Carius, Maler und Grafiker
- 1917–2003: Otto Günsche, SS-Sturmbannführer und persönlicher Adjutant Adolf Hitlers
- 1922–2023: John Goodenough, Physiker und Materialwissenschaftler, Nobelpreisträger für Chemie 2019
- 1930–2001: Franz Peter Schilling, Apoldas letzter Glockengießermeister
- 1932:00000 Margarete Schilling, Expertin für Glocken und Carillons
- 1936:00000 Gerlinde Böhnisch-Metzmacher, Malerin, Grafikerin und Plastikerin
- 1937–2020: Geert Müller-Gerbes, Pressereferent des Bundespräsidenten, Journalist und Fernsehmoderator
- 1938:00000 Wulf D. von Lucius, Verleger und Publizist
- 1940–2006: Tilo Medek, Komponist und Musikverleger
- 1940–2016: Bärbel Schulz, Keramik-Designerin
- 1944–2014: Christine Freigang, Keramikerin
- 1945:00000 Heikedine Körting, Hörspielproduzentin

- 1951–2025: Martin Seifert, Schauspieler und Sprecher
- 1953:00000 Roland Jahn, Journalist und Bürgerrechtler
- 1955:00000 Siegfried Reiprich, Bürgerrechtler
- 1967:00000 Petra Kleinert, Schauspielerin
- 1969:00000 Sahra Wagenknecht, Politikerin (Bündnis Sahra Wagenknecht) und Publizistin
- 1972:00000 André Kapke, Neonazi
- 1972:00000 Pierre Geisensetter, Moderator und Schauspieler
- 1973:00000 Bernd Schneider, Fußballspieler
- 1975:00000 Beate Zschäpe, Terroristin des NSUs
- 1975:00000 Ralf Wohlleben, Neonazi
- 1977–2009: Robert Enke, Fußballtorhüter
- 1981:00000 Karoline Schuch, Schauspielerin
- 1981:00000 Melanie Raabe, Schriftstellerin
- 1982:00000 Steffen Justus, Triathlet
- 1983:00000 Franz Dinda, Kino- und Fernsehschauspieler
- 1983:00000 Robert Marc Lehmann, Meeresbiologe und Umweltschützer
- 1984:00000 Diana Riesler, Duathletin und Triathletin
- 1985:00000 Albrecht Schuch, Schauspieler

### Persönlichkeiten, die vor Ort gewirkt haben
Viele Personen, die in Jena eine Zeit ihres Lebens verbrachten, haben die Geschichte der Stadt geprägt und ihr Gesicht spürbar verändert. Nach ihnen sind Straßen und Plätze benannt.
Gelehrte und Studierende der Friedrich-Schiller-Universität trugen mit ihrer Arbeit erheblich zum Ansehen der Stadt bei. In den Jahren 1740/41 studierte der Altertumswissenschaftler Johann Joachim Winckelmann in Jena. Johann Christian Günther verbrachte die letzten Wochen seines Lebens hier und starb 1723 in Jena. Philosophen und Dichter wie Georg Wilhelm Friedrich Hegel, Friedrich Wilhelm Joseph Schelling, Johann Gottlieb Fichte, Novalis, Friedrich Schlegel oder Friedrich Schiller lernten bzw. lehrten und schufen hier ihre Werke. Der Chemiker Johann Wolfgang Döbereiner suchte nach einem Zusammenhang zwischen den Elementen. Der Logiker, Mathematiker und Philosoph Gottlob Frege wirkte von 1874 und 1917 in Jena. Er leistete wesentliche Beiträge zu den Grundlagen der Mathematik und der linguistischen Semantik. Karl Volkmar Stoy und Peter Petersen haben sich mit ihrer Arbeit in Jena große Verdienste auf dem Gebiet der Pädagogik erworben. Johann Gottlob Marezoll war ein überregional bekannter Prediger, der in Jena als Oberpfarrer, Superintendent und Konsistorialrat wirkte. Auch Christian Wilhelm Oemler sorgte sich um die Hebung des Schulwesens.
In der Zweiten Hälfte des 19. Jahrhunderts schuf Carl Zeiss zusammen mit Ernst Abbe und Otto Schott die Grundlagen der modernen Optik in Jena. Die von ihnen gegründeten Unternehmen erlangten Weltruhm mit der Herstellung wissenschaftlicher Instrumente. Lothar Späth, ehemaliger Ministerpräsident von Baden-Württemberg, leitete dort rund 150 Jahre danach eines der Folgeunternehmen.
Abbe gründete zudem die nach seinem Partner benannte Carl-Zeiss-Stiftung, die sich von Anbeginn durch soziale Bestrebungen und Arbeiterfürsorge sowohl auf körperlichem wie auf geistigem Gebiet auszeichnete und bis heute als Vorbild für soziale Reformarbeit gilt. Er stiftete u. a. die Jenaer Lesehalle und das Volkshaus als Orte parteipolitischen wie intellektuell-literarischen Lebens und setzte sich aktiv für eine höhere Bildung und Ausbildung des Arbeiterstandes ein.
Von 1938 bis zu seinem Tod 1960 lebte hier der Kinder- und Jugendbuchautor und Schriftsteller Albert Sixtus, bekannt geworden durch seine zahlreichen Bilderbuchverse („Die Häschenschule“) und Abenteuerromane sowie als Herausgeber von Auerbachs Deutscher Kinderkalender. Von 1971 bis zu seinem Tod 2010 lebte hier Curt Letsche, Autor von Science-Fiction-Erzählungen, Schilderungen des antifaschistischen Widerstands und Kriminalromanen; er ist auf dem Nordfriedhof beigesetzt.

### Walter-Dexel-Stipendium
Die Stadt Jena würdigt seit 1997 jährlich Künstler und Kulturschaffende der Region mit dem Walter-Dexel-Stipendium.
Stipendiaten:
- 1997: Einhard Hopfe, Maler und Grafiker
- 1998: Ines Eck, Grafikerin und Fluxuskünstlerin
- 1999: Klaus Wegener, Musiker
- 2000: Anne Günther, Fotografin
- 2001: Manuela Schwarz, Gründerin des Tanztheaters Jena
- 2002: Martin Neubert, Bildhauer
- 2003: Jan Volker Röhnert, Literaturwissenschaftler und Autor
- 2004: Uwe Germar, Filmemacher
- 2005: Sarah Jasinszczak, Regisseurin
- 2006: Gerlinde Böhnisch-Metzmacher, Malerin, Grafikerin und Plastikerin
- 2007: Martin Stiebert
- 2008: Robert Seidel
- 2009: Amira Shemeis, Tanzpädagogin
- 2010: Jana Gunstheimer, Malerin und Inszenierungskünstlerin
- 2011: Robert Krainhöfner, Bildhauer
- 2012: Romina Voigt und Moritz Gause
- 2013: Friedemann Ziepert, Kinderzikusdirektor und Musiker
- 2014: Sebastian Jung, Künstler und Grafiker
- 2015: Thomas Sperling, seit 1990ern im Team des Kulturzentrums Kassablanca
- 2016: Antje Horn, Geschichtenerzählerin
- 2017: Thomas Eckardt, Programmchef der Jazzmeile Thüringen
- 2018: Maximilian Lörzer, Gründer und Leiter des Psycho-Chor
- 2019: David Cebulla, Naturfilmer
- 2020: Ralf Kleist und Philipp Schäffler, Musiker
- 2021: Kathrin Groß-Striffler, Schriftstellerin
- 2022: Tim Helbig, Klangkünstler

## Sonstiges
Die Bewohner der Stadt Jena sind Jenaer und Jenaerinnen. Hingegen sind Jenenser und Jenenserinnen ausschließlich auch in Jena Geborene; nach anderer Quelle müssen zusätzlich auch ihre Eltern in Jena geboren sein.

Linienschiff Jena, Zeichnung im Apoldaer Tageblatt vom 15. März 1897

Zur Erinnerung an die siegreiche Schlacht bei Jena trugen Schiffe der französischen Kriegsmarine den Namen „Jena“: Eine Korvette (1807–1810), ein 110-Kanonen-Linienschiff (1814–1864), das bis 1915 in Toulon als Hulk diente, und ein Panzerschiff von 1897, das 1907 im Hafen von Toulon explodierte. Danach wurde der Name nicht länger für Kriegsschiffe vergeben. In Paris sind die Avenue d’Iéna und die Seine-Brücke Pont d’Iéna nach der Schlacht bei Jena benannt.
Der Asteroid (526) Jena ist nach der Stadt benannt.
Auf der Rückseite des 10-Mark-Scheins der Serie von 1964 befand sich eine Ansicht des VEB Carl Zeiss Jena. Links unten war der Kirchturm von St. Johannes Baptist zu sehen, der einzigen Kirche auf einem DDR-Geldschein. Ab 1971 trug der 10-Mark-Schein auf der Vorder- und Rückseite andere Abbildungen.
In der geologisch recht interessanten Umgebung der Stadt existieren zwei geologische Lehrpfade.

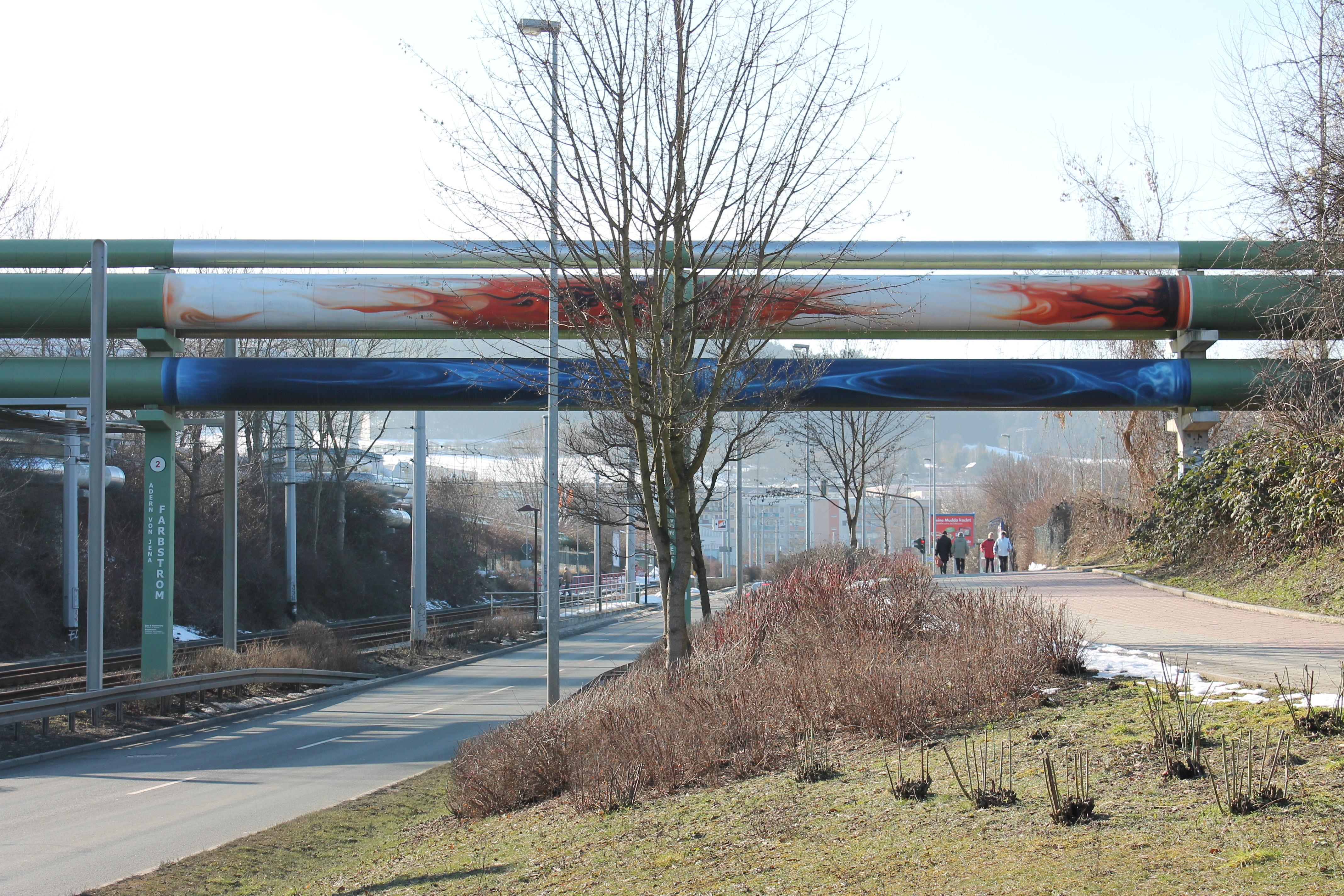
Der „FarbStrom“, ein Teil der Adern von Jena

Die Adern von Jena sind ein landschaftsarchitektonisches Projekt in Jena-Paradies und offizielles Begleitprojekt der Bundesgartenschau Gera-Ronneburg 2007. Es sind Fernwärmeleitungen, die zu Kunstobjekten umgestaltet wurden.
Am 25. Mai 2009 erhielt die Stadt den von der Bundesregierung verliehenen Titel „Ort der Vielfalt“.

Kloß mit 365 kg auf dem Marktplatz in Jena, 1. Mai 2010 – Weltrekord

Im Mai 2010 wurde auf dem Marktplatz von Jena der bis dahin größte Kartoffelkloß der Welt zubereitet. Das Kochgefäß war aus Schottglas. Im Juni 2025 aber wurde dieser Weltrekord in Wombach mit einem 465 kg schweren Kloß übertroffen, allerdings mit einem fränkischen Kloßteig, während der Jenaer Kloß aus thüringischem Kloßteig bestand.